# Exército Brasileiro
O Exército Brasileiro (EB) é o ramo das Forças Armadas do Brasil responsável, no plano externo, pela defesa do país em operações eminentemente terrestres e, no interno, pela garantia da lei, da ordem e dos poderes constitucionais, subordinando-se, na estrutura do Governo Federal, ao Ministério da Defesa, ao lado da Marinha e da Força Aérea. As Polícias Militares (PMs) e Corpos de Bombeiros Militares (CBMs) são legalmente designadas como forças de reserva e auxiliares ao Exército. Seu braço operacional é denominado Força Terrestre. Ele é o maior exército da América do Sul e a maior das três Forças Armadas no Brasil.
Surgido como o Exército Imperial Brasileiro, com base nas forças de defesa do Império Português no Brasil Colônia, suas duas principais experiências de guerra convencional foram a Guerra do Paraguai e a Força Expedicionária Brasileira, e seu rival tradicional no planejamento, até os anos 1990, era a Argentina, mas ele tem também muitas operações de manutenção de paz no exterior e atuações internas no Brasil. O Exército foi diretamente responsável pela Proclamação da República e gradualmente aumentou sua capacidade de ação política, culminando na ditadura militar de 1964–1985. Ao longo da história brasileira ele garante o poder central contra separatismos e regionalismos, intervém onde as questões sociais não resolvidas tornam-se violentas e preenche lacunas deixadas por outras instituições do Estado.
Mudanças na doutrina militar, pessoal, organização e equipamento marcam a história do Exército, sendo a atual fase, desde 2010, conhecida como o Processo de Transformação do Exército. Sua estratégia da presença estende-o por todo o território nacional, e a instituição se considera a única garantia de brasilidade nas regiões mais distantes do país. Existem forças especializadas em diversos terrenos (de Selva, montanha, Pantanal, Caatinga e urbano) e forças de deslocamento rápido (Aviação do Exército, Comando de Operações Especiais e brigadas paraquedista e aeromóvel). As forças blindadas e mecanizadas, concentradas no Sul, são as mais numerosas do continente, mas incluem muitos veículos próximos ao fim do ciclo de vida. A unidade básica de armas combinadas é a brigada.
As organizações militares convencionais formam cabos e soldados reservistas através do serviço militar obrigatório. Há um sistema amplo de instrução, educação e pesquisa, sendo a Academia Militar das Agulhas Negras (AMAN) responsável por formar os elementos dirigentes da instituição: oficiais das Armas de Infantaria, Cavalaria, Artilharia, Engenharia e Comunicações, do Serviço de Intendência e do Quadro de Material Bélico. Este sistema e mais os serviços próprios de saúde, moradia e assistência religiosa são mecanismos pelos quais o Exército, instituição ciosa de seu passado e tradições, procura conservar sua distinção do resto da sociedade.

## Missões
O Exército Brasileiro é uma das três Forças Singulares que compõem as Forças Armadas do Brasil, ao lado da Marinha do Brasil e Força Aérea Brasileira, todas as quais, conforme o artigo 142 da Constituição de 1988, atuam na defesa da pátria e na garantia dos poderes constitucionais e da lei e da ordem, além de atribuições subsidiárias definidas por leis complementares. O Exército forma a força terrestre da nação, atuando precipuamente na sua defesa externa, mas tem toda uma série de missões internas. Seus objetivos declarados incluem dissuadir uma agressão externa, adquirir projeção no cenário internacional e contribuir ao “desenvolvimento sustentável e paz social”.
As constituições anteriores também definiam funções externas e internas para as Forças Armadas. Uma grande carga de trabalho é dedicada à doutrina, planejamento, preparação e execução das operações de garantia da lei e da ordem. O Exército tem um longo histórico na defesa interna e estruturação do Estado, defendendo regimes políticos e tratando de ameaças de questões sociais não resolvidas que resultaram em conflitos internos. No período republicano, ele é a mais politicamente poderosa das três forças por seus posicionamentos passados, sua presença em todo o território nacional e seu maior efetivo.
Cobrir a incompletude do Estado nacional, ocupando lacunas que deveriam ter sido preenchidas por outras instituições, faz parte da cultura do Exército. Pela sua “Estratégia da Presença”, ele ocupa vazios demográficos, atuando como “exército colonizador”, seja pelas colônias militares que instalava no século XIX ou pelos atuais postos de fronteira, e enxerga-se como único fator de brasilidade nessas regiões afastadas. As ações subsidiárias são constantes. Mesmo que possivelmente à custa do preparo para a guerra, o Exército atua nos campos científico-tecnológico e socioeconômico, realiza obras de engenharia, recebe refugiados (a Operação Acolhida) e distribui água no Nordeste (a Operação Pipa), entre muitas outras missões.

Exemplos de operações do Exército
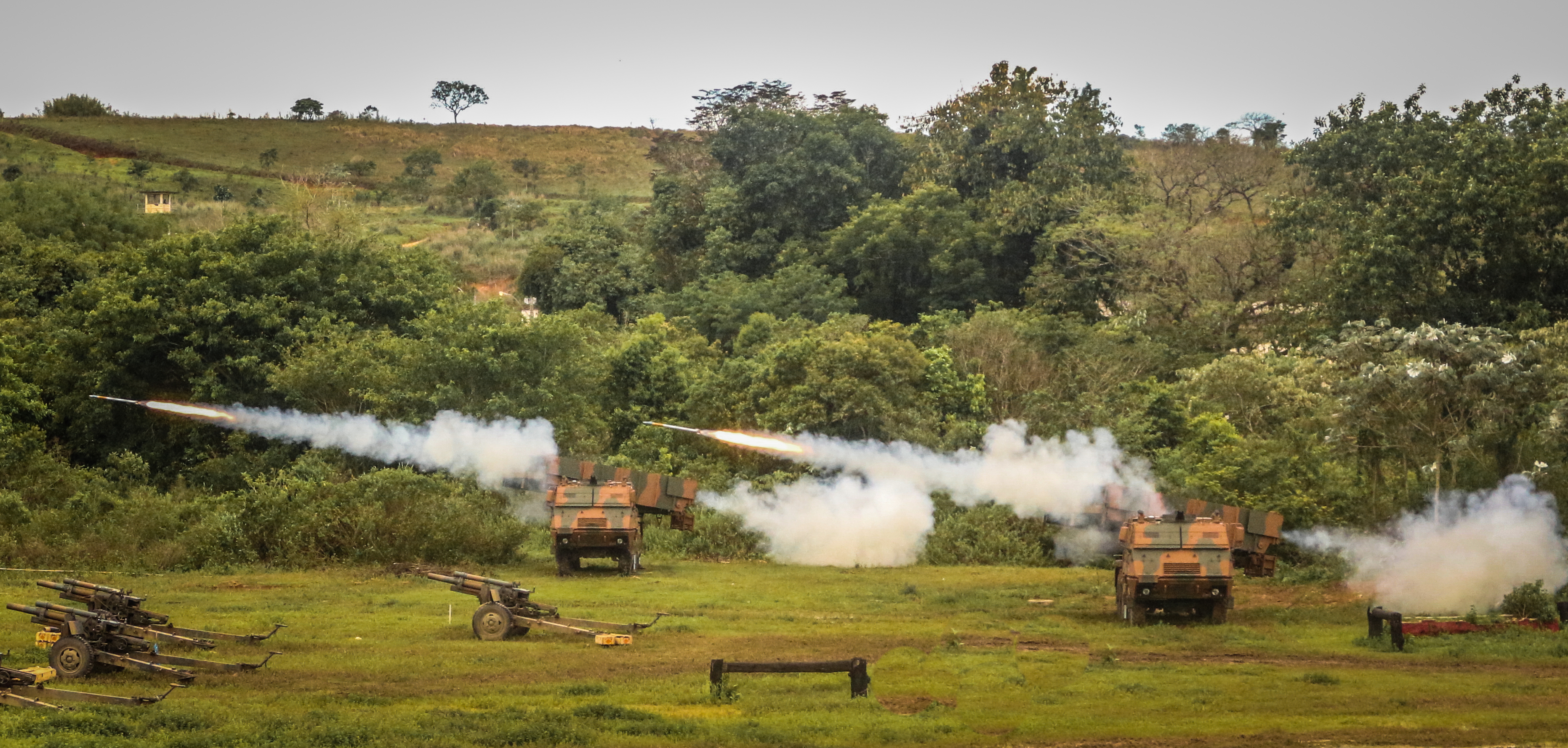
Manobras em campo
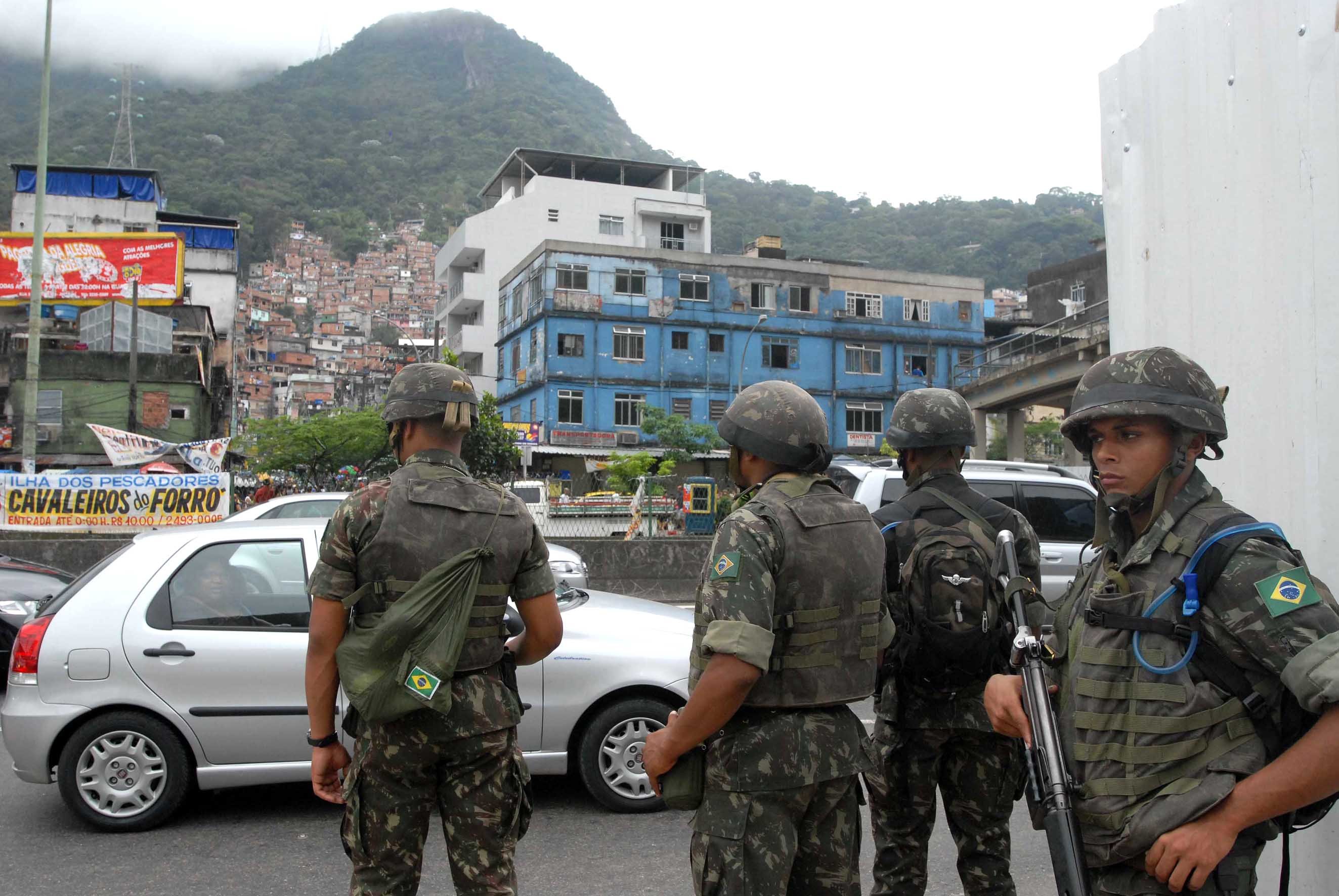
Ocupação da Favela da Rocinha em 2008
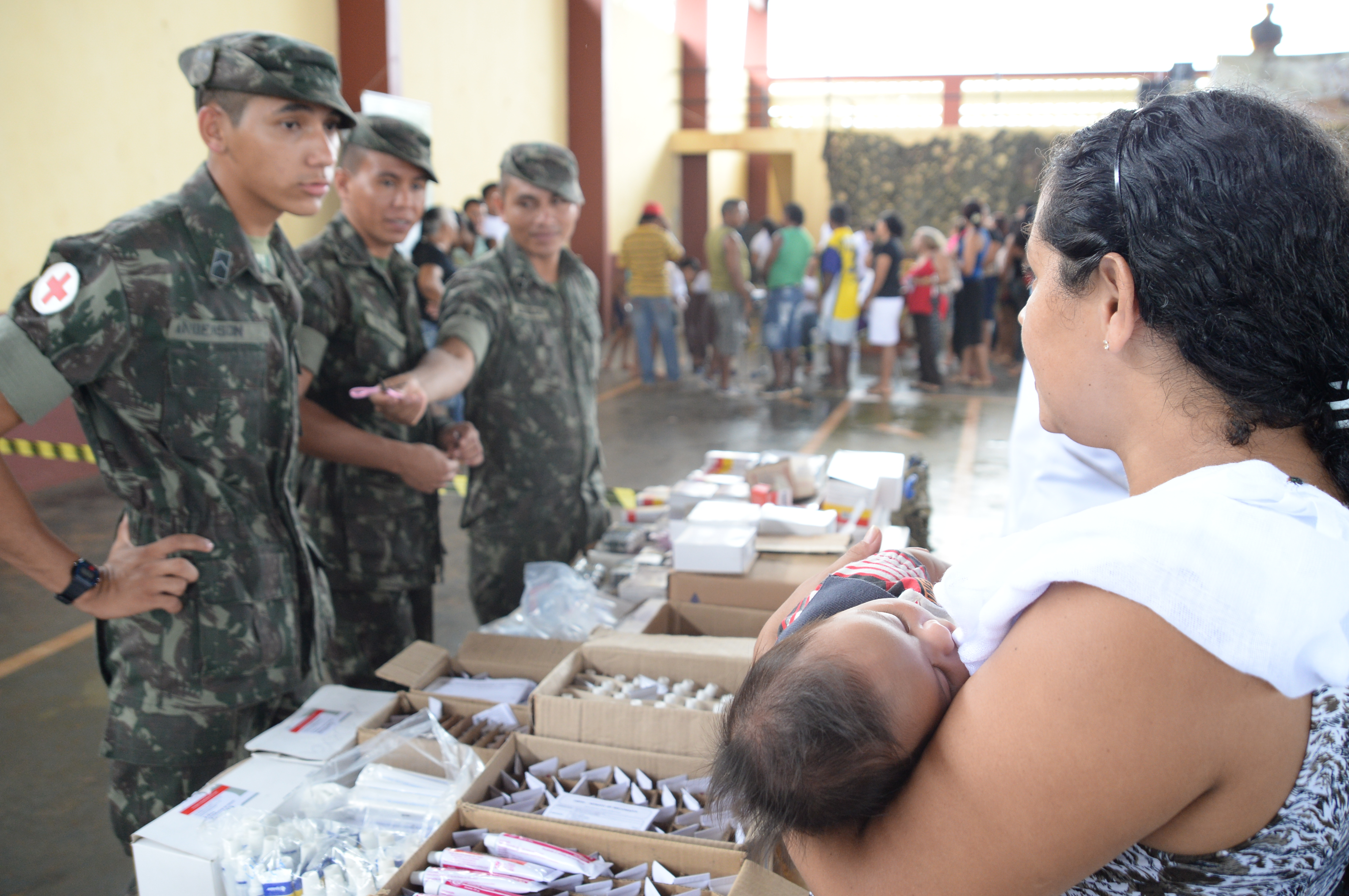
Assistência médica à população das fronteiras
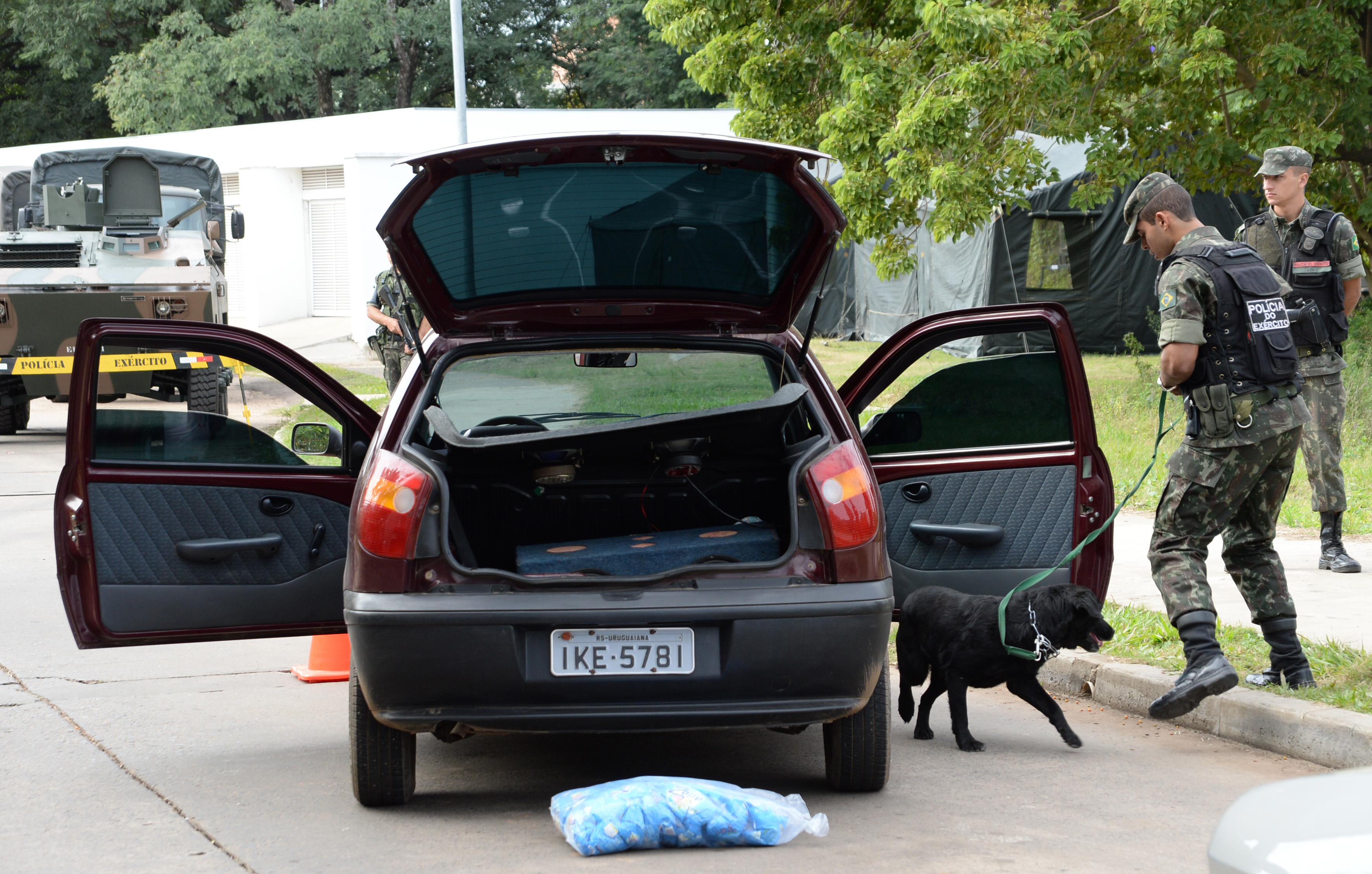
Fiscalização rodoviária nas fronteiras
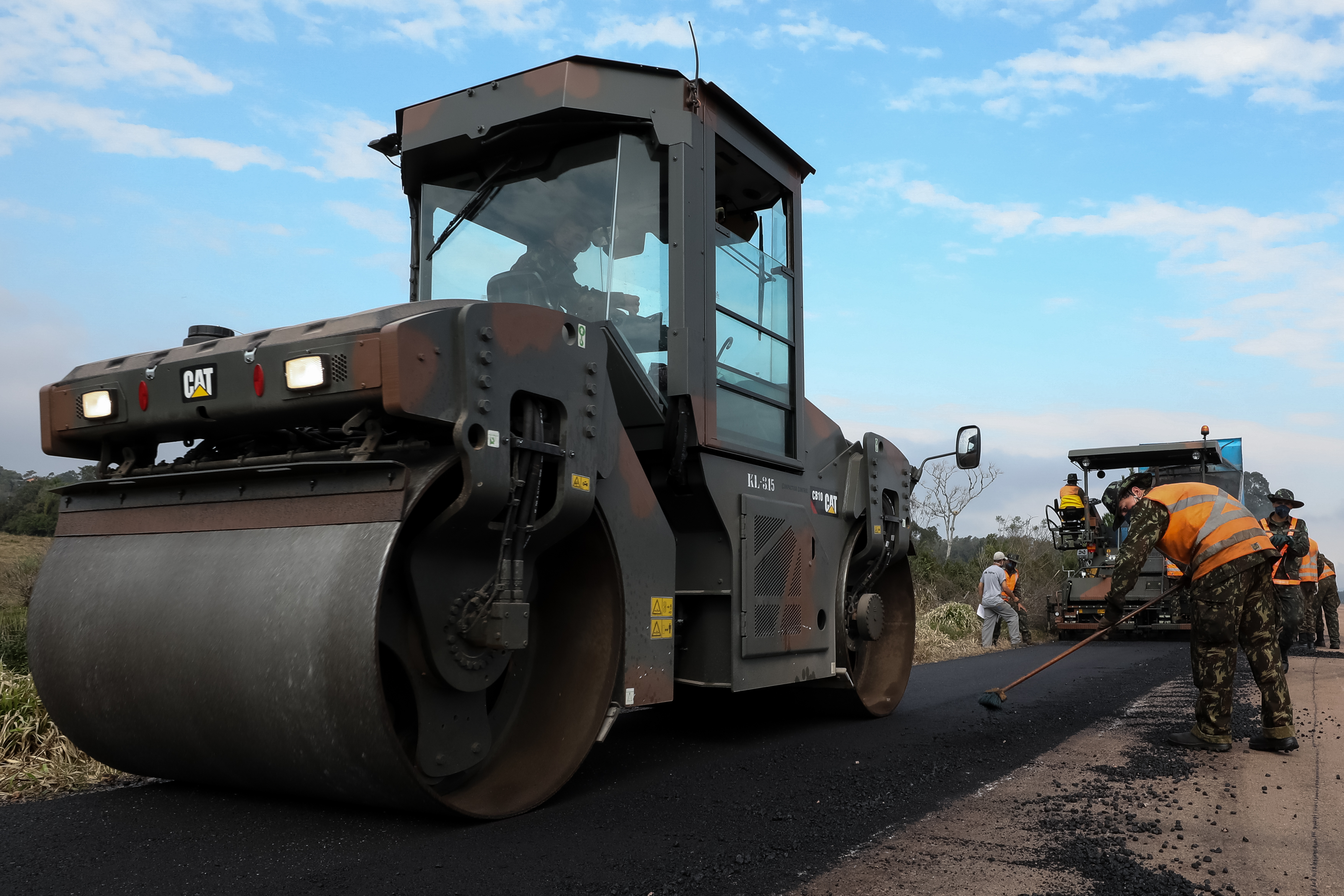
Obras em rodovias

## História

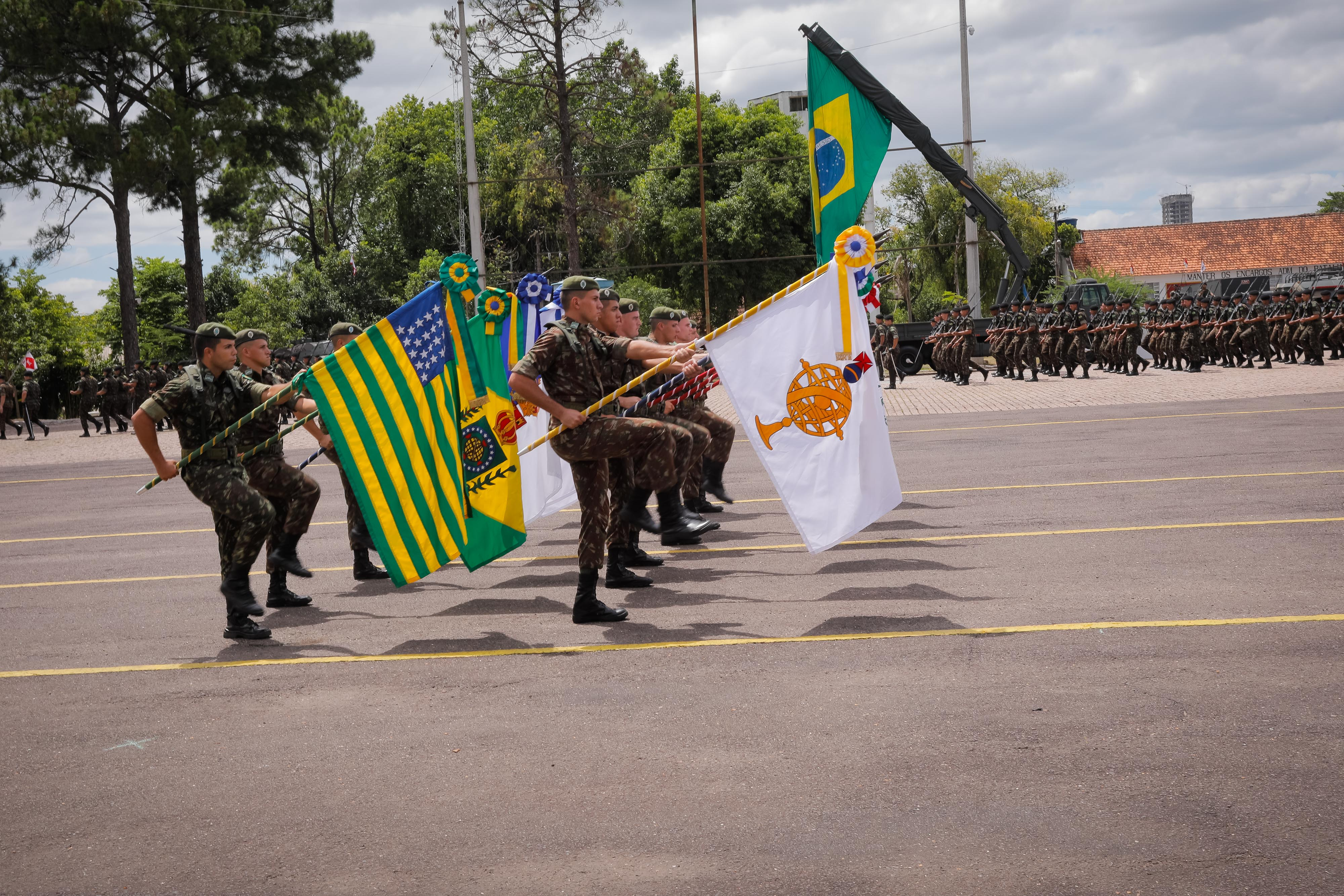
Soldados carregam as bandeiras de diferentes períodos da história brasileira

O Exército Brasileiro origina-se das forças de defesa do Império Português no Brasil Colônia. Um exército nacional brasileiro foi designado em lei pela primeira vez na constituição do Império do Brasil, em 1824, mas forças terrestres já combatiam sob a bandeira brasileira desde a proclamação da Independência do Brasil em 1822. A unificação do comando das forças terrestres, antes dispersas entre os vice-reis e capitães-generais das capitanias, foi efetivada ainda em 1822, com a criação da Secretaria de Estado dos Negócios da Guerra (posterior Ministério da Guerra).
O Exército comemora oficialmente, desde 1994, a Primeira Batalha de Guararapes, em 19 de abril de 1648, como o momento em que foram plantadas as “sementes” da instituição. Ainda não havia uma “nação brasileira” ou Exército Brasileiro, e nenhuma organização militar atual tem continuidade institucional com as que lutaram em 1648. Várias unidades atuais, porém, traçam suas histórias até o período colonial, como o Terço Velho do Rio de Janeiro, de 1567, cujo herdeiro é o 1.º Batalhão de Infantaria Mecanizado (Escola).
A “primeira autoridade do Exército” era o ajudante-general, cujo órgão, a Repartição do Ajudante-General, foi criada em 1857. O ajudante-general era sempre militar e servia de intermediário entre a força e o ministro da Guerra, cujo cargo era político. Quando a Repartição foi abolida, os chefes do Estado-Maior do Exército (EME), criado em 1899, e os ministros da Guerra passaram a competir pela primazia do comando. O Ministério da Guerra venceu a disputa. Em 1967 ele foi renomeado Ministério do Exército, que foi transformado no atual Comando do Exército, subordinado ao Ministério da Defesa, em 1999.

### Primeiro Reinado

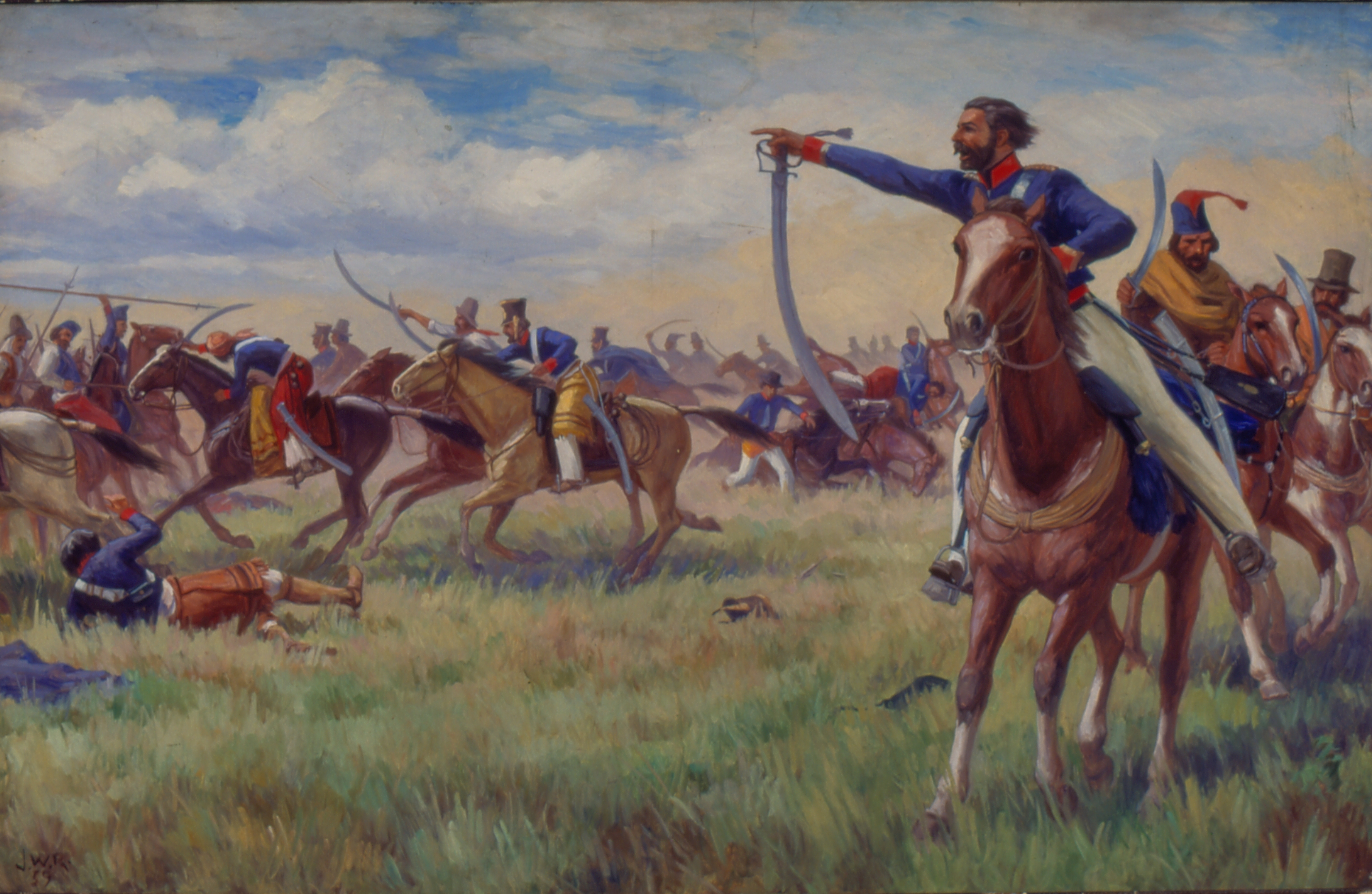
Batalha de Ituzaingó (1827), na campanha cisplatina

A Guerra de Independência do Brasil dividiu as forças militares presentes no atual território brasileiro: algumas aderiram e outras permaneceram leais a Portugal. A vitória brasileira não rompeu a continuidade com a organização e doutrina militar do Exército Português, cujas características seriam visíveis na instituição brasileira até o início do século XX. Profissionais portugueses, proprietários privados, mercenários europeus e ordenanças juntavam-se num Exército heterogêneo.
A hierarquia tinha aspectos feudais. Os critérios de promoção eram pouco definidos. Alguns oficiais progrediam na carreira dentro da instituição, mas outros, oriundos da elite civil e da aristocracia, transitavam entre as patentes e a política. Os oficiais não serviam longe de seus locais de nascimento, e só mais tarde surgiu a rotatividade de serviço nas províncias. Os soldados eram geralmente obtidos pelo recrutamento forçado, embora houvesse voluntários, incluindo escravos fugitivos. Até 1830, e novamente em 1851–1852, serviram mercenários estrangeiros, que inclusive tiveram uma revolta própria. O serviço militar, estigmatizado, era conhecido como o tributo de sangue.
Em dezembro de 1824 o efetivo nominal era de 30 mil homens de 1.ª linha (tropas pagas) e 40 mil de 2.ª linha (milícias não pagas e algumas tropas pagas de policiais, veteranos e irregulares). A falta de treinamento e o alistamento político limitavam a capacidade militar da 2.ª linha. A 1.ª linha era organizada em unidades do tamanho de regimentos e batalhões e algumas menores, denominadas “corpos”. Em dezembro de 1824 ela compreendia três batalhões de granadeiros, 28 batalhões de caçadores, sete regimentos de cavalaria, cinco corpos de artilharia montada e 12 corpos de artilharia de posição. Cinco brigadas existiram brevemente na Corte (Rio de Janeiro), mas ao longo do século o Exército não manteve grandes escalões em tempo de paz. Suas forças eram agrupadas em Comandos das Armas e subordinadas aos presidentes das províncias. Essa organização passaria por inúmeras mudanças. A estrutura da Secretaria de Estado dos Negócios da Guerra era pequena, e não havia um órgão de direção geral para o Exército em tempo de paz.
O Exército foi inicialmente um instrumento de autoridade do imperador Pedro I, fechando a Assembleia Constituinte em 1823 (a noite da agonia) e suprimindo um movimento separatista, a Confederação do Equador. Sua maior dificuldade foi na Guerra Cisplatina, quando enfrentou obstáculos logísticos e uma alta taxa de deserção.

### Regência

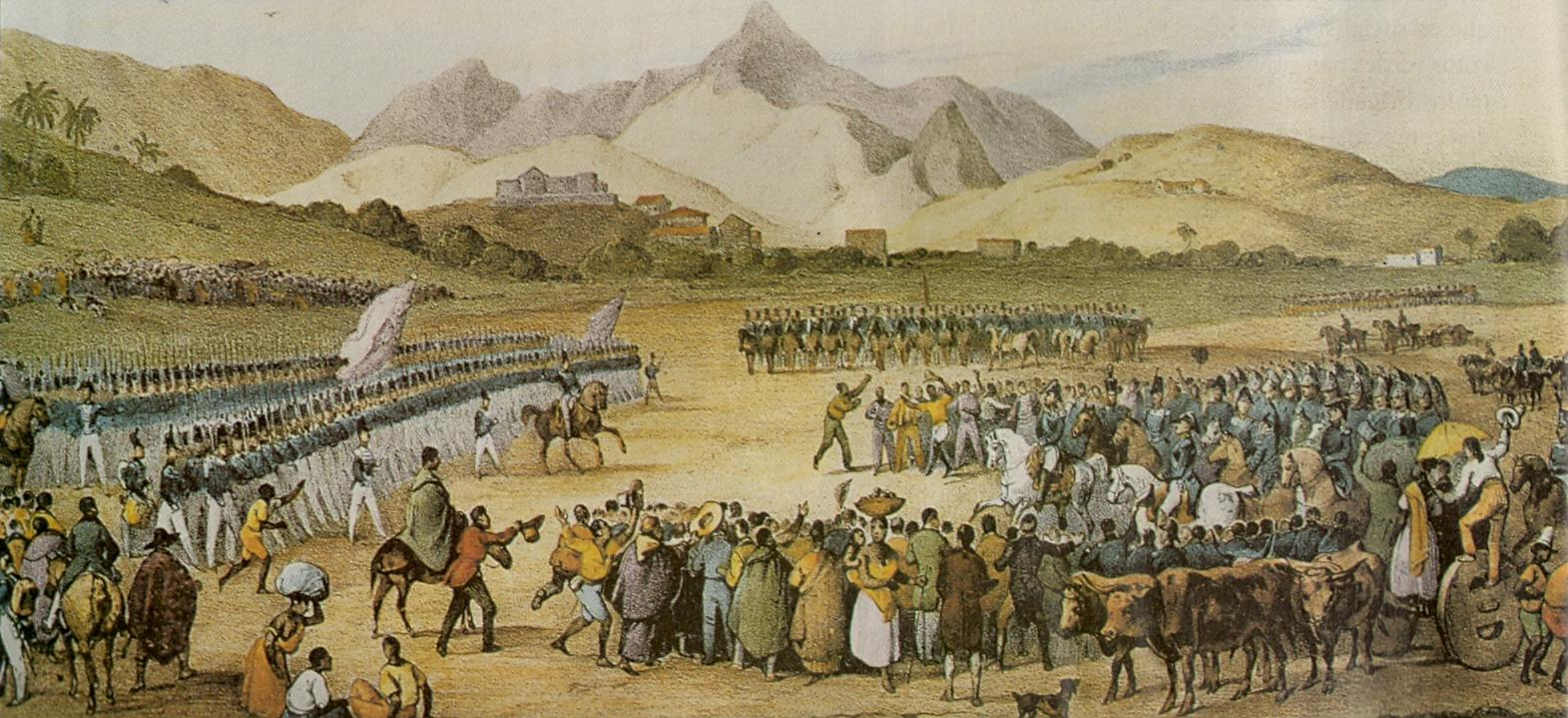
Batalhão no Rio de Janeiro em 1835

Ao início do período regencial (1831–1840), o Partido Liberal, predominante na política, não aceitava uma força militar profissional de larga escala, associando-a, desde os anos anteriores, às perdas na Cisplatina, às revoltas de mercenários e à possibilidade de um golpe. A tropa de 2.ª linha foi substituída pela Guarda Nacional, que era considerada civil e estava fora da alçada da Secretaria da Guerra. O Exército não tinha o monopólio da violência legítima, que era dividido com a Guarda Nacional e os juízes de paz, párocos e delegados de polícia, que tinham autoridade sobre o recrutamento. Os efetivos foram drasticamente reduzidos: em 1837, a força inteira tinha apenas 6 320 homens.
Diante das numerosas rebeliões do período, a elite política viu que a fragmentação territorial era o perigo maior e não poderia ser controlado somente com a Guarda Nacional. Começou assim a reconstrução do Exército, que conteve a Cabanagem, Balaiada, Sabinada e Revolução Farroupilha. É por esse motivo que o Duque de Caxias, patrono do Exército, é conhecido como o “Pacificador”. A história oficial do Exército enfatiza seu papel na garantia da integridade nacional.

### Segundo Reinado

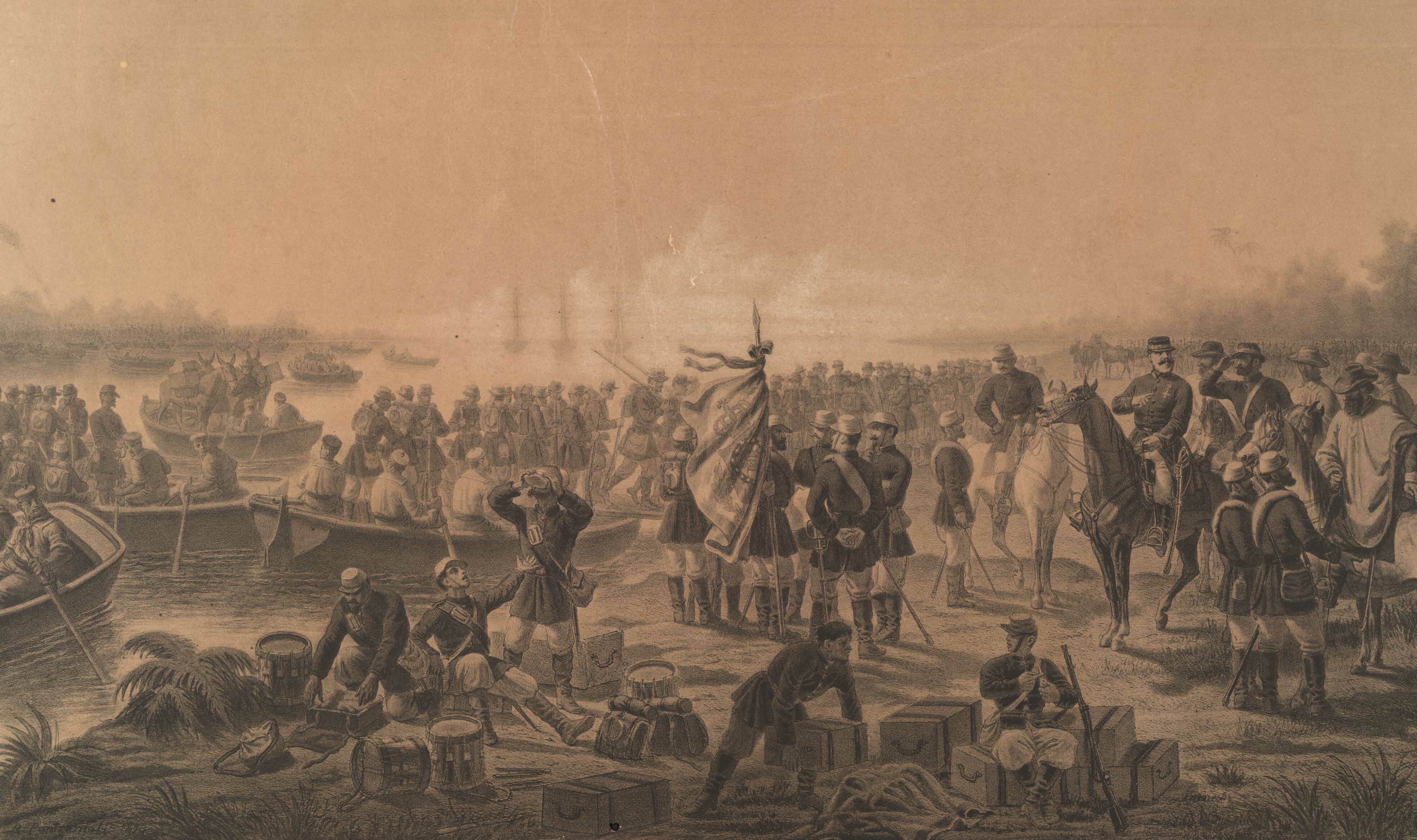
Desembarque brasileiro na Batalha do Passo da Pátria em 1866

Por volta de 1850 o consenso político já era favorável ao Exército. O efetivo cresceu para 15–16 mil homens. Pela organização de 1851, o Exército tinha oito batalhões de fuzileiros, seis batalhões de caçadores, quatro regimentos de cavalaria ligeira, um regimento de artilharia a cavalo e quatro batalhões de artilharia a pé. Estes seriam os “corpos móveis”, destinados a operações em qualquer região. Uma série de pequenos corpos e companhias eram designados “corpos de guarnição”, responsáveis pela segurança interna das províncias. A carreira dos oficiais foi profissionalizada de 1850 em diante, com a adoção de critérios formais de avanço na hierarquia e a obrigatoriedade da formação escolar nos cursos militares. Gradualmente desapareceram os filhos da nobreza civil, que preferiam servir na Guarda Nacional. Exceto no Rio Grande do Sul, o oficialato foi sendo recrutado em grupos sociais de renda menor, especialmente filhos de militares.
Com os conflitos internos debelados, o Império usou o Exército em intervenções externas na região do Prata. Em 1851–1852, quatro divisões do Exército, Guarda Nacional e aliados regionais argentinos partiram em campanha na Guerra contra Oribe e Rosas. A intervenção foi vitoriosa, mas o risco de guerra permaneceu na região, e o governo não deu a atenção adequada à defesa. Ao iniciar-se a Guerra do Paraguai em 1864, o Exército Paraguaio tinha 60 mil homens, contra 16 mil no Brasil, cujo esforço de guerra foi marcado pelo improviso. Tecnologias da Segunda Revolução Industrial, como o rifle, o telégrafo e o balão de observação, coexistiram com táticas napoleônicas, como o quadrado de infantaria, o “culto da baioneta”, a cavalaria como arma de choque e a artilharia disparada à curta distância, com metralha. O desconhecimento cartográfico, o bom uso do terreno pelos paraguaios, a dificuldade logística e as epidemias atrasaram uma vitória decisiva no período antes de dezembro de 1868.

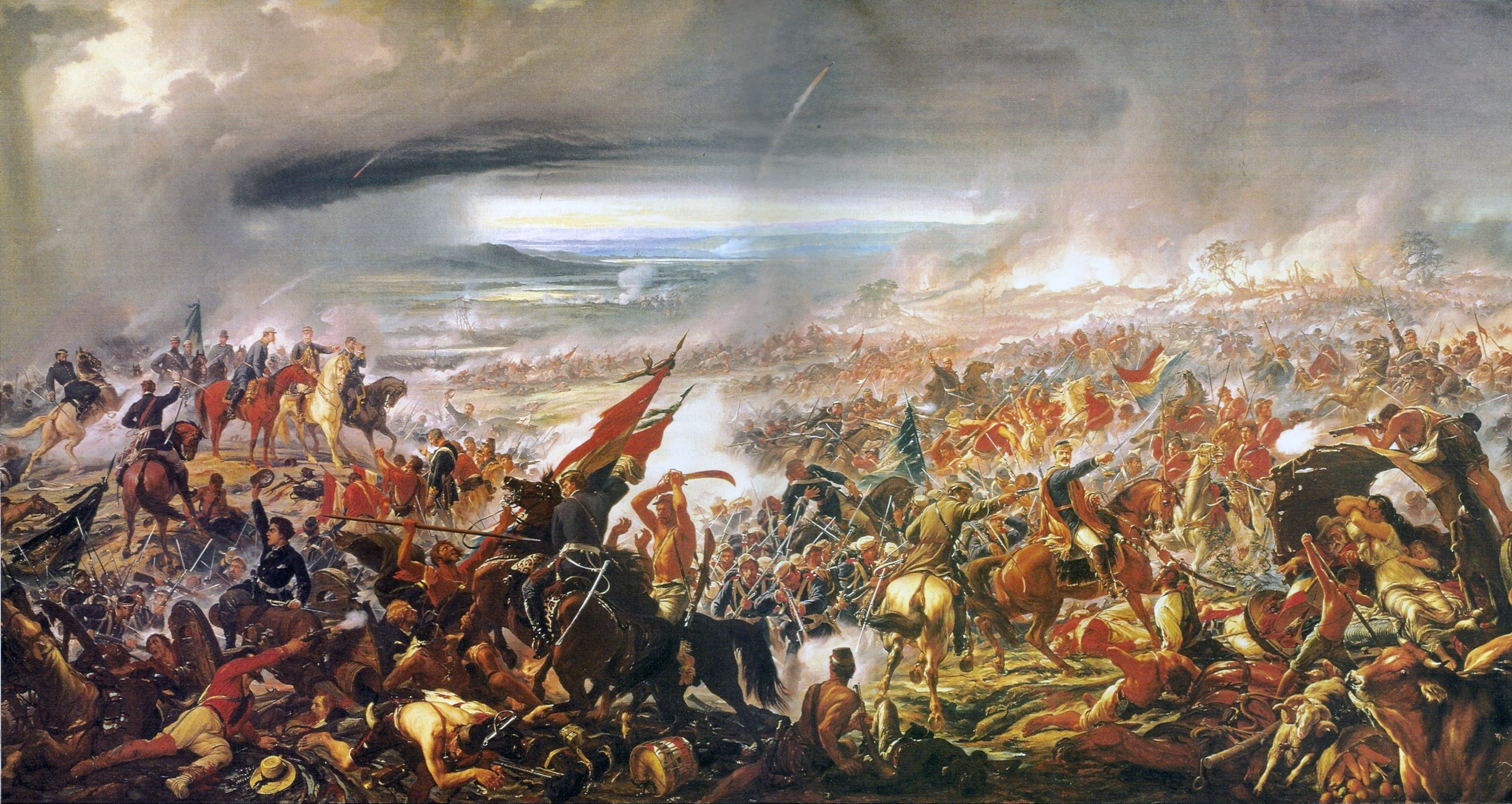
Batalha do Avaí em 1868

A campanha foi longa e desgastante, de escala muito maior do que a Guerra da Independência. As forças de terra foram expandidas a 135 mil soldados, incluindo 59 mil da Guarda Nacional e 55 mil Voluntários da Pátria. Ao menos no início, houve grande entusiasmo popular pelo serviço. Chegou-se a operar três corpos de exército. A história oficial do Exército reconhece no Paraguai seu segundo “marco de representação”, depois de Guararapes. A instituição tomou consciência de sua importância para o país, mas não foi beneficiada após a vitória em 1870: o orçamento foi drasticamente reduzido. Cresceu o inconformismo dos oficiais com as lideranças políticas. A participação dos escravos na luta, por exemplo, pôs em discussão o abolicionismo.

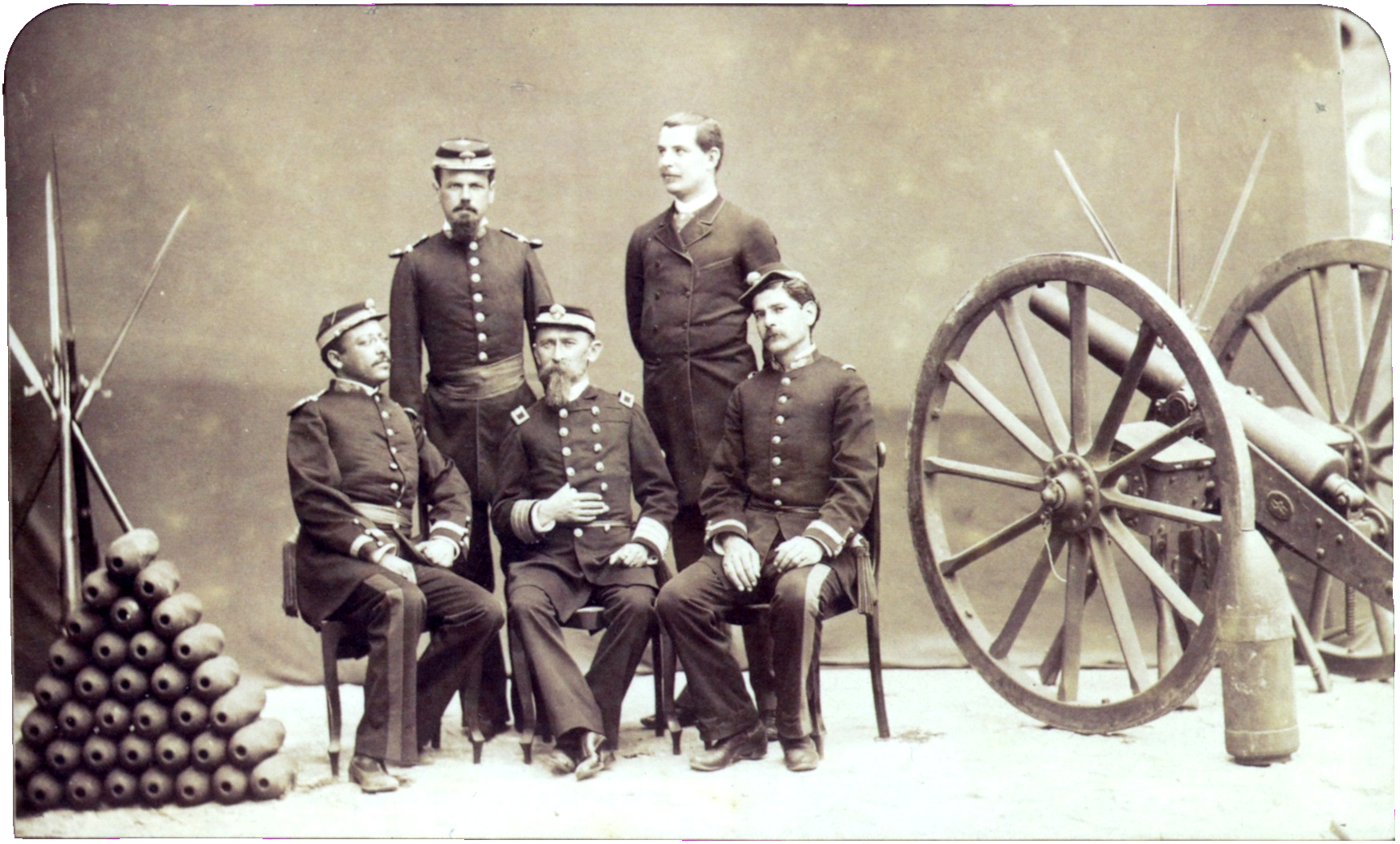
Oficiais brasileiros em 1886

Uma nova lei de serviço militar tentou reformar o recrutamento em 1874, mas não foi aplicada devido à rebelião popular dos rasga-listas. No mesmo ano o ensino dos oficiais foi plenamente separado da Engenharia Civil e concentrado na Escola Militar da Praia Vermelha. Ao final do Império, o oficialato dividia-se entre os científicos e tarimbeiros: estes, veteranos do Paraguai, normalmente sem curso, e aqueles, formados na Praia Vermelha. O currículo, alheio às disciplinas militares, não formava bons comandantes de tropa e sim intelectuais, engenheiros, burocratas e políticos, competidores dos bacharéis civis. A organização de 1888 definiu 27 unidades de infantaria, dez de cavalaria, quatro de artilharia de campanha, quatro de artilharia de posição e duas de engenharia. Desapareceu a distinção dos corpos móveis e de guarnição. Os efetivos eram muito pequenos, mas teoricamente seriam expandidos ao “pé de guerra” quando necessário, embora não houvesse nenhum sistema de mobilização.
Sem perigo externo aparente, as autoridades usavam o Exército na ordem pública, captura de escravos fugitivos e controle de eleições, o que indignava a nova geração de oficiais. Alastravam-se as ideias positivistas. Nos anos 1880 uma série de incidentes com as autoridades civis, a Questão Militar, desgastou a relação com a monarquia. O Exército já havia se tornado força política, capaz de fazer um ministro renunciar. Por fim, jovens oficiais, lideranças antigas e civis proclamaram a República num golpe militar que destituiu o imperador Pedro II.

### Primeira República

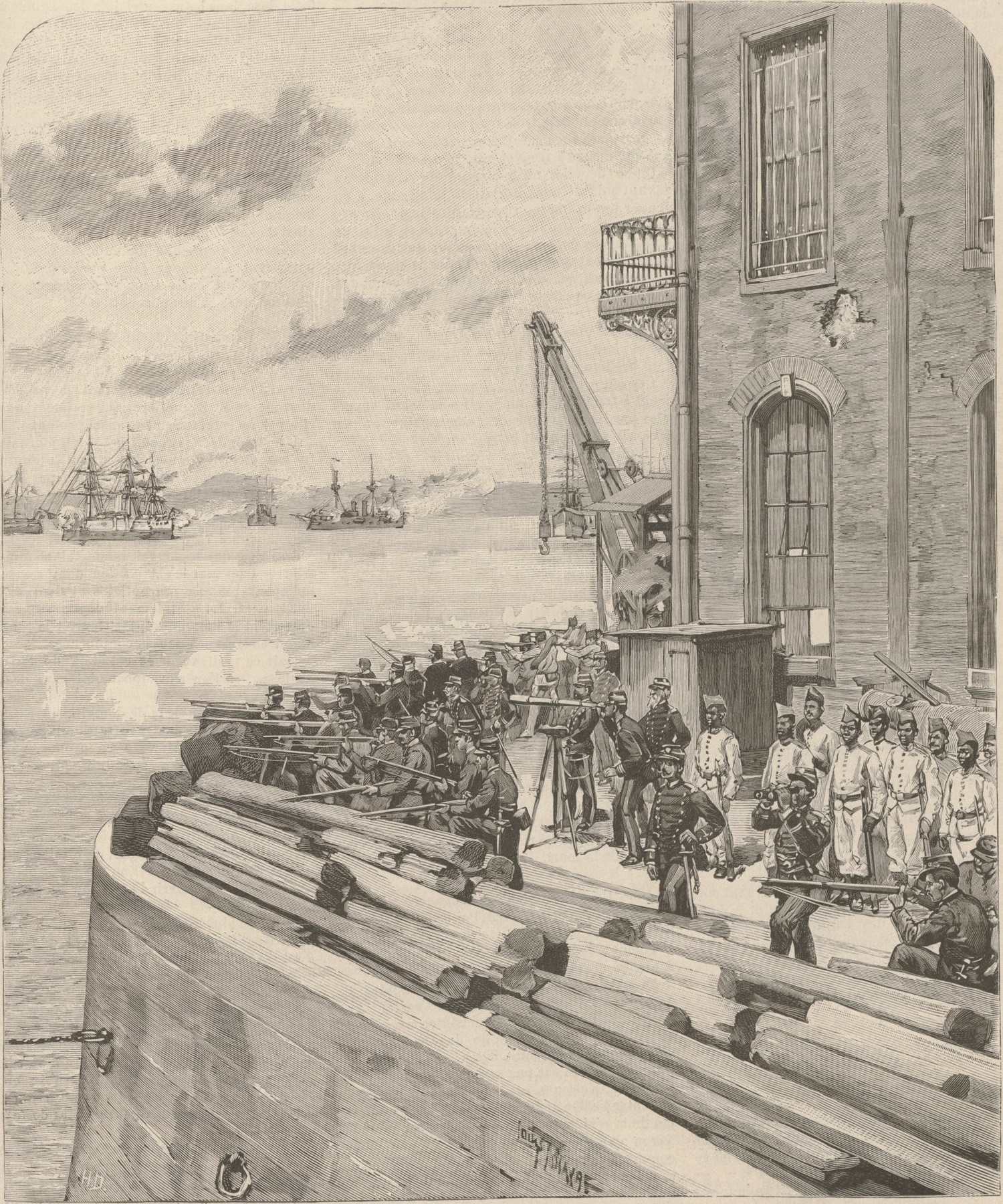
O Exército na zona portuária do Rio de Janeiro durante a Revolta da Armada

Até 1894, período marcado pela Revolução Federalista e as Revoltas da Armada, o novo regime começou sob a tutela do Exército (a República da Espada). Os militares não estavam unidos e perderam o poder às oligarquias civis, que estavam alienadas do oficialato e transformaram as Forças Públicas dos estados mais poderosos em “pequenos exércitos”, um enorme obstáculo à expansão do poder das Forças Armadas. O período foi de luta para afirmar sua relevância. Nesse contexto, o Exército federal garantia o poder central contra tendências regionalistas.
Nos anos 1890, a operacionalidade do Exército havia caído a um nível às vezes inferior aos revoltosos que ele enfrentava. Isto e mais os receios de política externa acenderam um movimento de reformas militares. A Primeira Guerra Mundial (1914–1918) favoreceu o reformismo, embora a participação brasileira direta nas operações terrestres limitou-se a uma missão de 26 oficiais junto ao Exército Francês. Buscando um exército bem-sucedido como referência, grupos de oficiais (os Jovens Turcos) foram enviados para estagiar no Exército Imperial Alemão em 1906–1912, e uma Missão Militar Francesa foi contratada para assessorar a reorganização do Exército Brasileiro de 1920 a 1940. O planejamento estratégico tinha como inimigo hipotético o Exército Argentino, à época mais moderno e sustentado por uma malha ferroviária mais densa que a brasileira. O armamento também tinha que ser importado, pois a indústria bélica era muito limitada.

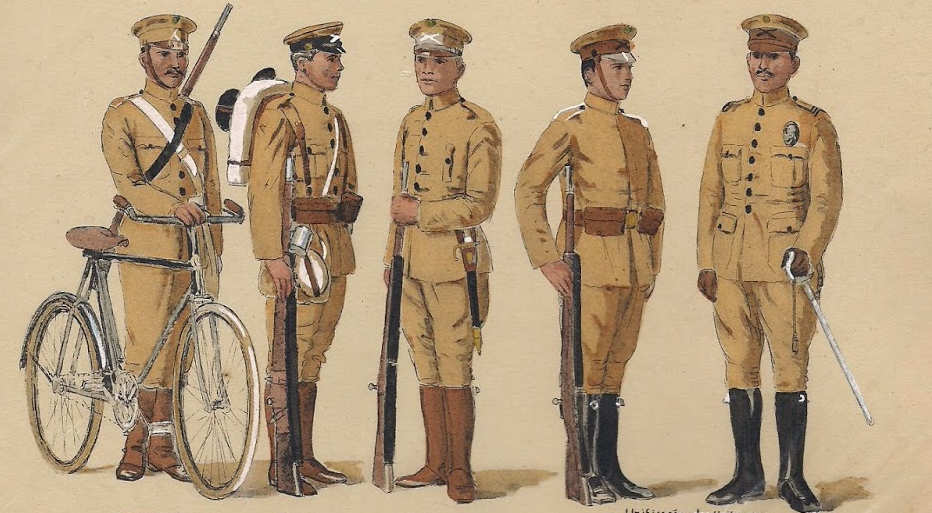
Uniformes da infantaria leve em 1920

Por volta de 1919, a formação dos oficiais na Escola Militar do Realengo já estava muito diferente da Praia Vermelha: currículo dominado por assuntos profissionais, exercícios em campo e disciplina rígida, formando oficiais com um forte senso de distinção em relação aos civis. A introdução do serviço militar obrigatório através da Lei do Sorteio, em 1916, permitiu a abolição da Guarda Nacional, dois anos depois, mudou o relacionamento do Exército com a sociedade, tornou o recrutamento mais criterioso e permitiu uma expansão gradual e contínua do efetivo. A longo prazo, isto fortaleceu o poder central em detrimento das oligarquias regionais. Implantou-se a Aviação Militar, que permaneceu no Exército até 1941, quando foi absorvida pela nova Força Aérea Brasileira.
A organização dessas forças em tempo de paz era rudimentar até 1908, quando se começou a construir uma ordem de batalha moderna com regimentos, brigadas e divisões. Em 1921 havia cinco divisões de infantaria, três de cavalaria, uma brigada mista e unidades independentes. A organização real diferia muito da formal, com muitos regimentos incompletos. Ao longo do século, cada nova organização tinha um tanto de ficção. O efetivo era estimado em 37 mil homens em 1919.

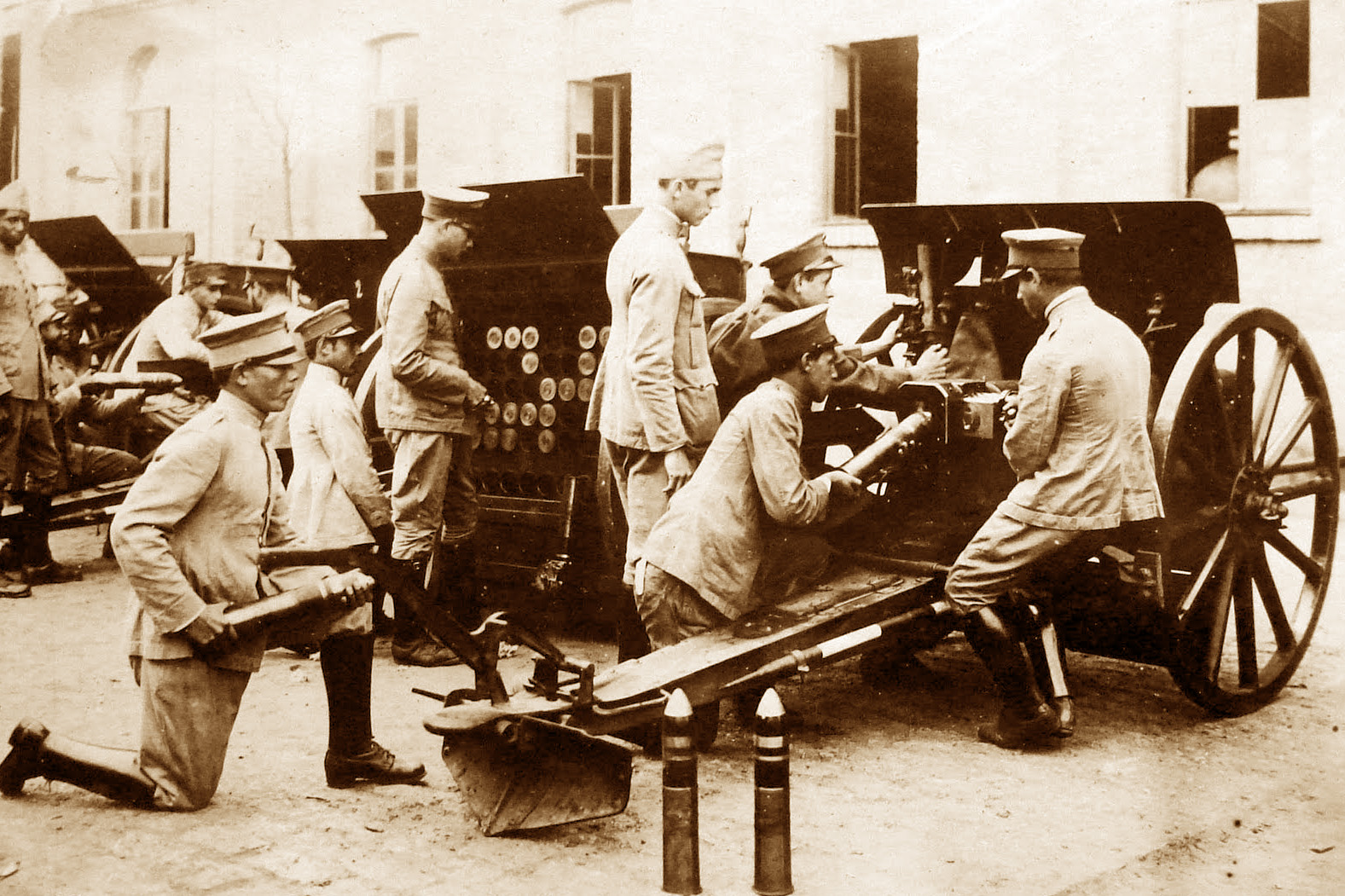
Guarnição de uma peça de artilharia de 75 mm da Krupp, 1924

O histórico operacional do período tem dois grandes conflitos oriundos de questões sociais no interior do país: a Guerra de Canudos (1897) e a Guerra do Contestado (1912–1916). Em Canudos a força enfrentou sertanejos sem preparo militar, mas o terreno era adverso e bem aproveitado pelo oponente. A guerra terminou com o arraial de Belo Monte, no interior da Bahia, queimado e coberto pelos corpos de milhares de habitantes. O Exército sofreu baixas imensas. Nos anos 1920 o Exército teve dificuldade em reprimir um inimigo móvel, a Coluna Prestes, pois sua doutrina de influência francesa era para um conflito ao estilo da Frente Ocidental da Primeira Guerra. Por outro lado, os rebeldes não conseguiram ameaçar o Rio de Janeiro. Em 1924 houve uma experiência de combate urbano e o bombardeio a São Paulo pela artilharia do Exército.
Revoltas militares e intervenções na política marcam esse período, como a própria Proclamação, o Manifesto dos Treze Generais, o hermismo/Política das Salvações, a Revolta dos sargentos de 1915, o tenentismo e a Revolução de 1930, que encerra a Primeira República. A maioria envolvia baixos escalões e não representava a corporação como um todo, danificando a hierarquia. O “Movimento Pacificador”, golpe militar que fez triunfar a Revolução de 1930, diferenciou-se por ser planejado por altos escalões do Exército e Marinha. Isto foi possibilitado pelas mudanças organizacionais, como o desenvolvimento do órgão de cúpula, o Estado-Maior do Exército.

### Era Vargas

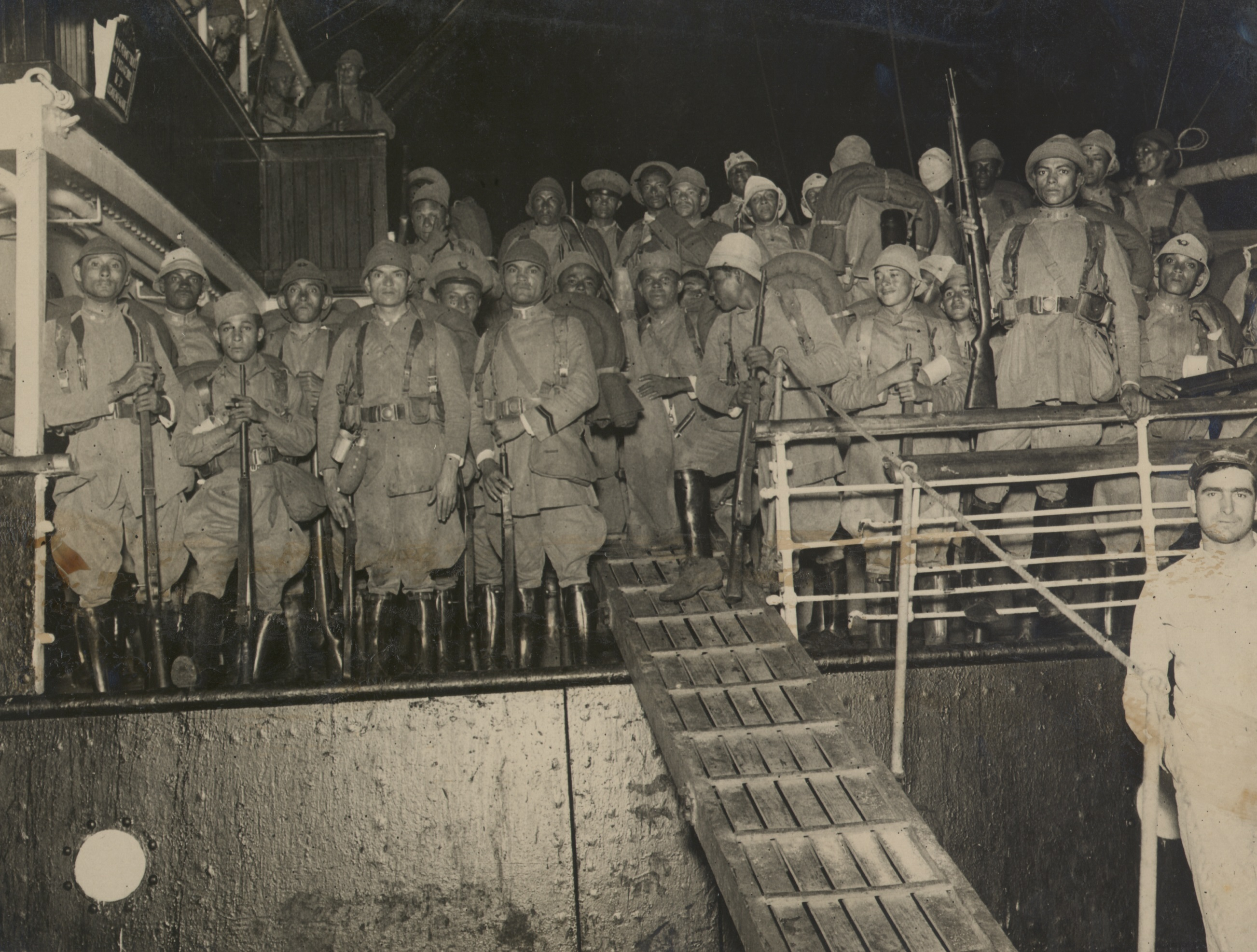
Transporte do 28.º Batalhão de Caçadores, de Sergipe, para combater a Revolução Constitucionalista

O primeiro período de Getúlio Vargas no poder (1930–1945) foi de grande modernização e expansão para o Exército, que foi alçado ao centro do poder político. Os militares receberam investimentos e postos na administração. Mas o Exército estava profundamente dividido. Revoltas de sargentos e cabos ameaçavam a hierarquia, chegando a destituir o governo do Piauí em 1931, e os oficiais também se rebelavam. Grande parte da guarnição de São Paulo aderiu à Revolução Constitucionalista de 1932, que foi derrotada pela lealdade do resto das Forças Armadas e governos estaduais a Vargas. Unidades do Exército sublevaram-se na Intentona Comunista de 1935, que foi rapidamente sufocada. Em 1938 o Exército participou da repressão ao Levante Integralista.
Para homogeneizar a instituição, o governo e as lideranças do Exército fizeram diversos expurgos no oficialato. As revoltas de jovens oficiais tornavam-se cada vez menos prováveis, por motivos organizacionais e técnicos. Conforme o general Góis Monteiro, considerado o “primeiro grande ideólogo” da instituição, era preciso fazer a política do Exército, e não a política no Exército. Os militares alinharam-se com os ideais autoritários e desenvolvimentistas da ditadura do Estado Novo, instaurada por Vargas com um golpe em 1937. O Exército serviu de braço forte de um Estado centralizado, e as Forças Públicas foram postas sob controle do Ministério da Guerra, interrompendo o fenômeno dos “exércitos estaduais”. Engenheiros militares participaram do desenvolvimento das indústrias siderúrgica e petrolífera no país. O conceito de segurança, para o Exército, havia sido ampliado, envolvendo o planejamento, energia, transportes e industrialização.

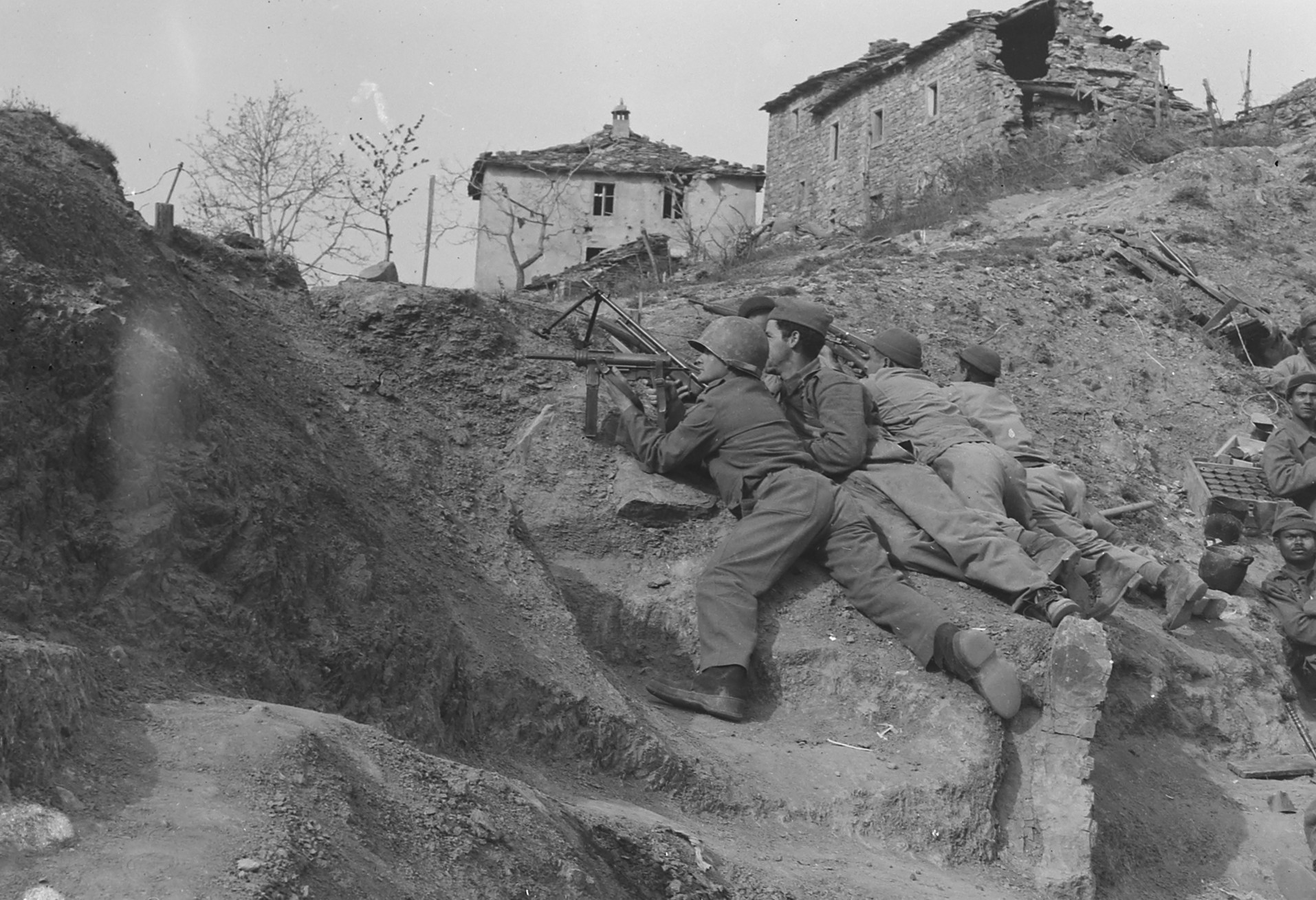
Expedicionários brasileiros na batalha de Montese em 1945

Conforme os estudos do EME sobre a guerra de 1932, o Exército evoluíra na sua doutrina e organização, mas ainda não estava preparado para enfrentar um agressor externo, a começar pela deficiência na indústria de munição. A Guerra do Chaco (1932–1935) entre Bolívia e Paraguai ajudou o Exército a continuar expandindo o efetivo, que passava dos 60 mil homens. Implantou-se a artilharia antiaérea e a artilharia de costa móvel. Por fim, a entrada do Brasil na Segunda Guerra Mundial em 1942 deu ao Exército sua “única experiência [...] numa guerra convencional nos moldes de uma guerra total”. Combatendo ao lado dos Aliados, o Brasil recebeu armamentos (via Lend-Lease) e enviou oficiais para estudar nos Estados Unidos. O efetivo do Exército cresceu de cerca de 80 mil homens a 200 mil em 1944, organizados em oito divisões de infantaria, três de cavalaria e uma brigada mista.
A participação do Exército consistiu no reforço ao saliente nordestino e no envio da Força Expedicionária Brasileira (FEB) para a Campanha da Itália. O governo brasileiro prometeu enviar três divisões de infantaria ao esforço de guerra, mas por dificuldades de mobilização, só foi possível mandar a 1.ª Divisão de Infantaria Expedicionária (1.ª DIE), subordinada ao IV Corpo [en] do Exército dos Estados Unidos. A Batalha de Monte Castello, que ela travou em 1944–1945, não foi a mais importante do IV Corpo, mas se destacou para a experiência da FEB, que superou sua inexperiência e venceu após diversas derrotas desmoralizantes na ofensiva. As táticas passaram das francesas para as americanas, dos ataques frontais para o desbordamento das posições inimigas e o ataque em múltiplas direções. A FEB foi desmobilizada antes mesmo de voltar ao Brasil, pois era considerada um risco político. Isto não impediu a deposição de Vargas pelas Forças Armadas em 1945, quando a democracia foi restaurada. O Exército havia mudado muito, e além de sua modernização técnica, era politicamente autônomo e convicto de que poderia formar uma elite bem treinada.

### Quarta República

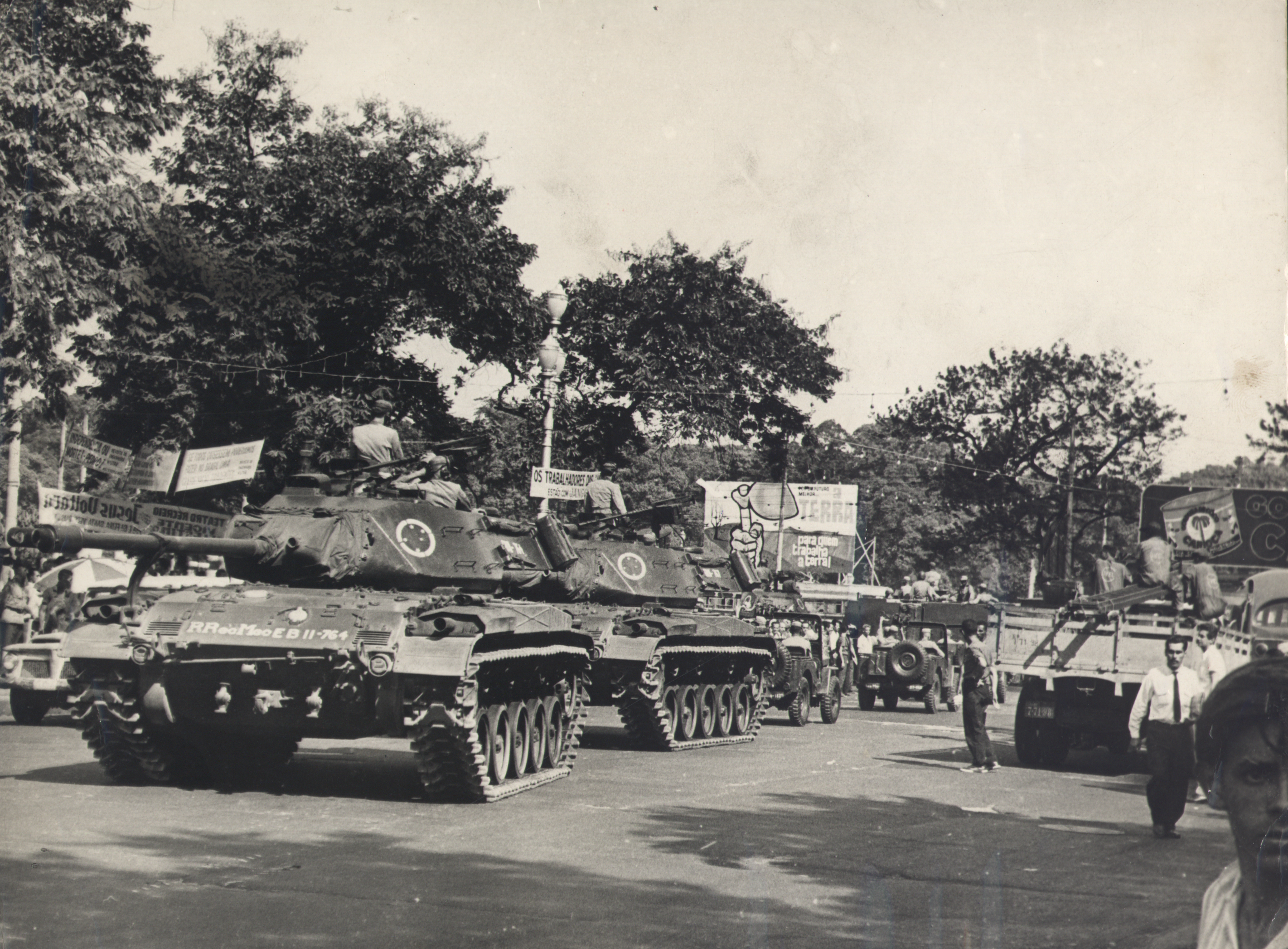
Carros de combate leves M41 Walker Bulldog no Comício da Central em 1964

O Exército adotou a doutrina, organização, manuais e métodos americanos no pós-Segunda Guerra, embora a absorção tenha sido parcial, pois sobravam materiais mais antigos de origem europeia e conceitos franceses. Novos equipamentos eram obtidos através do Acordo Militar Brasil-Estados Unidos. Desde a guerra, viaturas motorizadas começavam a substituir as carroças e mulas. Consolidava-se a operação dos blindados, até então muito limitada. A formação de sargentos foi centralizada e profissionalizada na Escola de Sargentos das Armas. Dos anos 1950 em diante, desaparecem as revoltas de sargentos. Os movimentos de praças no restante das Forças Armadas repercutiram menos no Exército.
Em 1960 a força compreendia sete divisões de infantaria, quatro de cavalaria, uma blindada, um núcleo de divisão aeroterrestre, uma brigada mista e um Grupamento de Unidades-Escola. Essas forças foram agrupadas em quatro Zonas Militares, em 1946, depois denominadas Exércitos, em 1956, equivalendo aos atuais Comandos Militares de Área. A nova estrutura era sofisticada, mas a doutrina não correspondia à realidade. As divisões de infantaria deveriam ter 15 000 homens cada, mas tinham em média 5 500. O oficialato temia a fragilidade militar brasileira. Por outro lado, o poder relativo dos países vizinhos estava em declínio. A hipótese de guerra com a Argentina foi perdendo relevância e conviveu com preocupações da Guerra Fria: a guerra nuclear, guerra revolucionária e operações de paz, das quais a primeira com participação brasileira foi o batalhão Suez (1957–1967).
A participação política da instituição foi contínua. Em 1955 o ministro da Guerra Henrique Teixeira Lott executou um golpe preventivo, contrapondo-se à Marinha e Força Aérea, para assegurar a posse do presidente Juscelino Kubitschek. Em 1961 os três ministros militares tentaram vetar a posse de João Goulart na Presidência, mas uma cisão no Exército permitiu a vitória da causa da posse. Por fim, o golpe de Estado de 1964 começou com os principais comandos do Exército em mãos legalistas, mas o oficialato aderiu em massa e o presidente foi destituído sem combate. Os militares alinhados ao governo deposto foram expurgados, incluindo 22,5% dos generais em serviço em 1964. A base ideológica dos opositores de Goulart era o anticomunismo, desenvolvido desde 1935, e a doutrina da guerra revolucionária.

### Ditadura militar

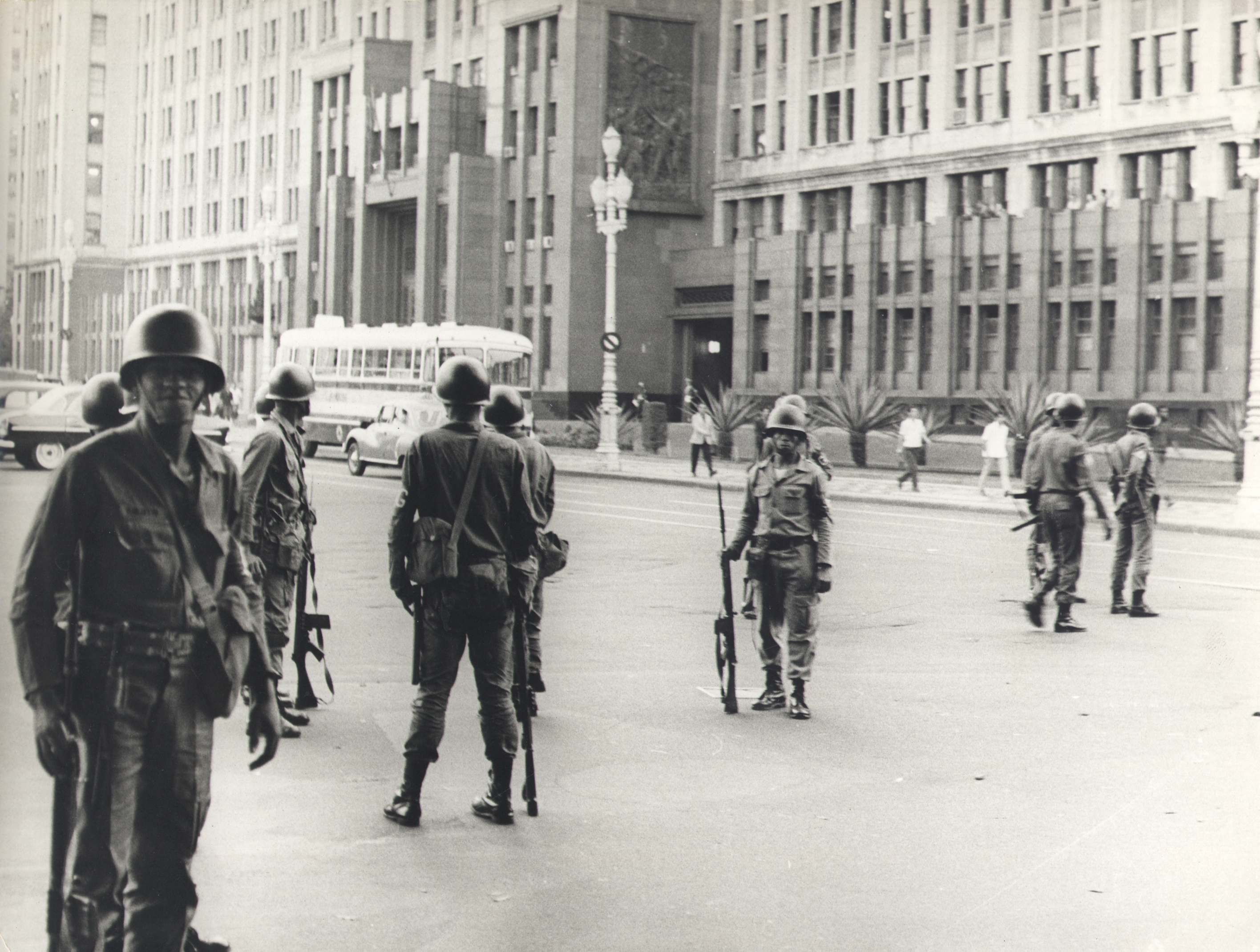
Soldados em frente ao Palácio Duque de Caxias, antigo QG do Exército, durante manifestações contra a ditadura em 1968

Na ditadura militar subsequente (1964–1985) o centro do poder político foi ocupado por generais, embora as instituições tenham permanecido formalmente as de uma democracia liberal. Generais disputaram entre si e foram contestados por oficiais subalternos. As atividades de repressão política foram centralizadas no Exército, cujos Centros de Operações de Defesa Interna (CODI) coordenavam as Forças Armadas e as polícias. Militares foram responsáveis por detenções ilegais, tortura, execuções, desaparecimentos forçados e ocultação de cadáveres, e o Exército teve papel fundamental no genocídio do povo indígena Waimiri-Atroari.
A luta armada contra a ditadura foi enfrentada principalmente por órgãos de inteligência de alto escalão, como os CODI e o Centro de Informações do Exército (CIEx). O emprego em larga escala da tropa convencional para a contrainsurgência ocorreu poucas vezes e foi ineficaz. A Guerrilha do Araguaia (1972–1975), mais extensa insurgência rural do período, só pôde ser derrotada pelo princípio da “guerrilha se combate com guerrilha”: um extenso trabalho de inteligência, a infiltração de patrulhas descaracterizadas e a participação da Companhia de Forças Especiais.

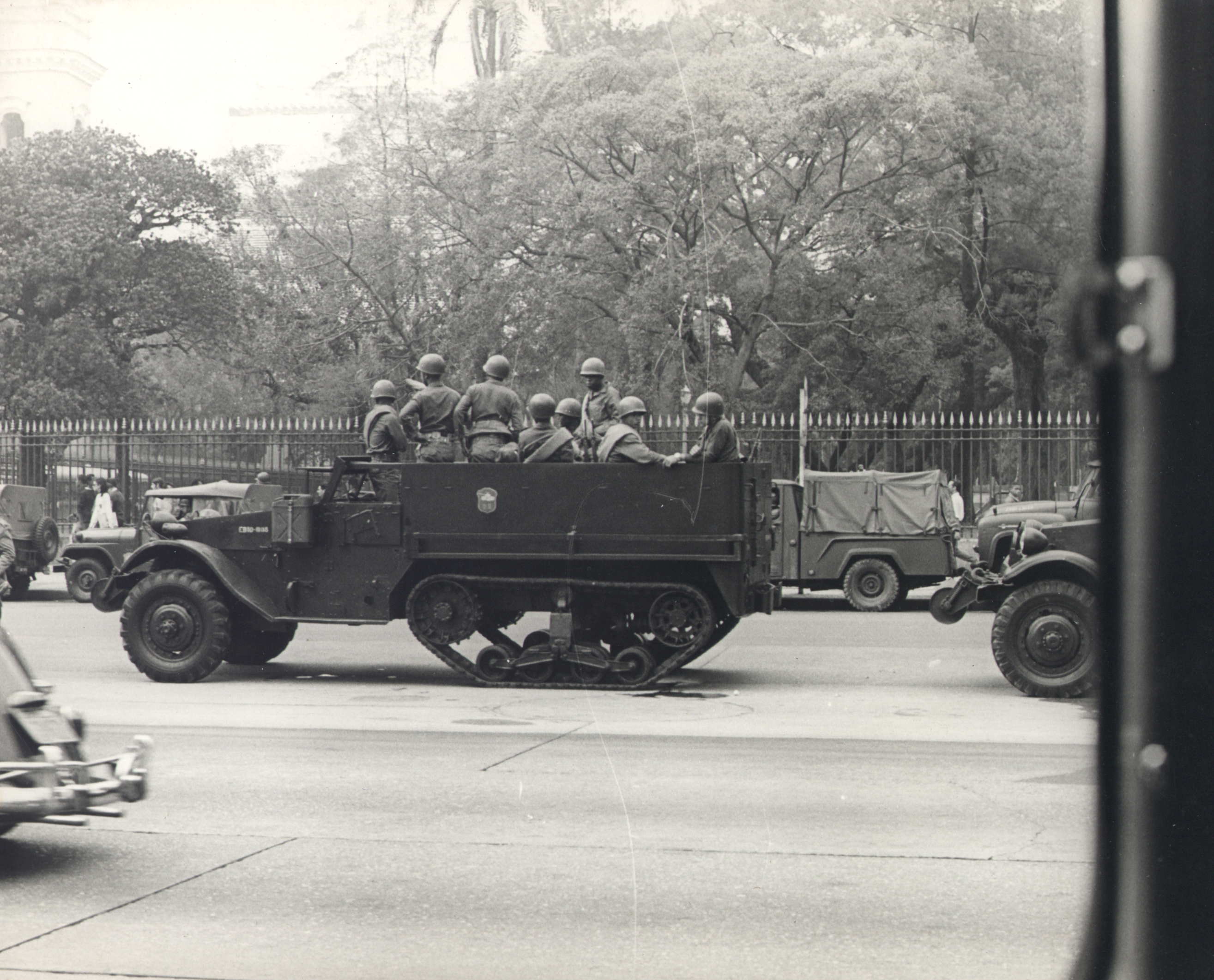
Meia-lagarta da Divisão Blindada em 1968

O “milagre econômico” permitiu o reequipamento do Exército no período de 1969–1974, com o foco na guerra convencional. A contrainsurgência não fez os militares abrirem mão da defesa externa, em parte como forma de demonstrar o prestígio do Estado. As hipóteses de guerra eram duas, uma “guerra revolucionária na América do Sul” e uma guerra entre os blocos ocidental e comunista, com o Brasil contribuindo um corpo de exército expedicionário ao bloco ocidental. O parque de material nacionalizou-se rapidamente, graças ao desenvolvimento de empresas da indústria bélica nacional, como a Engesa. Até 1980, trocaram-se os fuzis, metralhadoras, artilharia e blindados.
Após um século emulando exércitos estrangeiros, o Exército buscou uma doutrina mais adequada à realidade brasileira. A ordem de batalha foi reorganizada, suprimindo os regimentos de infantaria e artilharia e criando brigadas, que se tornaram as principais grandes unidades de manobra, um sistema que permanece no século XXI. O efetivo era de 170 mil em 1970. Em 1980 o Exército operava 13 brigadas de infantaria comuns, uma de infantaria paraquedista, duas de infantaria de selva, três de infantaria blindada, uma brigada de cavalaria blindada e quatro de cavalaria mecanizada. Mas nem todas as metas foram cumpridas, e permanecia um atraso tecnológico em relação ao Exército Argentino.

### Redemocratização e pós-Guerra Fria

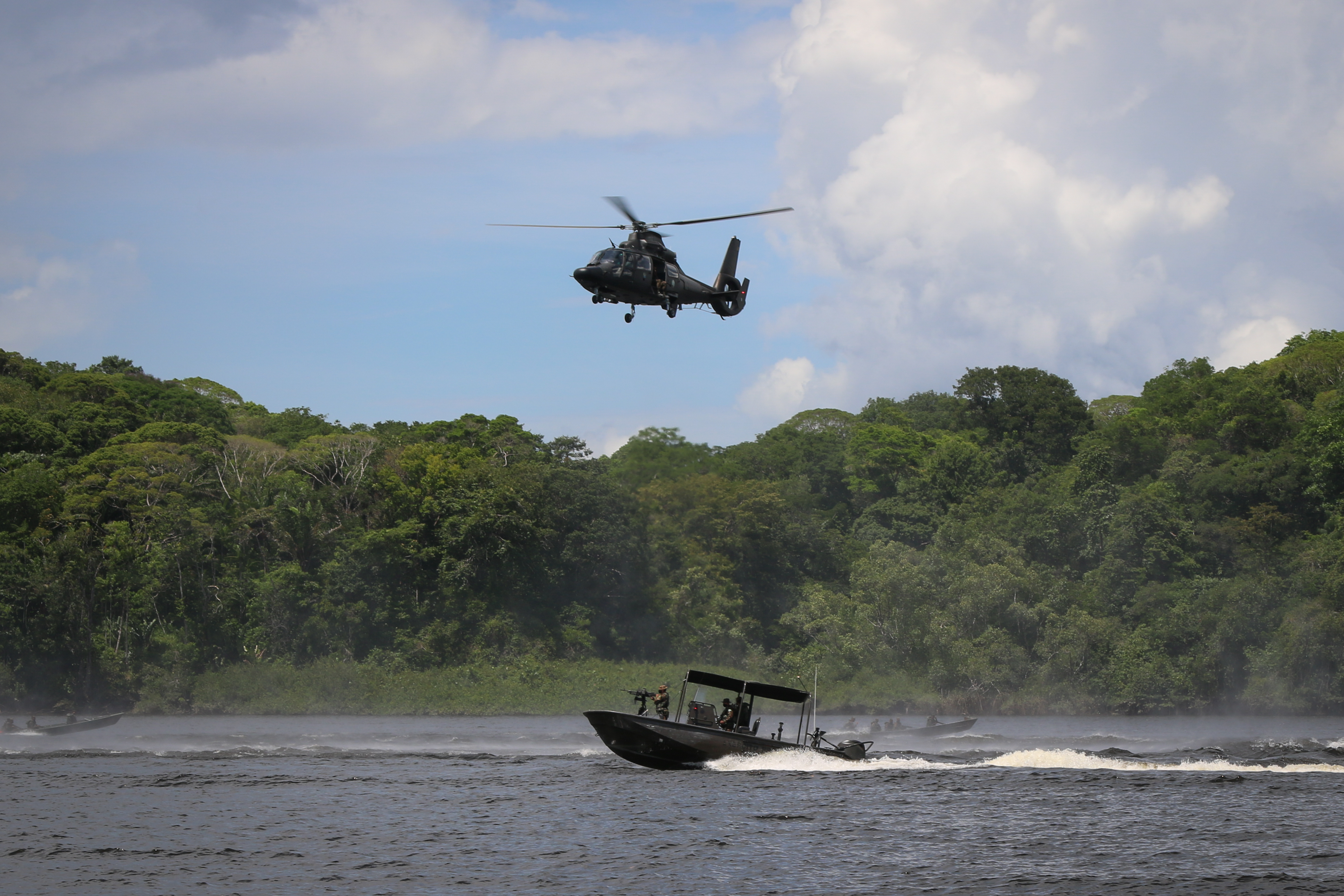
A nova Aviação do Exército nas fronteiras da Amazônia

A derrota argentina na Guerra das Malvinas, em 1982, chocou os militares brasileiros. Os Estados Unidos não apoiaram um país sul-americano contra uma potência extracontinental, e as Forças Armadas Brasileiras estariam claramente defasadas num conflito semelhante. Faltavam equipamentos básicos e a operacionalidade estava muito baixa. O EME começou a estudar a hipótese de uma guerra com um país do bloco ocidental, econômica e militarmente superior ao Brasil, na região amazônica, ao mesmo tempo que planejava o “exército do futuro”, redigindo os programas Força Terrestre 90 (FT 90), Força Terrestre 2000 e Força Terrestre do Século XXI.
Após o fim da ditadura militar em 1985, o Exército distanciou-se do confronto político-ideológico e começou a executar o FT 90 e seus sucessores. Ao final dos anos 1980, o padrão social e econômico dos oficiais entrou em declínio, e ao início da década seguinte, as prioridades estratégicas do Exército ficaram indefinidas. As ameaças tradicionais (comunismo e Argentina) davam lugar às não-tradicionais. O Exército dos Estados Unidos voltou a ser o “modelo a ser seguido” ao vencer a Guerra do Golfo de 1991, inspirando a Doutrina Delta brasileira. A indústria bélica nacional entrou em colapso.
Em 1991, a incursão das Forças Armadas Revolucionárias da Colômbia (FARC) em território brasileiro e a subsequente Operação Traíra redobraram as atenções na Amazônia. Oficiais do Exército viam a criminalidade transnacional, a guerrilha colombiana e questões ambiental e indígena como possíveis pretextos para uma intervenção estrangeira na região. Ao mesmo tempo, o poder público frequentemente aciona o Exército para operações de garantia da lei e da ordem (GLO) em locais como o Rio de Janeiro, assim como para as missões subsidiárias, que são, de certa forma, acomodadas pela classe política. No exterior, aumentou a participação em missões internacionais da ONU.

### Século XXI

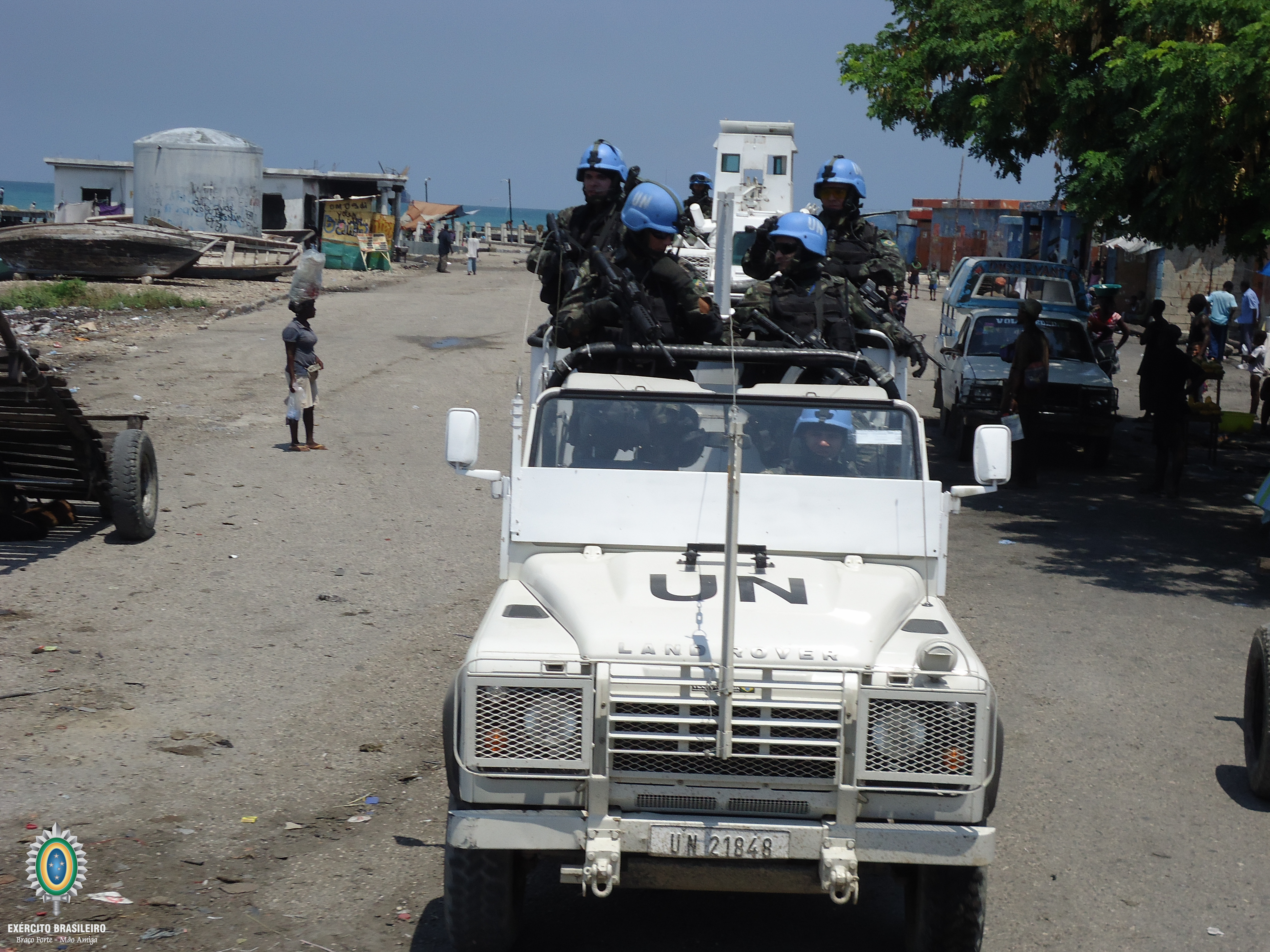
Forças especiais no Haiti em 2010

O efetivo cresceu de 194 mil em 1985 para 238 mil em 2007, aquém da grande expansão quantitativa planejada nos anos 1980, devido às restrições orçamentárias. O Exército de 2007, se não era muito maior que o de 1985, era mais especializado, com novas tecnologias. Adquiriram-se capacidades de guerra eletrônica e o rol de forças de ação rápida foi alargado com a nova Brigada de Aviação do Exército (1989), a infantaria aeromóvel (1995) e a expansão das forças de operações especiais (2003). Adquiriram-se os primeiros main battle tanks brasileiros, de modelos Leopard 1 e M60, e a estrutura das brigadas blindadas brasileiras foi equiparada à das argentinas, apesar das boas relações bilaterais. Procurou-se reduzir a dependência no serviço militar obrigatório, mas os custos dos soldados profissionais limitaram as medidas. O Comando Militar da Amazônia foi reforçado, passando de duas a cinco brigadas.
Alguns generais deram à imprensa um panorama de sucateamento e atraso tecnológico em 2012. Desde 2004, somente 9 a 10% do orçamento era disponível para custeio e investimentos, com o restante ocupado no pessoal. Acabava-se de publicar as diretrizes do Processo de Transformação do Exército, com metas ambiciosas para o ano de 2030, assim como os planejadores dos anos 80, que haviam definido 2010 como o ano em que existiria o “exército do futuro”. Os indutores do Processo de Transformação são os projetos/programas estratégicos, como o ASTROS 2020, para a expansão da artilharia de mísseis e foguetes (Astros II) e desenvolvimento de um míssil de cruzeiro (AV-TM 300); Guarani, com uma nova família de blindados sobre rodas; Defesa Antiaérea, com a renovação da artilharia antiaérea de baixa altura e obtenção da artilharia de média altura; e o Sistema Integrado de Monitoramento de Fronteiras, a Defesa Cibernética e outros.

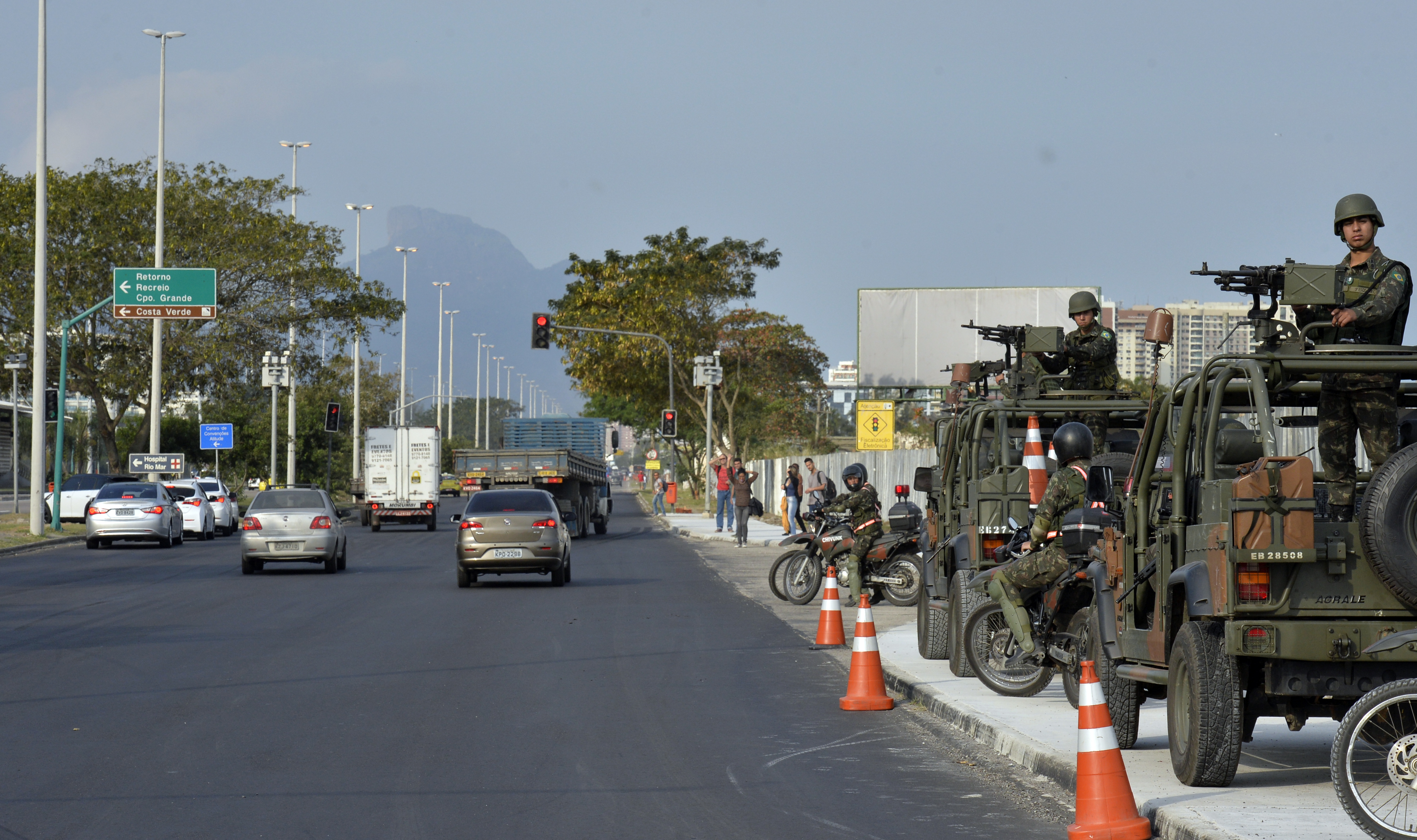
O Exército na segurança das Olimpíadas de 2016 no Rio de Janeiro

Uma operação de paz notável nesse período foi a Missão das Nações Unidas para a estabilização no Haiti (MINUSTAH) (2007–2017). A maioria dos comandantes do batalhão brasileiro no Haiti alcançaram o generalato.
A ocupação do Complexo do Alemão em 2010 foi a maior operação de GLO desde a promulgação da Constituição de 1988, e foi considerada mais difícil que o Haiti. Ao enfrentar o crime organizado nas favelas do Rio de Janeiro, os militares tiveram que mudar táticas e equipamentos. Eles reconhecem a dificuldade do trabalho policial, no qual não são especializados e há risco de dano colateral. Houve protestos de moradores contra abusos de autoridade, tortura e excessos de disparos e uso de gás lacrimogêneo. Na intervenção federal no Rio de Janeiro em 2018, um general de exército ocupou o cargo de Secretário de Segurança no Rio de Janeiro, e outros generais tiveram funções naquela secretaria e no gabinete de intervenção federal.
Os projetos estratégicos sofreram com os contingenciamentos e cortes de gastos militares decorrentes da crise econômica de meados dos anos 2010, e em 2019 seus prazos já estavam sendo dilatados, alguns até 2040. Ao iniciar-se a crise da Guiana Essequiba em 2023, o Exército reforçou Roraima, mas ainda não tinha à disposição os mísseis de cruzeiro, a defesa antiaérea de média altura ou os caça-tanques Centauro II.

## Efetivo
Os militares podem estar na situação da ativa ou da reserva, e se da ativa, podem ser militares de carreira (com vitaliciedade garantida ou presumida) ou temporários. O efetivo fixado por decreto para o Exército em 2024 foi de 212 217 militares da ativa, dos quais 149 eram generais, 29 220 demais oficiais, 46 773 subtenentes e sargentos e 136 005 cabos e soldados. De 214 mil, o International Institute for Strategic Studies (IISS) quantifica 112 mil conscritos. Existem estimativas muito menores da proporção de conscritos (30%). Além do pessoal na ativa, a reserva foi estimada em 1 340 000 militares pelo IISS, sem diferenciar entre as três Forças Armadas; Frank McCann estima mais de um milhão de reservistas no Exército em 2017. O Exército Brasileiro é historicamente um dos maiores da região.

### Hierarquia e uniformes

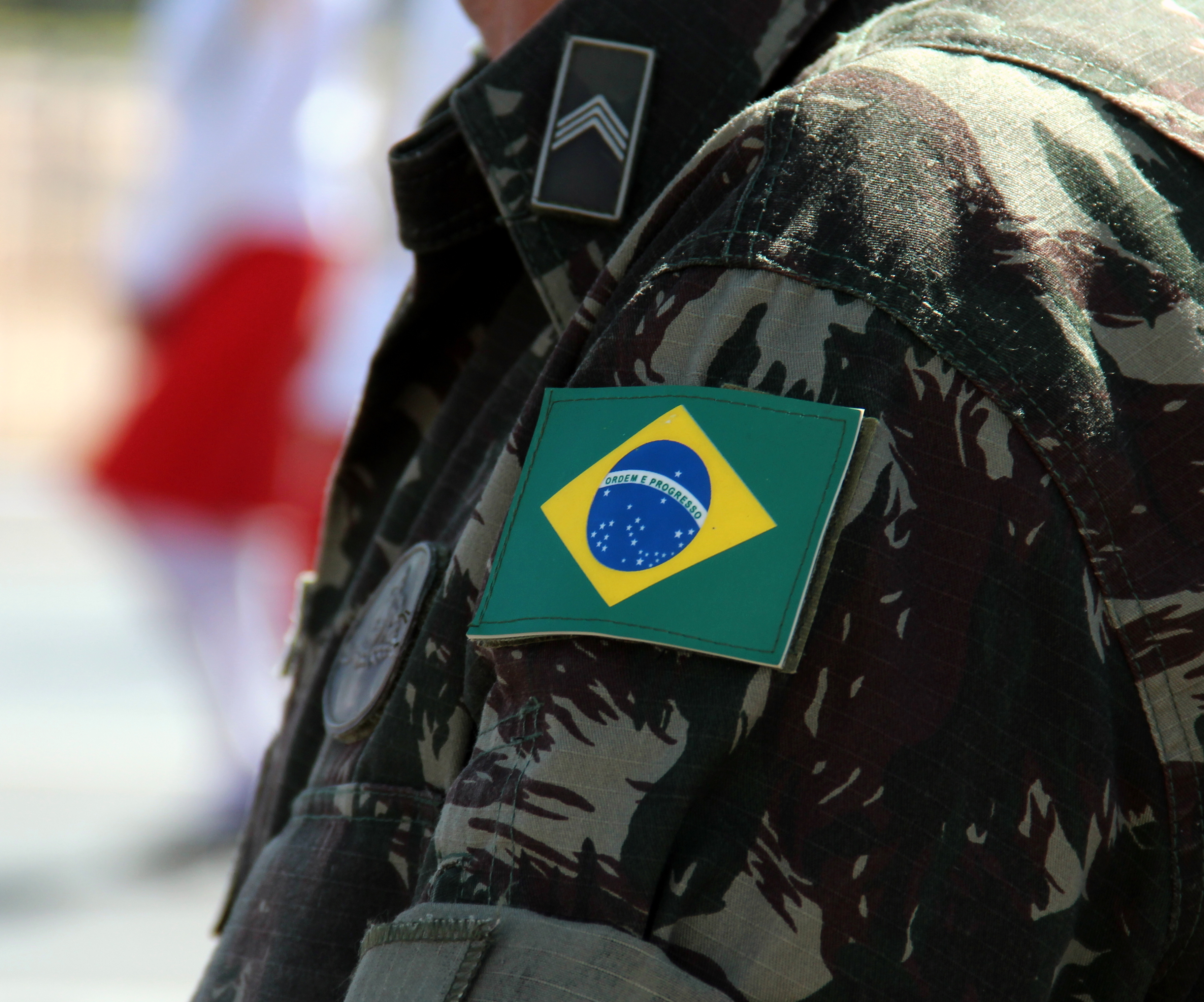
Uniforme camuflado padrão do Exército, com divisa de gola de um terceiro-sargento

A hierarquia e a disciplina são formalmente definidas como a base da organização das Forças Armadas. A hierarquia no Exército compreende uma escala de 19 níveis, denominados, “postos”, nos degraus superiores (de oficiais), e “graduações”, nos degraus inferiores (de praças). Os postos e graduações são agrupados em círculos de convivência social: do mais alto ao mais baixo, são os círculos dos oficiais generais, oficiais superiores, oficiais intermediários, oficiais subalternos, subtenentes e sargentos e cabos e soldados. Em tempos de paz, o posto mais alto é o de general de exército. O posto de marechal pode ser criado em tempo de guerra. Os praças podem ser denominados “graduados”, exceto os soldados, base da hierarquia, que são considerados militares não graduados.

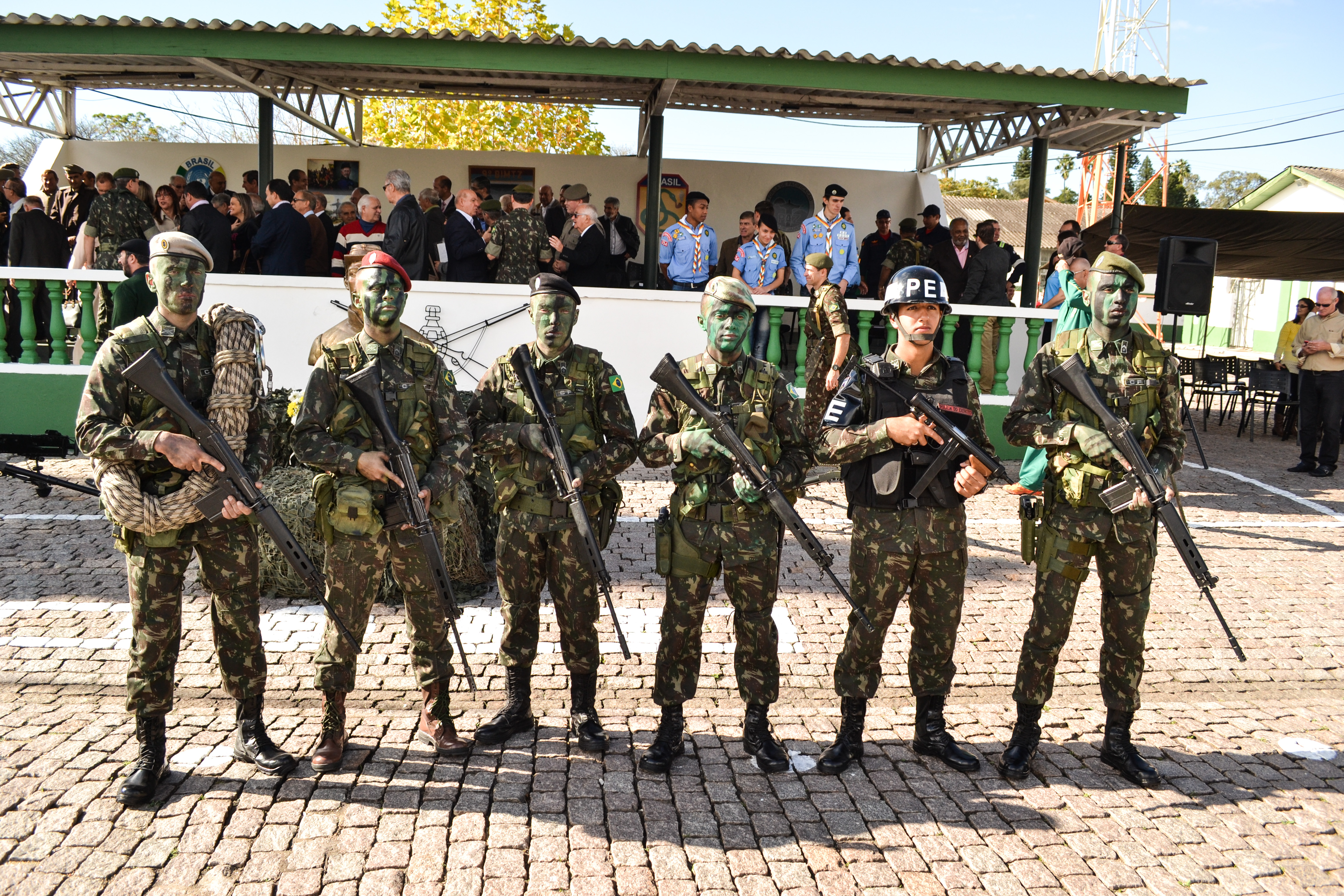
Diferentes cores de boina da infantaria

A maior separação na carreira é entre oficiais e praças, pois o oficial é o elemento dirigente ativo, formado desde o início para o comando, enquanto os praças são treinados para a aplicação das ordens. Afora isto, há mecanismos de mobilidade social pelo mérito, e o Exército enfatiza que todo general já foi um cadete, aluno da academia de oficiais. O respeito à hierarquia deve ser mantido mesmo fora do serviço e mesmo com os aposentados. Existem regras de convivência entre os diversos círculos militares (por exemplo, sargentos e oficiais não sentam à mesma mesa), e seu desrespeito é chamado “promiscuidade hierárquica”. Entre dois militares, sempre há um superior e outro subordinado. Dentro do mesmo posto, a diferença é a “antiguidade”. No caso dos oficiais da Academia Militar das Agulhas Negras (AMAN), ela é definida pela data da última promoção ou, se ela for igual, o que é comum entre oficiais da mesma turma, pela classificação (média final de notas) na Academia. O superior é o mais antigo, e o inferior, o mais moderno.
O grau hierárquico é indicado por insígnias no uniforme, juntamente com distintivos de organização militar e distintivos e brevês de cursos. A cor marcante dos uniformes é o verde-oliva, um dos principais elementos da identidade visual do Exército. Adotada em 1931, no lugar do cáqui, a cor foi também usada nos uniformes de campanha até os anos 1990, quando o uso da camuflagem foi generalizado. O verde-oliva é a cor padrão das boinas, mas tropas específicas distinguem-se por cores diferentes: o grená dos paraquedistas, rajado dos guerreiros de selva, azul-ultramar da aviação, cinza dos especialistas de montanha, bege aeromóvel e azul-ferrete das escolas de formação de oficiais e sargentos. Algumas unidades usam uniformes históricos tradicionais, como o Batalhão da Guarda Presidencial e o 1.º Regimento de Cavalaria de Guardas.

### Instrução militar

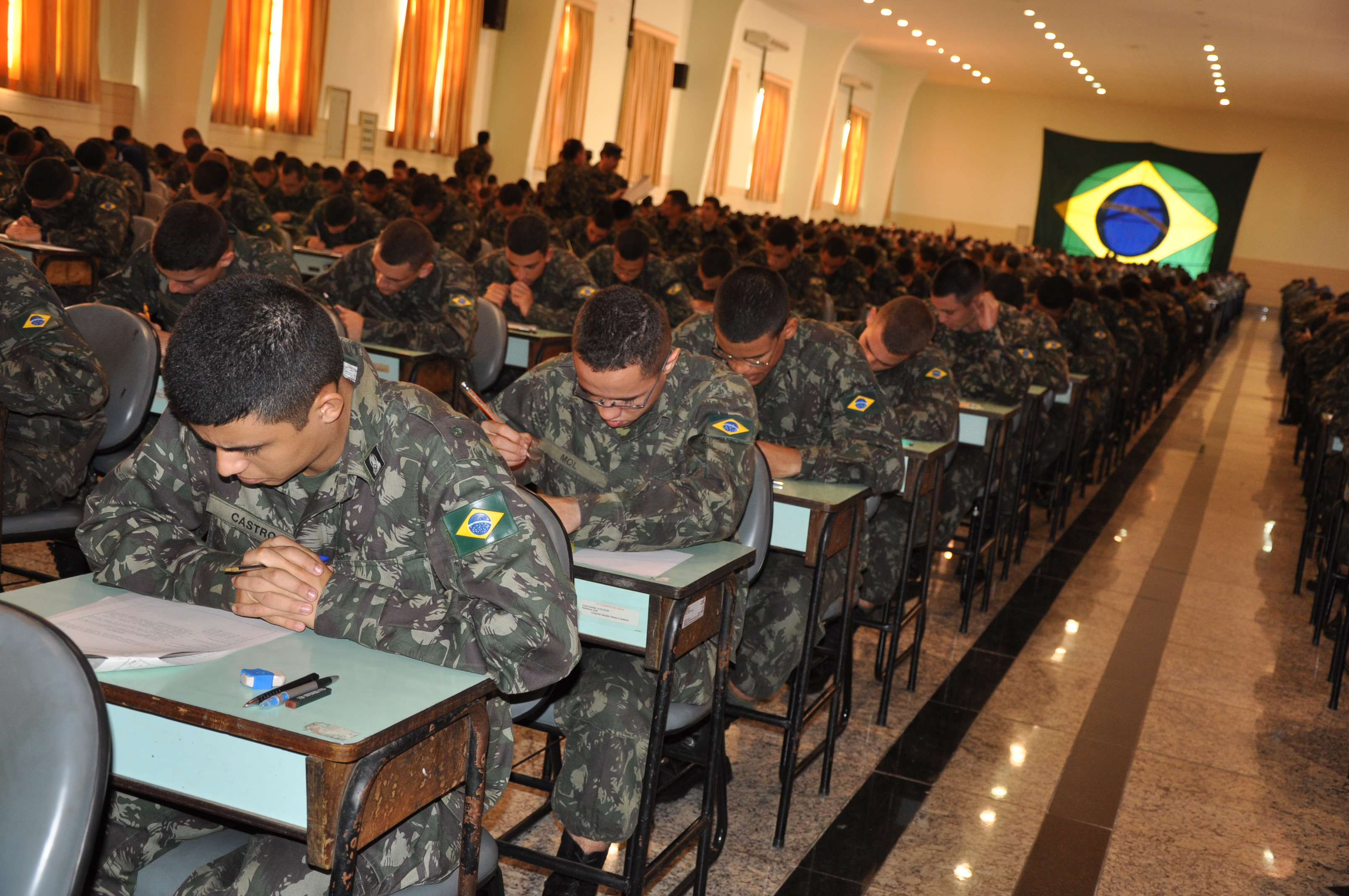
Escola Preparatória de Cadetes do Exército

O ensino e a instrução militar podem ser definidos como as principais missões do Exército em tempos de paz. O sistema de ensino abrange a educação, instrução e pesquisa. As atividades de soldados e cabos correspondem ao ensino fundamental, as de sargentos ao ensino médio, técnico ou ensino superior (tecnólogo) e as de oficiais ao ensino superior. Praticamente todas as organizações militares têm alguma responsabilidade no preparo dos soldados. As organizações da ativa têm um efetivo fixo, mas treinam anualmente um efetivo variável de reservistas. Existem organizações exclusivamente voltadas aos reservistas: os Órgãos de Formação de Oficiais da Reserva (OFOR), que são os Centros de Preparação (CPOR) e Núcleos de Preparação (NPOR), e os Tiros de Guerra. Outras organizações preparam os militares de carreira (oficiais e sargentos). Por lei, o ensino militar é regulado exclusivamente pela própria instituição.
Os oficiais da linha de ensino militar bélico, que exercem a atividade-fim da instituição (a guerra), ingressam cedo na instituição, no equivalente ao primeiro ano do ensino superior. Após a Escola Preparatória de Cadetes do Exército (EsPCEx), em Campinas, eles se formam na AMAN, em Resende. A carreira dos oficiais é organizada em ciclos de estudo; a AMAN forma o aspirante a oficial, o diploma da Escola de Aperfeiçoamento de Oficiais (EsAO) é necessário para a promoção a major, e o da Escola de Comando e Estado-Maior do Exército (ECEME), para general de brigada. O diploma da AMAN é o de bacharel em Ciências Militares, o da EsAO, de mestre em Operações Militares, e o da ECEME, de doutor em Política, Estratégia e Administração Militares; a ECEME oferece também um pós-doutorado.

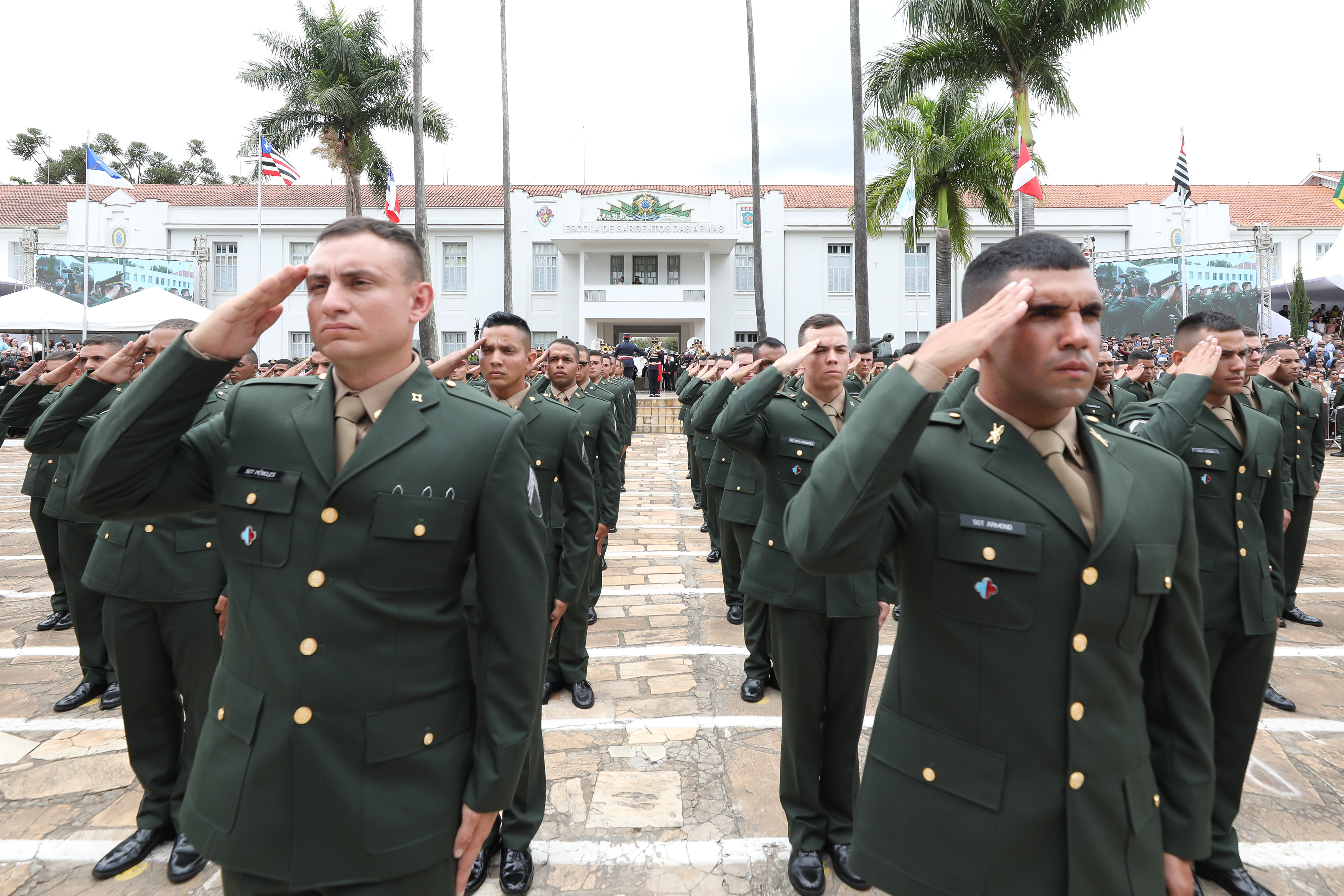
Escola de Sargentos das Armas

Os sargentos combatentes de carreira formam-se em dois anos, o primeiro numa das treze Unidades Escolares Tecnológicas do Exército (UETE) dispersas pelo país e o segundo na Escola de Sargentos das Armas (ESA), Escola de Sargentos de Logística (EsSLog) ou Centro de Instrução de Aviação do Exército (CIAvEx). O equivalente à EsAO é a Escola de Aperfeiçoamento de Sargentos das Armas (EASA). Também participam do ensino de sargentos e/ou oficiais o Instituto Militar de Engenharia (IME), Escola de Saúde e Formação Complementar do Exército (EsFCEx) e a Escola de Instrução Especializada (EsIE), entre outras.
As escolas são complementadas por cursos de especialização, extensão e estágios. Em 2006, eram 66 cursos de especialização para oficiais e 76 para sargentos, oito cursos de extensão para oficiais e seis para sargentos, 47 estágios para oficiais e 32 para sargentos. Isto abrange mesmo o ensino não estritamente militar, como os cursos de idiomas oferecidos pelo Centro de Estudos de Pessoal. Nos cursos operacionais mais difíceis e cobiçados, como os de comandos, guerra na selva e precursor paraquedista, o índice de desligamento voluntário é alto.

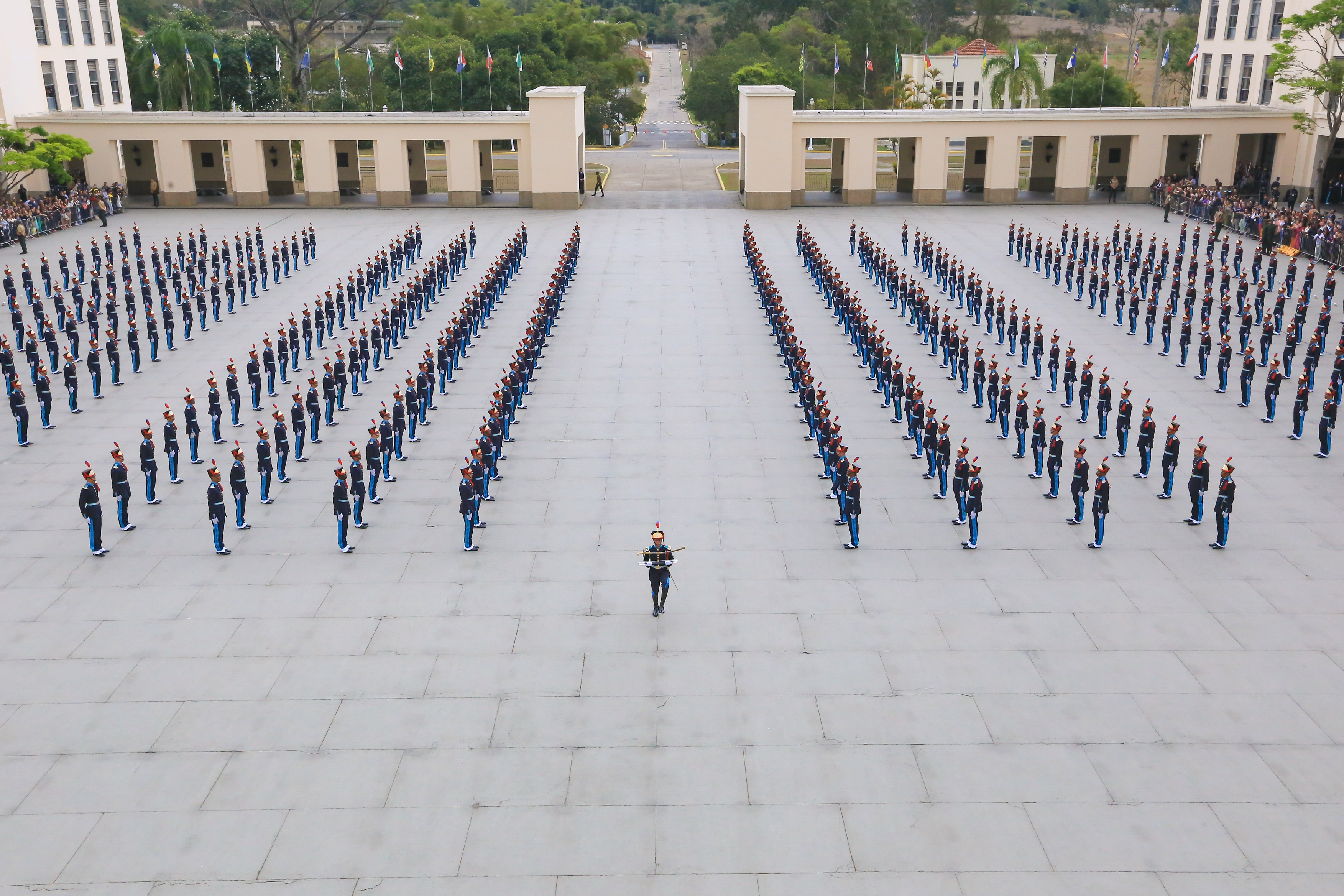
Academia Militar das Agulhas Negras

O Exército também mantém doze Colégios Militares, de nível fundamental e médio, mas seus alunos não necessariamente seguem na carreira militar. Esses colégios oferecem aos oficiais a possibilidade de manter seus filhos, desde muito cedo, já no ensino militar. As Escolas de Instrução Militar (EsIM) são também de ensino médio, destinadas a permitir aos alunos o cumprimento do serviço militar sem interromper seus estudos.
Segundo o Exército, o treinamento é rigoroso, mas os maus-tratos, violência contra inferiores e lesões corporais são casos isolados e as instruções são controladas para evitar riscos. Casos de violência por parte de instrutores existem; de 2005 a junho de 2015, a Justiça Militar do Rio de Janeiro julgou 299 incidentes no Exército, Marinha e Força Aérea. Críticos apontam o corporativismo da instituição como obstáculo às denúncias. Os agressores são julgados na Justiça Militar, mas as indenizações são arcadas pelo governo federal. Um caso emblemático foi o do cadete Márcio Lapoente da Silveira, que morreu em treinamento na AMAN em 1990, levando a uma denúncia à Comissão Interamericana de Direitos Humanos. O superior envolvido posteriormente alcançou o posto de coronel.

### Armas, quadros e serviços
As tropas subdividem-se, conforme suas missões e características, em diversas especialidades, denominadas “armas”, “quadros” e “serviços”. Sete delas realizam diretamente as operações militares, e seus oficiais são exclusivamente formados na AMAN: as Armas da Infantaria, Cavalaria, Engenharia, Artilharia e Comunicações, o Serviço de Intendência e o Quadro de Material Bélico. Coloquialmente, as sete são chamadas de “Armas”. A Infantaria e a Cavalaria são as chamadas “Armas base”, pois entram diretamente em contato com o inimigo. A Artilharia participa diretamente do combate, mas à distância, provendo apoio de fogo. A Engenharia e as Comunicações são Armas de apoio, mas também agem diretamente no campo de batalha. A Intendência e o Material Bélico são a logística do teatro de operações.
As outras áreas de oficiais, com origens diversas, são os Quadros de Engenheiros Militares (QEM), Auxiliar de Oficiais (QAO) e Complementar de Oficiais (QCO) e os Serviços de Saúde e Assistência Religiosa. Os oficiais da Aviação do Exército, que não é Arma, são oriundos de diversas Armas. Subtenentes e sargentos pertencem a Qualificações Militares (QMS) próprias, abrangendo, além das sete áreas da AMAN, a Manutenção de Comunicações, Topografia, Aviação Manutenção, Aviação Apoio, Música e Saúde.
Oficiais e sargentos escolhem a Arma na qual servirão durante sua formação. Esta decisão acompanha o militar pelo resto da sua carreira e determina onde ele servirá e quais comandos poderá exercer. Porém, mais do que uma especialidade, a Arma é uma atmosfera social própria, determinando os companheiros do militar no restante da sua carreira. Juntamente com a turma de formação, ela é o componente básico da identidade do oficial. A partir da Arma, identificada pelas insígnias na gola da camisa de seu uniforme, presume-se o temperamento e disposição de um oficial. Cada Arma tem um “espírito”, uma associação entre as características pessoais exigidas nas operações militares e a personalidade do indivíduo: os infantes “rústicos”, os cavalarianos “rápidos”, os artilheiros “metódicos” e assim por diante. Há inclusive estereótipos negativos atribuídos a cada Arma pelas outras.
Os melhores alunos, pela classificação geral, escolhem a sua Arma primeiro, e os últimos são “compulsados” para preencher as vagas. Até os anos 1990, a preferência era pela Infantaria, Cavalaria e Artilharia, prestigiadas por ser as Armas combatentes, à qual pertenceram os generais mais famosos da história do Exército. A partir de então, a Intendência e o Material Bélico, áreas mais próximas da atividade civil, tornaram-se as mais procuradas pelas novas gerações de cadetes.

### Oficiais

#### Subdivisões

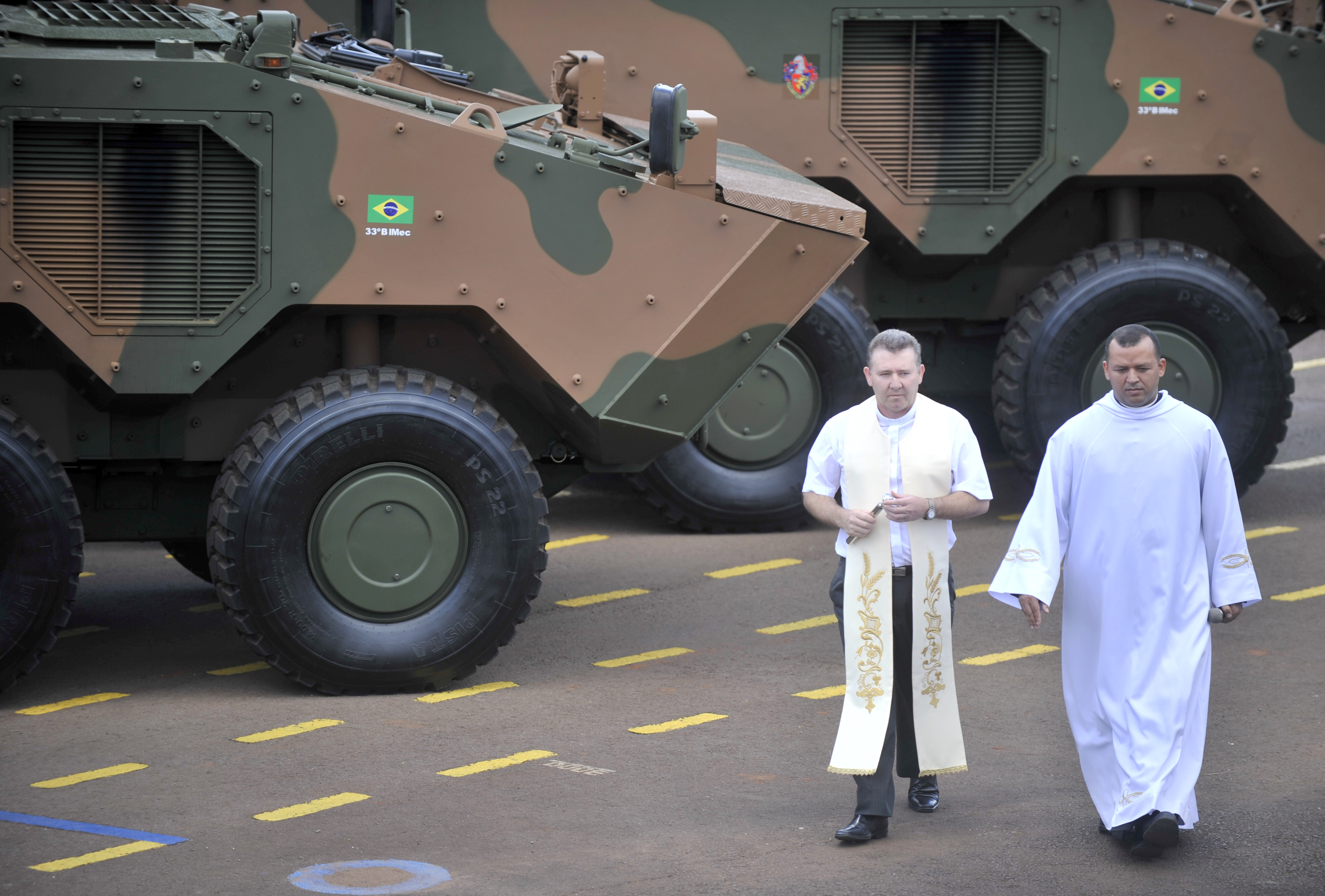
Capelães do Exército

Os oficiais de carreira da linha de ensino militar bélico, também chamados de “oficiais da AMAN” ou “oficiais de academia”, são a espinha dorsal e a elite da instituição, nos quais o Exército investe para representá-lo legitimamente e, futuramente, dirigi-lo. Eles são a maioria dos generais e a totalidade dos generais de exército, o topo da hierarquia. Mas existem diversas outras carreiras de oficial.
Os oficiais da reserva de 2.ª categoria (R/2) são incorporados através dos OFOR. O Quadro de Engenheiros Militares (QEM), que não deve ser confundido com a Arma de Engenharia da Linha Bélica, é formado no Instituto Militar de Engenharia e tem competências mais próximas às de um engenheiro formado em universidade. O engenheiro do QEM trabalha na ciência, tecnologia e produção de material bélico. O Quadro Auxiliar de Oficiais (QAO) é formado de sargentos e subtenentes promovidos ao oficialato. A Escola de Saúde e Formação Complementar do Exército forma os oficiais do Quadro Complementar de Oficiais (QCO), Quadro de Saúde (QSau) e Quadro de Capelães Militares; os oficiais do QCO já têm graduação prévia num curso superior civil, e os capelães militares têm formação prévia como ministros católicos ou evangélicos. Os Oficiais Técnicos Temporários (OTT), também com formação acadêmica prévia, são incorporados após um estágio e permanecem por até oito anos.

#### Perfil

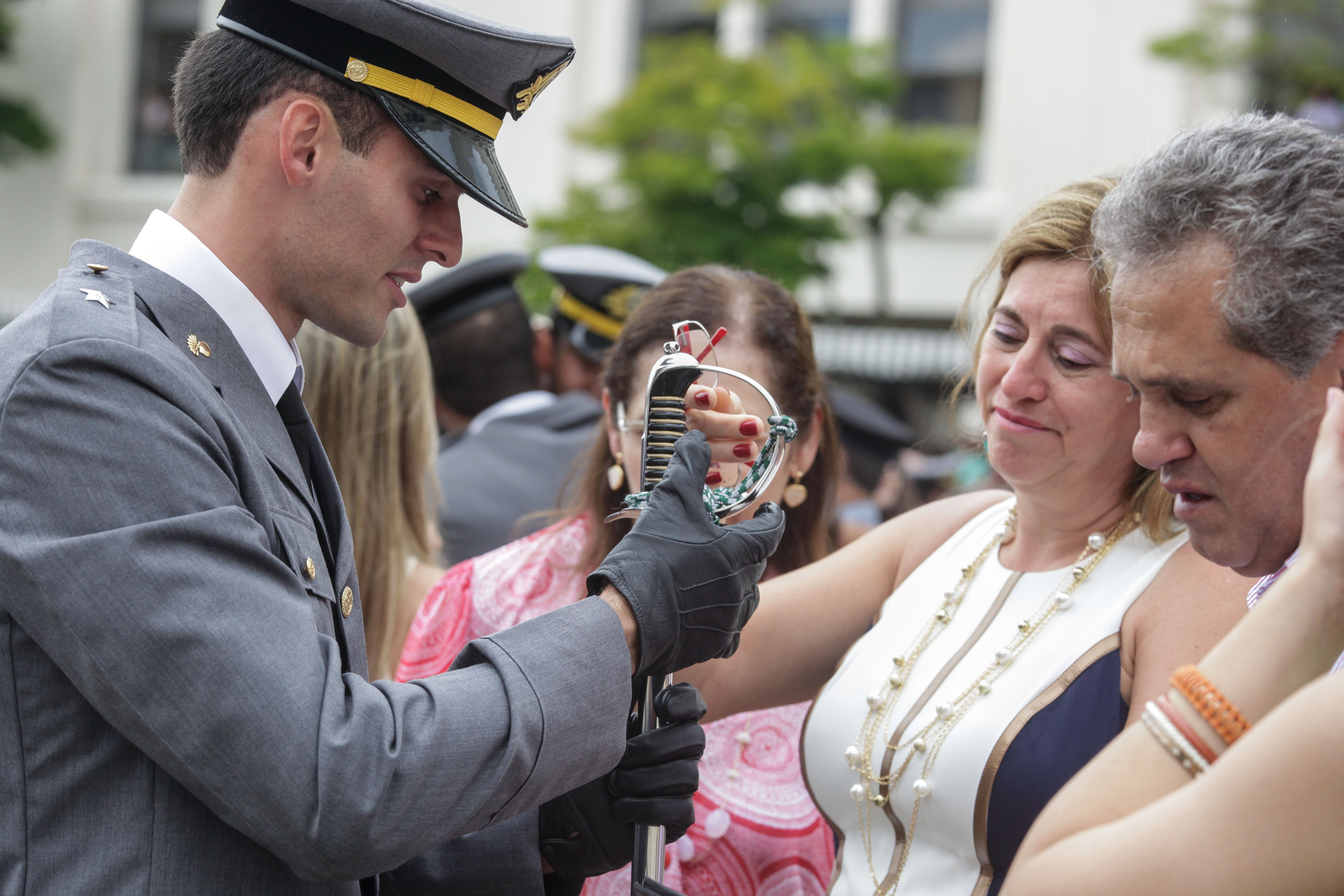
Aspirante da AMAN com sua família na formatura

A maioria dos oficiais é oriunda de famílias de classe média, frequentemente com pais militares, num padrão de recrutamento endógeno existente pelo menos desde o século XX. Cada vez mais, nas últimas décadas do século XX, os pais desses filhos de militares são oficiais subalternos e praças, numa busca de ascensão social através do serviço público vitalício. Já os filhos de oficiais superiores muitas vezes cursam universidades civis. Os vencimentos historicamente mantêm a oficialidade na classe média.
Os jovens não entram na AMAN pensando em futuramente sair da carreira militar, ou se entram, são condicionados a mudar de ideia. O status de oficial acompanhará cada um até a morte. A disponibilidade permanente, dedicação exclusiva, mobilidade geográfica e restrição dos direitos trabalhistas são as características dessa carreira, nos termos do Exército. A mobilidade geográfica significa uma carreira nômade, de constantes transferências. O resultado é um Exército homogêneo, mas isto traz dificuldades para a família do oficial e impede o enraizamento na sociedade local. Pela dedicação exclusiva, o Exército desaconselhava cursar graduações fora do âmbito militar, mas isto muda no século XXI.
Os contatos de um oficial de academia são estabelecidos principalmente dentro da instituição. Oficiais e suas famílias compartilham grande parte de seus ambientes de moradia, lazer e estudo, e a instituição promove a interação social interna, na qual as esposas são fundamentais. A apresentação e comportamento da família do oficial influenciam como ele é qualificado na vida profissional. A família militar é também uma ponte entre o Exército e a sociedade como um todo. A noção de “Família Militar” pode ser ampla, englobando os militares e mais os seus familiares.
O perfil dos oficiais do QCO é diferente, pois eles trazem para dentro do Exército a visão de mundo do meio acadêmico e da sociedade mais ampla. Os oficiais R/2 têm origem social diferente: são principalmente universitários, e o objetivo declarado do curso é a “formação do cidadão, futuro integrante da elite nacional e que tenha conhecimento principalmente dos valores que são as bases do Exército Brasileiro”.

#### Carreira

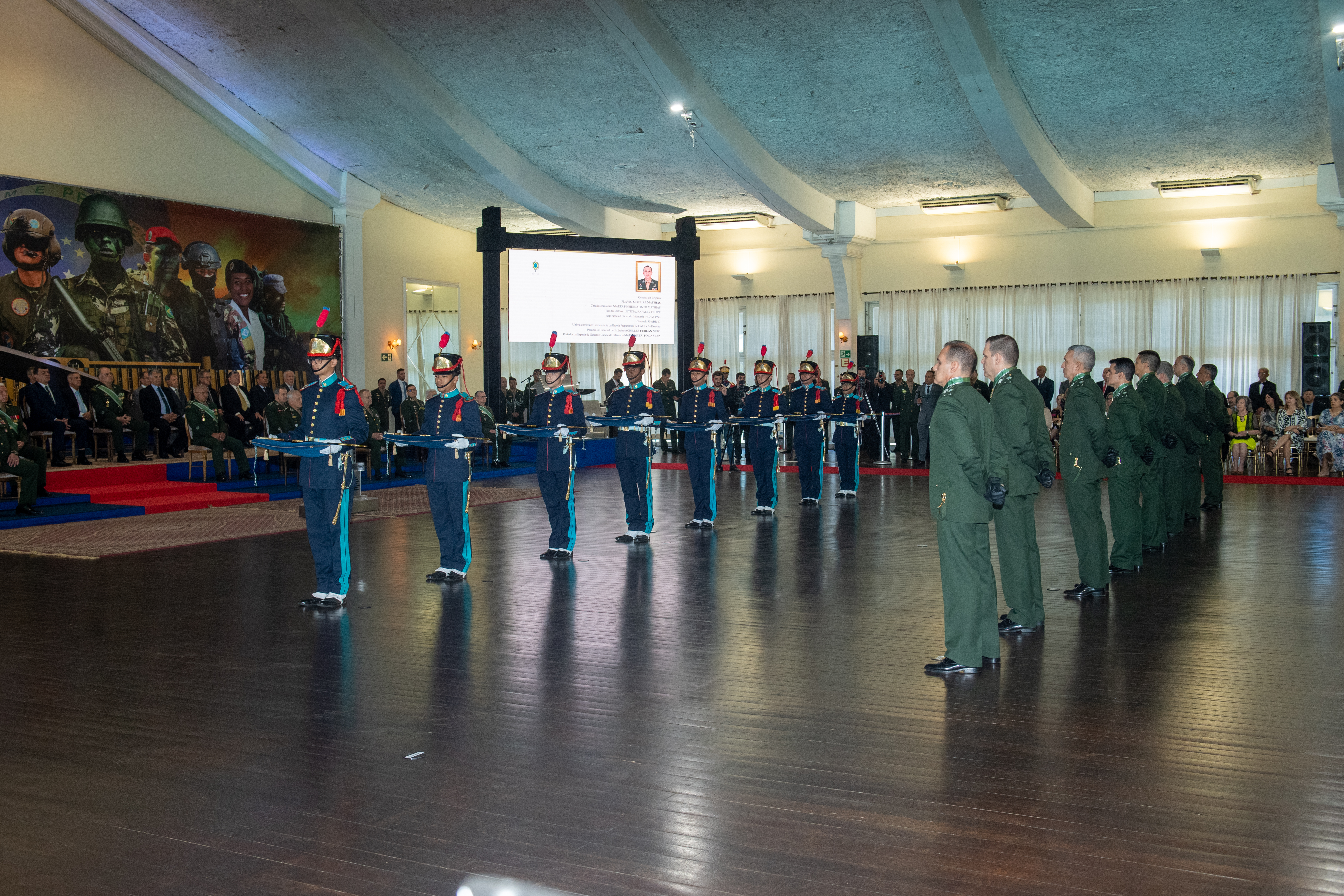
Cerimônia de promoção de generais

De uma turma de 400 aspirantes a oficial da AMAN, somente quatro chegarão a general de exército. A ascensão na hierarquia dos oficiais demora décadas e envolve os critérios de antiguidade, mérito, escolha, e em tempos de guerra, bravura. Um exemplo de oficial bem-sucedido, Fernando Azevedo e Silva, formou-se na AMAN em 1976 e foi promovido a general de exército em 2014. Os líderes político-militares dos anos 1960 formaram-se na Escola Militar do Realengo nas décadas de 1910 a 1930.
O ano de formação de um oficial revela seu posto, sua turma da AMAN (um conjunto com grande familiaridade entre si e nome próprio, como a “Centenário da Independência” de 1989), e dentro dela, sua antiguidade. Há um intervalo de oito a dez anos da AMAN à EsAO e três a dez anos dali até a ECEME. Cerca de um terço de cada turma consegue cursar a ECEME, através da qual os oficiais entram no Quadro de Estado-Maior da Ativa (QEMA). Isto lhes abre as funções de assessoramento e decisão, e portanto, de maior prestígio e poder. Os demais oficiais integram o Quadro Suplementar Geral (QSG), onde terão funções burocráticas e/ou de execução até o fim da carreira. Somente os oficiais do QEMA alcançam o generalato.
Na hora das promoções a general, a maior parte da turma solicita a transferência à reserva remunerada. Só uma minoria consegue a promoção a general de brigada, que é política, pelo critério de escolha. A decisão envolve o Alto Comando do Exército e o Presidente da República, que tradicionalmente respeita os nomes indicados pelo Alto Comando. A promoção de um candidato mais moderno que seus colegas normalmente leva-os à reserva. Um oficial fica no máximo doze anos no quadro dos oficiais-generais.

### Subtenentes e sargentos

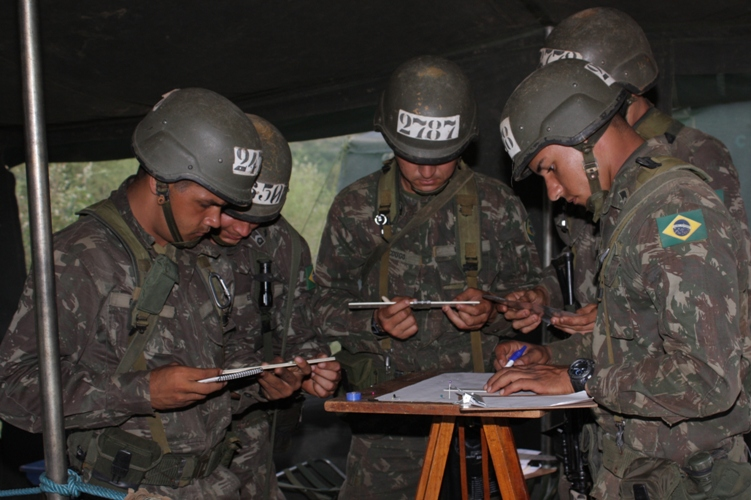
Exercício de topografia do Curso de Artilharia da ESA

O lema “sargento, elo fundamental entre o comando e a tropa” sintetiza a função atribuída pelo Exército a esse círculo hierárquico. O sargento é ao mesmo tempo chefe e executante. De modo geral, é ele quem mantém o contato direto com os soldados, sobre os quais tem a responsabilidade de disciplinador. Sua formação objetiva um executor prático, que se preciso, põe em prática o que o oficial pensa, mas não sabe executar.
Os sargentos nunca foram uma elite, mas sua formação é uma prioridade, ainda que secundária à dos oficiais. Espera-se do sargento de carreira a obediência aos oficiais, senso crítico, maior cultura e preparo técnico-profissional do que seus subordinados e uma identidade profissional robusta. Os alunos da Escola de Sargentos das Armas são, em sua maioria, filhos de civis, mas muitos têm experiência militar prévia, especialmente no serviço militar obrigatório. Eles são mais velhos que os cadetes da AMAN (18–28 anos ao ingressar, com maior frequência na faixa de 20–24) e oriundos de famílias com rendas menores.
Os oficiais e sargentos numa organização militar são oriundos de todo o país e transferidos ao longo da carreira. Entre os sargentos, isto é menos frequente e por distâncias menores. Na sua carreira, marcada por cursos de formação, especialização e aperfeiçoamento, o sargento adquire estabilidade profissional aos dez anos de serviço. Formado terceiro sargento, pode ascender até subtenente ou a capitão do Quadro Auxiliar de Oficiais. Existem ainda sargentos temporários oriundos de soldados que prestaram o serviço militar e sargentos técnicos temporários, voluntários incorporados através de um estágio.

### Cabos e soldados

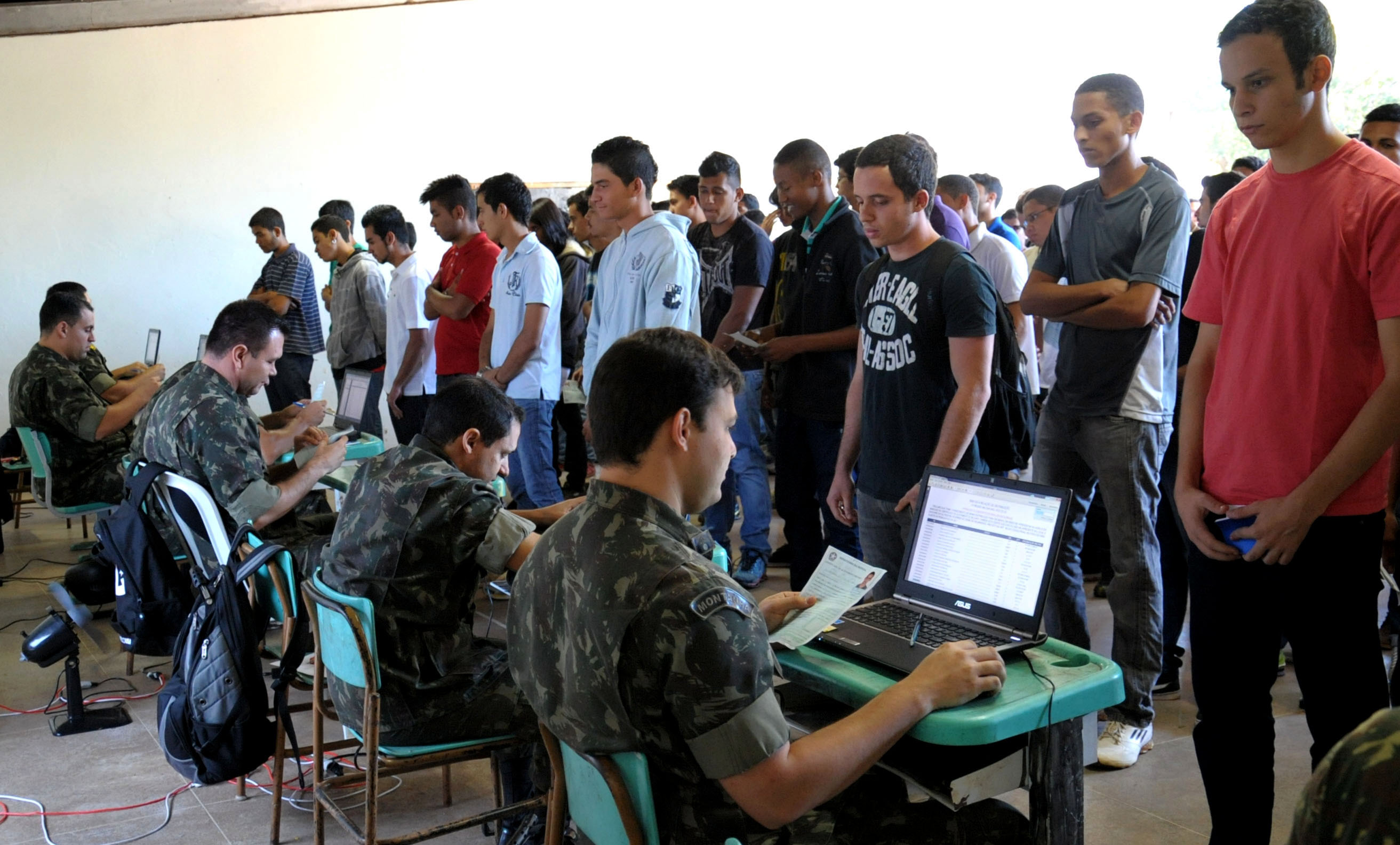
Jovens se apresentando para a fase de seleção do serviço militar em 2014

Os soldados nas unidades de combate são incorporados através do serviço militar obrigatório inicial. O alistamento é obrigatório para os homens no ano que completam 18 anos. Das três forças singulares, o Exército é a que mais depende do serviço militar obrigatório. Os conscritos são uma parte considerável de seu efetivo, ao contrário da Marinha e Aeronáutica, nas quais eles são uma pequena minoria. Existem diversas alternativas a esta modalidade de serviço militar, dentre as quais os Tiros de Guerra, dispersos em municípios em todo país, formam soldados reservistas sem ocupar o tempo integral de seus recrutas, conhecidos como atiradores.
As Juntas de Serviço Militar, nível administrativo mais baixo da conscrição, estão em todo o país. Entretanto, somente nos municípios tributários, escolhidos por motivos geográficos e econômicos, os alistados prosseguirão às etapas seguintes do processo. Cada organização militar receberá recrutas das redondezas. Ao final do processo, cerca de 5% dos alistados são incorporados ao serviço. Em 2012, 92% eram voluntários, segundo o Exército.

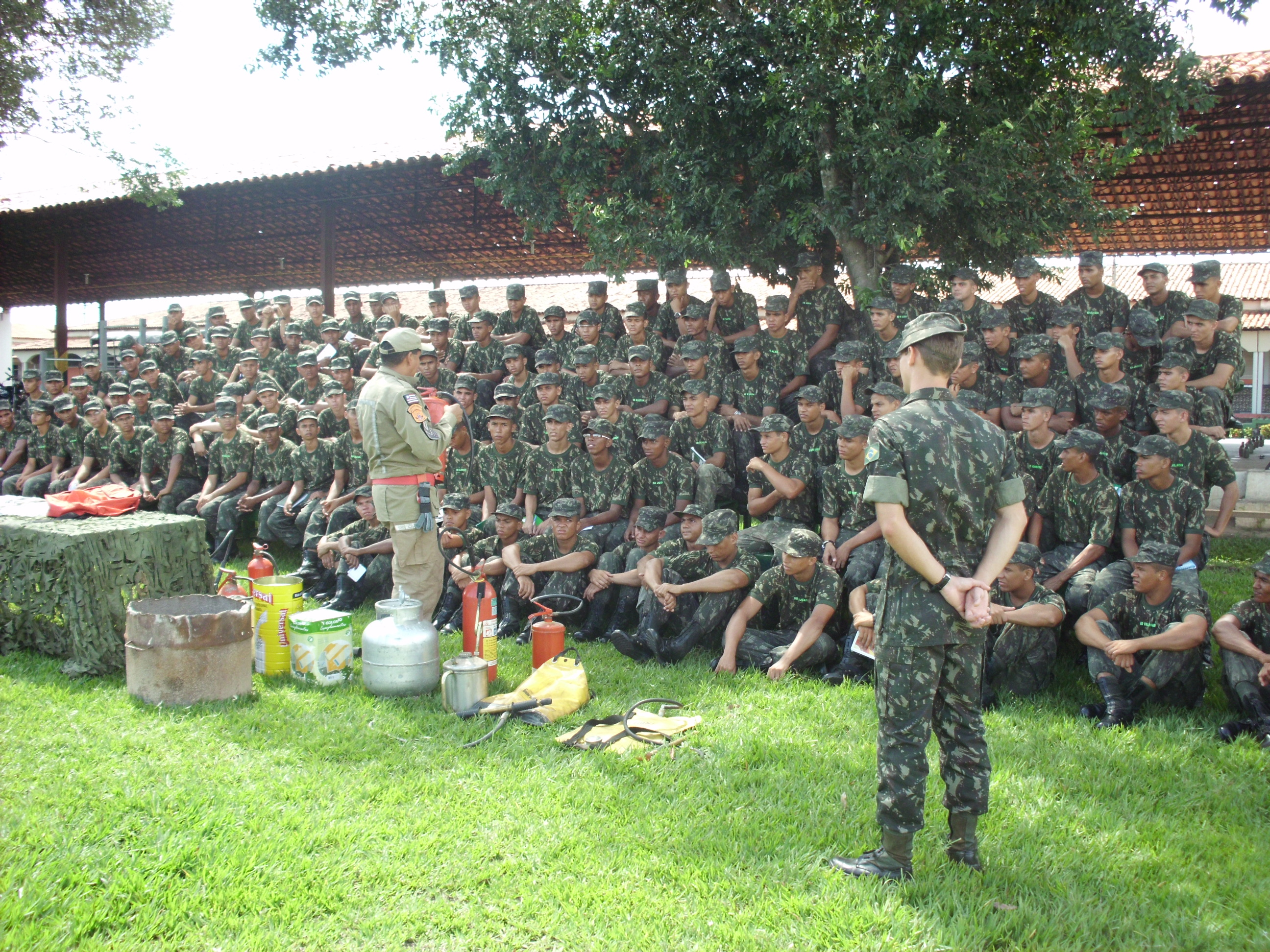
Treinamento de recrutas no 50.º Batalhão de Infantaria de Selva

As justificativas oficiais para o sistema são as mesmas de seus defensores (tais como Olavo Bilac) quando o serviço militar obrigatório foi implantado no início do século XX. Segundo o comandante do Exército em 2007–2015, Enzo Martins Peri, o modelo atual é “mais democrático, universal e, socialmente, mais justo e equitativo” e complementa a “formação da cidadania nos aspectos espiritual, moral, físico, intelectual, profissional e cívico”. O Exército procura moldar os recrutas num ideal de cidadão ordeiro, produtivo e patriótico e até mesmo faz iniciativas de qualificação profissional, mas essa função social só se aplica à pequena minoria dos alistados convocados ao serviço. No caso dos Tiros de Guerra, a baixa frequência de exercícios militares, deixando a maior parte do tempo a faxinas, manutenção das instalações e atividades cívico-sociais, pode ser um fator de frustração.
O ideal do serviço militar obrigatório como nivelador republicano, no qual servem todas as classes sociais, não corresponde à realidade. Os jovens são recrutados, em sua maioria, entre famílias de baixa renda, para as quais o serviço militar é uma alternativa à falta de oportunidades no mercado de trabalho. O soldo de um recruta, entretanto, é inferior a um salário mínimo.

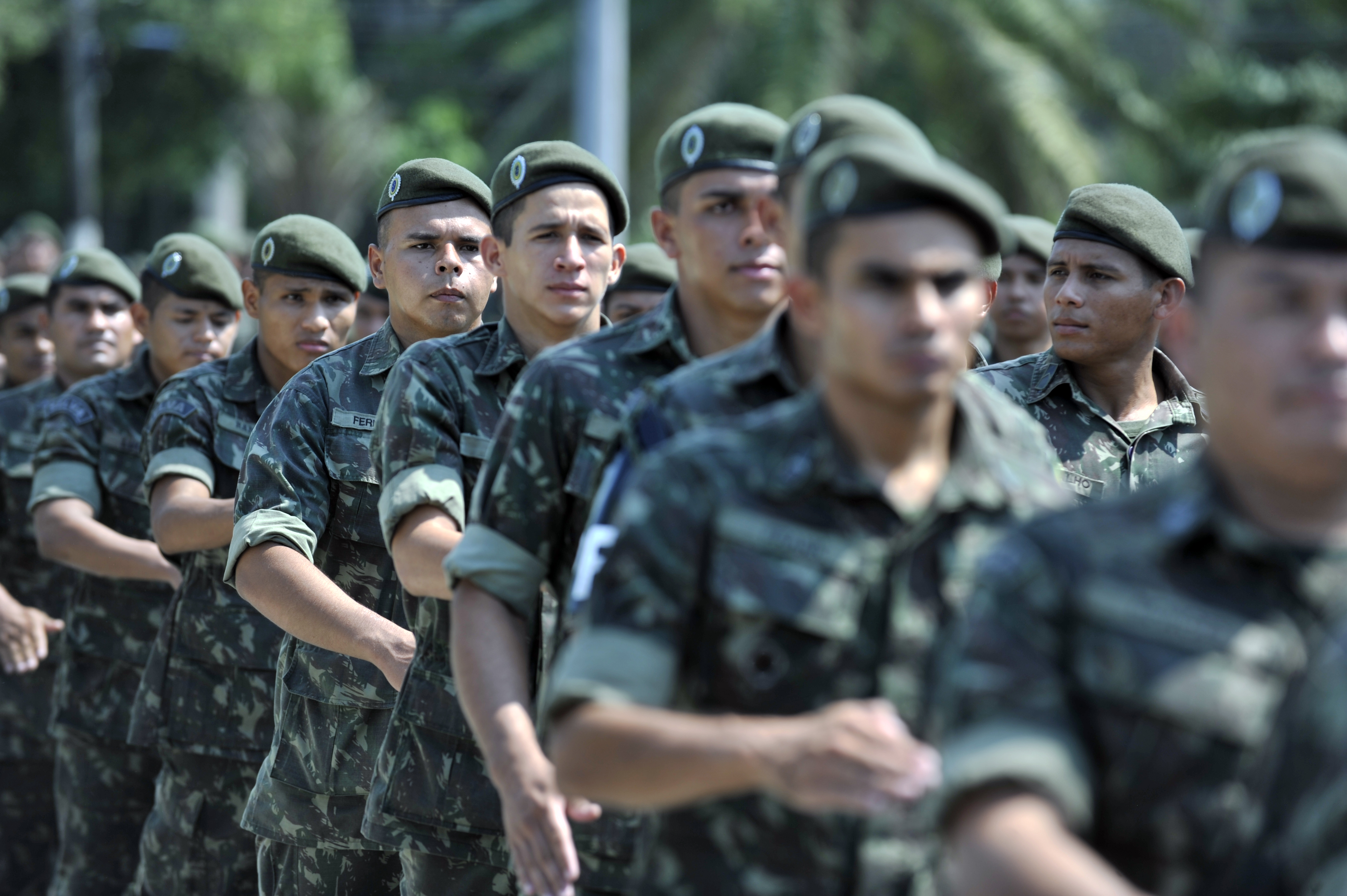
Formatura de recrutas no Comando Militar da Amazônia

O recruta, ou soldado do Efetivo Variável (EV), serve por um ano, ao longo do qual deve ser transformado num reservista apto ao combate. O recruta só é considerado pronto na última parte do ciclo, o período de adestramento, que dura cerca de quatro meses. Isto cria um hiato de operacionalidade em dois terços no ano. Uma das soluções é variar os cronogramas para que, ao longo do ano, algumas unidades estejam operacionais e outras não. Não fica claro em qual parte do ano o Exército inteiro estaria treinado e pronto.
Os soldados são militares temporários e não fazem carreira. Os voluntários interessados em servir por mais de doze meses podem reengajar, isto é, prorrogar seu tempo de serviço, a depender dos claros (vagas) e do julgamento do Exército. O soldado reengajado passa do EV ao Núcleo-Base (NB), que também inclui militares de carreira. O soldado do NB realiza cursos profissionalizantes e de ascensão, podendo ser promovido a cabo ou a sargento temporário. Os reengajamentos podem ser solicitados anualmente até um máximo de 96 meses de serviço. A meta definida em 1998 era de ter um efetivo de 75% NB e 25% EV. Algumas brigadas têm efetivos mais profissionalizados; a Brigada de Infantaria Paraquedista é composta só de voluntários, e o 26.º Batalhão de Infantaria Paraquedista é composto exclusivamente pelo Núcleo-Base.

### Mulheres

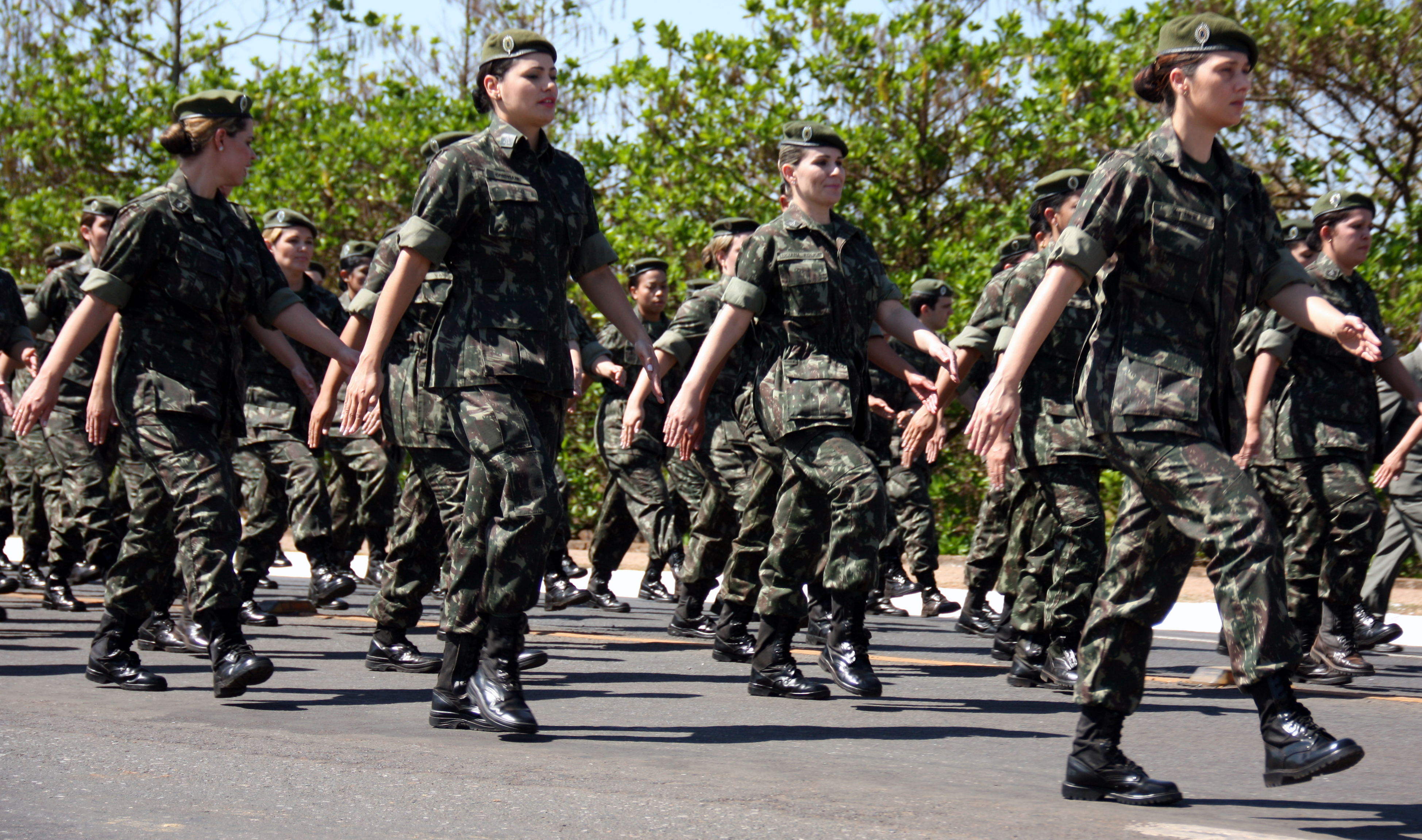
Mulheres do Exército desfilando no Dia da Independência em Brasília

As mulheres são isentas do serviço militar obrigatório, mas podem se voluntariar como militares de carreira ou temporárias. O Exército Brasileiro foi o primeiro na América do Sul a admitir mulheres como militares de carreira. A primeira participação formal das mulheres no Exército foi em 1943, com as enfermeiras da FEB. A participação feminina retornou em 1992, acompanhando as mudanças na sociedade e a abertura da Marinha e Força Aérea às mulheres. Inicialmente ocupando cargos administrativos e técnicos no Quadro Complementar de Oficiais, ao longo da década as mulheres também foram admitidas no Quadro de Saúde, Quadro de Engenheiros Militares e quadros de oficiais e sargentos temporários. A EsPCEx recebeu suas primeiras alunas em 2017, abrindo a linha bélica às mulheres, mas elas só tiveram as opções da Intendência e Material Bélico. O Exército planeja abrir a arma de Comunicações em 2024. As mulheres eram cerca de 6% do corpo efetivo em 2023.

### Reservas

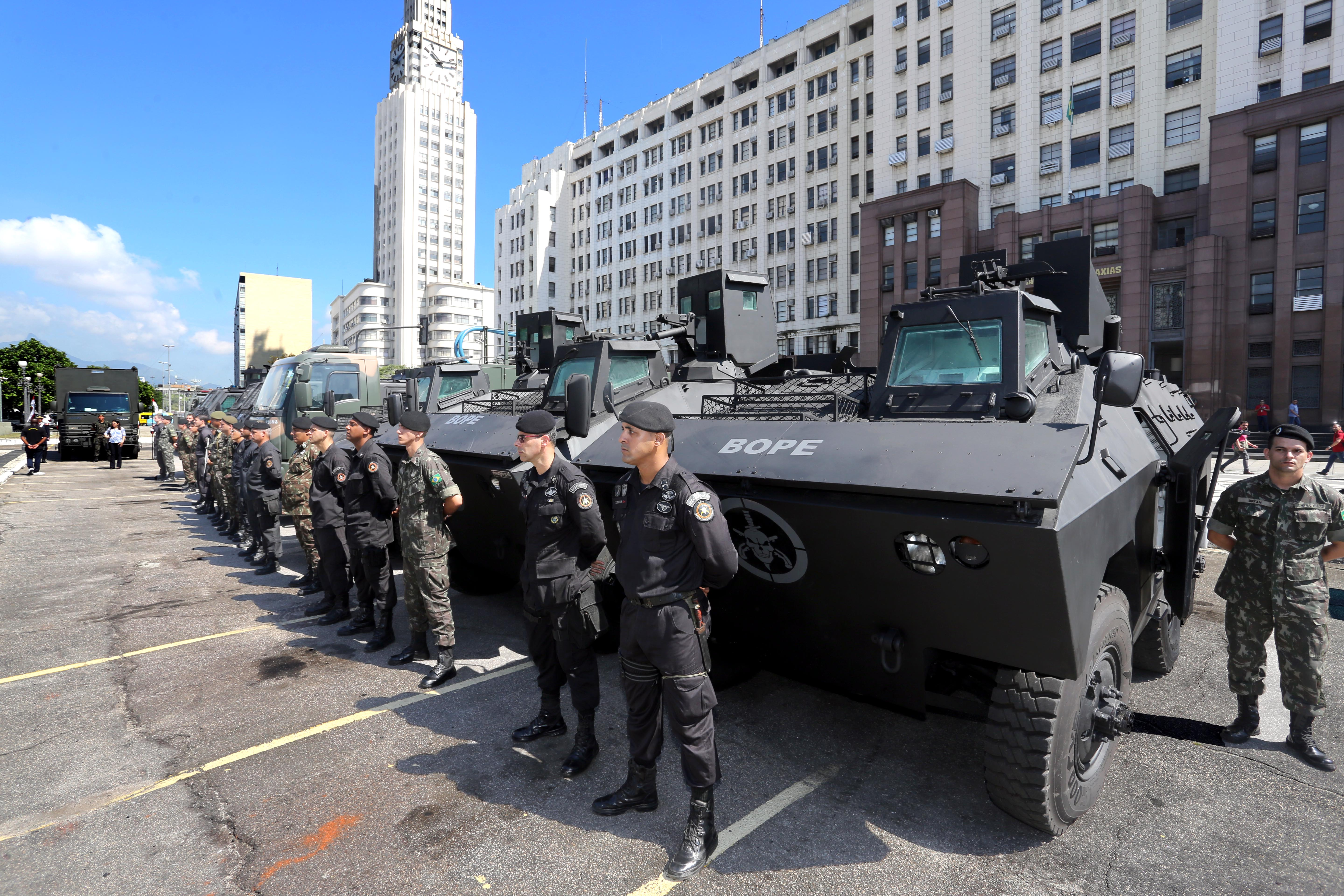
Entrega de blindados do Exército à Polícia Militar do Estado do Rio de Janeiro, uma de suas forças auxiliares e de reserva

Ao final do serviço ativo, os militares passam à reserva, de onde ainda podem ser convocados para uma guerra ou emergência. Os oficiais e graduados com no mínimo 30 anos de serviço, conhecidos como militares R1, passam à reserva remunerada. Somente ao atingir uma idade-limite ou incapacidade física o militar da reserva remunerada é desobrigado da mobilização e, no lugar de reservista, torna-se reformado. O ostracismo e a dificuldade de ajustamento à vida civil estão entre os motivos do Exército para financiar seus pensionistas e reservistas.
Os militares temporários integram a reserva não remunerada. Por cinco anos após o final do serviço, o período de “disponibilidade”, eles são sujeitos ao Exercício de Apresentação da Reserva (EXAR). Anualmente um certo número de reservistas é convocado para renovar suas capacidades e participar de uma operação. Para Frank McCann, a reserva é imensa, mas nunca houve uma convocação completa, e portanto, não se sabe se ela teria sucesso. Não há uma reserva organizada tal como nos Estados Unidos, com unidades de reserva encarregadas de conservar as habilidades desses militares.
Em princípio, a constituição brasileira de 1988 designa as Polícias Militares (PMs) e Corpos de Bombeiros Militares (CBMs) como forças auxiliares e de reserva do Exército, embora na prática permaneçam entidades separadas, de âmbito estadual e não federal. As polícias militares, ao contrário das Forças Armadas, lidam com a população brasileira e não com o inimigo. O Exército controla essas instituições através da Inspetoria Geral das Polícias Militares (IGPM). Sua interferência nos assuntos internos das PMs tem reduzido desde o fim da ditadura, mas ele mantém poderes de veto. O IISS inclui as polícias militares na categoria de “gendarmeria & paramilitares”, quantificando 395 mil integrantes.

## Tradições e cultura

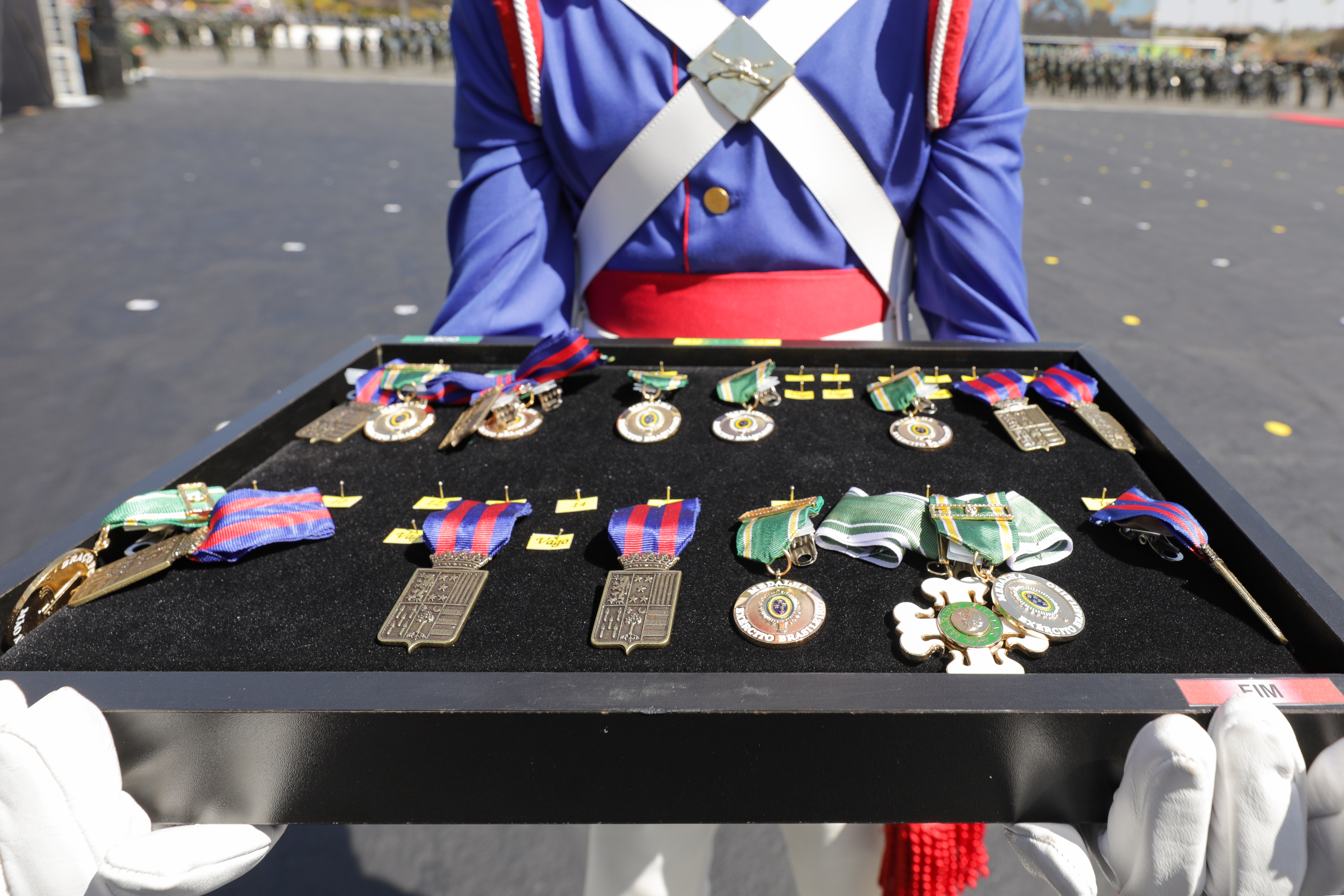
Condecorações do Exército

O Exército se atém a seus valores e identidade mesmo à medida que se moderniza, e nesse sentido é uma instituição conservadora. Ao captar indivíduos da sociedade, transforma-os mais do que é transformado por eles. O tenente-coronel e sociólogo Everton Araújo dos Santos define-o: “conservador, tradicional, hermético, austero, reservado e avesso a investigações”, tendo “muito bem delineados os contornos dos papéis sociais a serem desempenhados por cada um dos indivíduos que o compõem”. O Exército pode também ser conservador externamente, com relação à sociedade civil e ao Estado.
Os valores militares fundamentam-se numa distinção entre os mundos “de dentro” e “de fora”; o mundo militar é considerado mais organizado, honesto e patriótico que o civil. Conforme o Estatuto dos Militares, as “manifestações essenciais do valor militar” são o patriotismo, o “civismo e o culto das tradições históricas”, a “fé na missão elevada das Forças Armadas”, o espírito de corpo, o amor à profissão e o aprimoramento técnico-profissional.

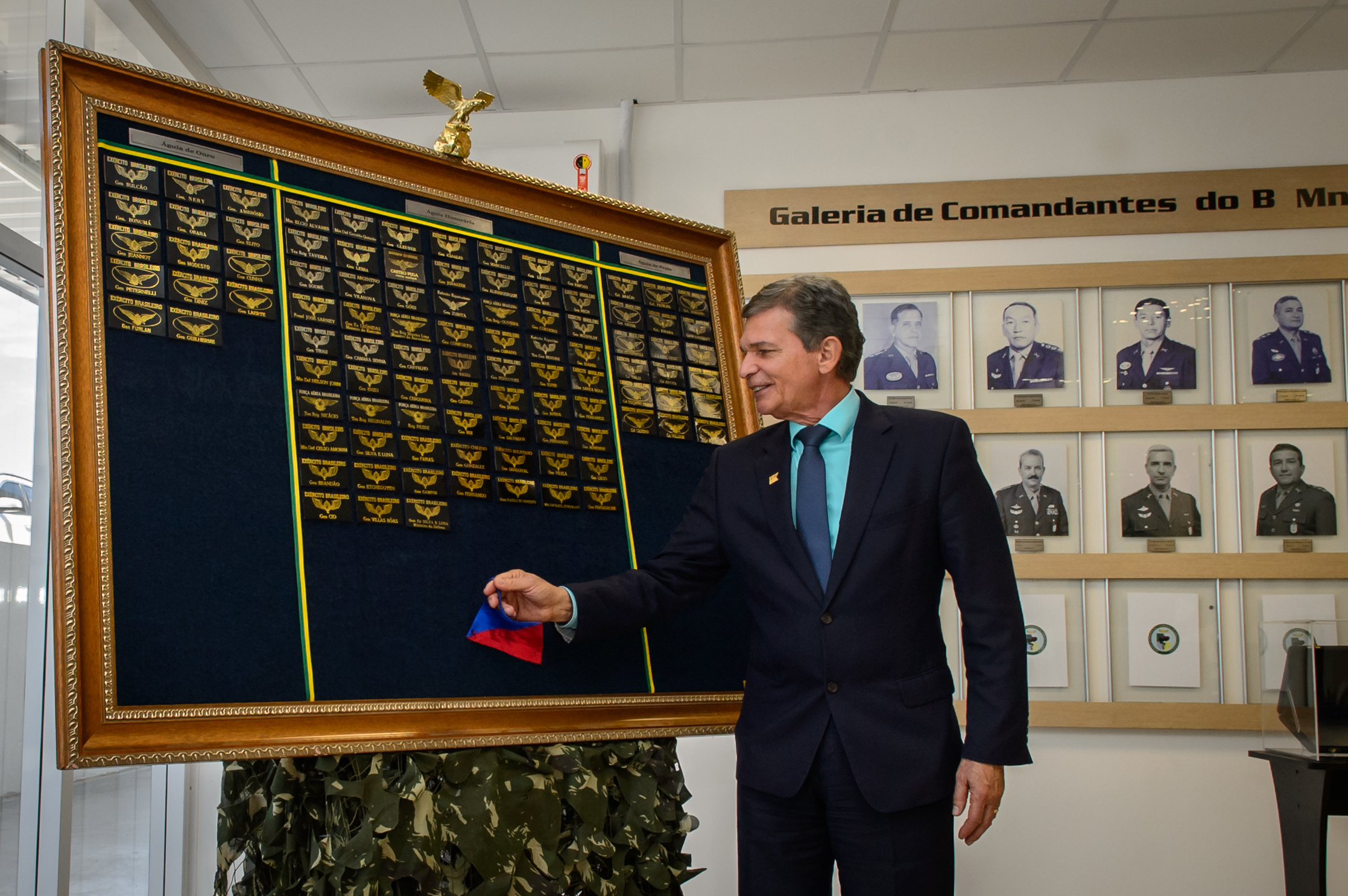
Galeria de brevês honorários e comandantes antigos do Batalhão de Manutenção e Suprimento de Aviação do Exército

Para se proteger das influências externas, o Exército oferece serviços para que “seu integrante, ao nela ingressar, [possa], lá dentro e durante toda a sua vida, de maneira isolada e protegido num mundo familiar e suficiente, ver satisfeitas boa parte das suas necessidades, e das de seus dependentes”. O sistema de saúde próprio do Exército, o FUSEx, abrange todas as necessidades de saúde e é de participação obrigatória dos militares e das pensionistas. Em viagens, oficiais, sargentos e dependentes podem ser hospedados nos hotéis de trânsito do Exército. O serviço religioso é coberto por padres católicos e pastores evangélicos assimilados como oficiais. Existem áreas de lazer exclusivas ao “público interno”, como a praia do Imbuí, em Niterói. É possível chegar ao generalato cursando, desde a infância, somente instituições militares, e a maior prioridade do ensino militar é a formação moral, servindo assim de mais um mecanismo de proteção.
Para reforçar as práticas e comportamentos consagrados, dando-lhes a respeitabilidade do passado, e dar identidade ao Exército e unidades específicas, a instituição cultua tradições, normalmente símbolos, ritos e cerimônias. Pode-se citar o culto a “patronos”, a ordem de precedência entre as armas, quadros e serviços, os salões nobres ou de honra, as galerias de antigos comandantes, as “denominações históricas” de organizações militares, o lema do Exército e a designação da Primeira Batalha dos Guararapes como o marco da fundação da força.

### Patronos e datas

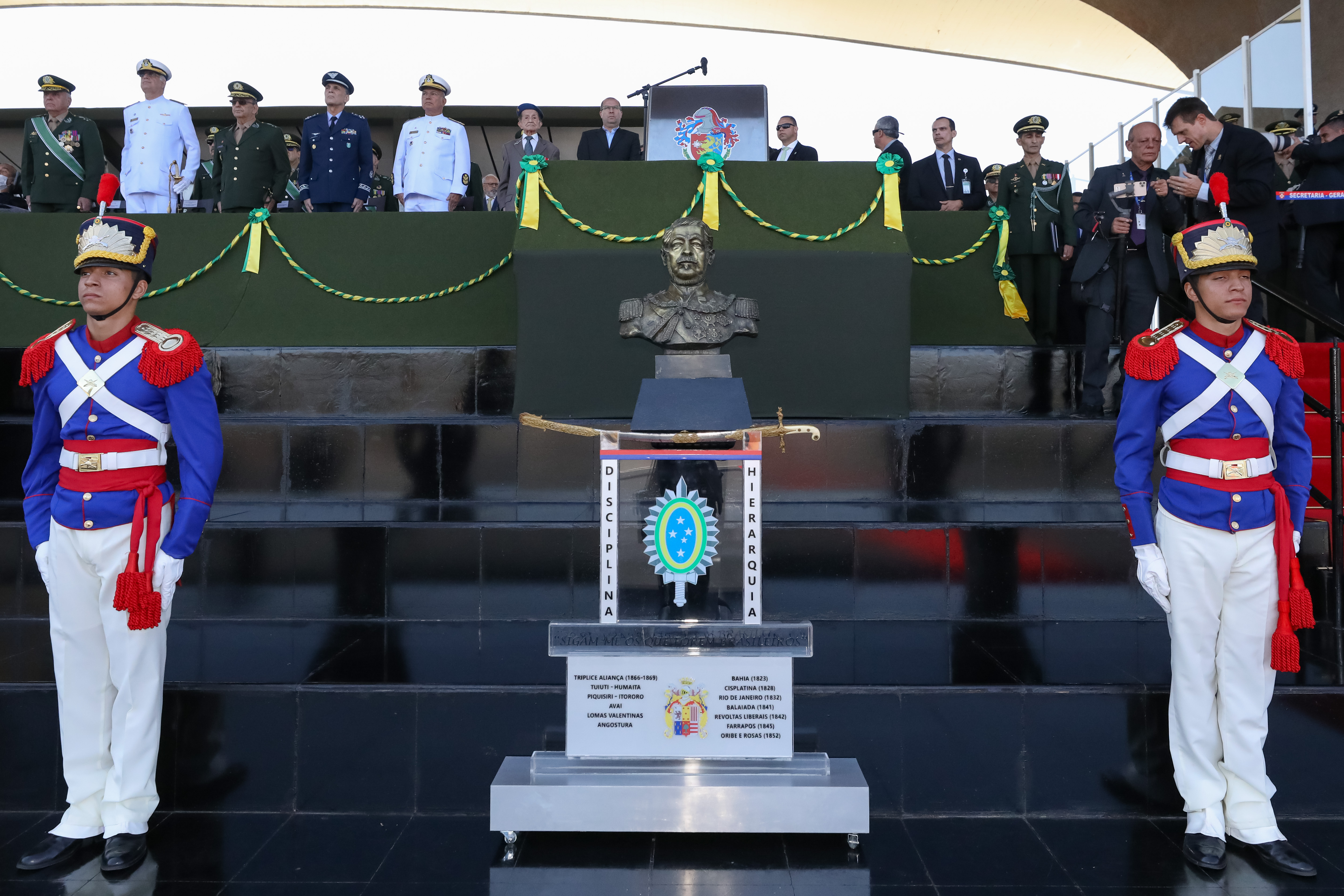
Estátua de Caxias no Dia do Soldado

Luís Alves de Lima e Silva, o Duque de Caxias, é a “representação máxima da autoridade, da ordem e da tradição para o Exército Brasileiro”. No centenário de sua morte, em 1980, o ministro do Exército Walter Pires chamou-o de “personificação do próprio Exército” e “modelo perfeito de soldado”. Caxias é designado “patrono do Exército” e seu aniversário em 25 de agosto é comemorado como o “Dia do Soldado”. O “culto” a Caxias foi oficializado em 1923 e promovido pelas autoridades militares como símbolo de um militar disciplinado e leal. Até então, a principal comemoração era 24 de maio, aniversário da Batalha de Tuiuti, e Caxias era menos comemorado que Manuel Luís Osório.
Num patamar abaixo de Caxias, as armas, quadros e serviços têm seus próprios patronos, como Antônio de Sampaio, da Infantaria, Villagran Cabrita, da Engenharia, e Emílio Luís Mallet, da Artilharia. Algumas especialidades e círculos sociais, como as forças especiais, a aviação e a família militar, também têm patronos designados. Todos são vultos históricos usados como exemplos de atitudes e virtudes necessárias à atividade militar. O culto a essas figuras consolidou-se na década de 1960. O aniversário de Sampaio, por exemplo, é o “Dia da Infantaria”.
A única data com importância equivalente ao Dia do Soldado é o Dia do Exército, 19 de abril, no aniversário da Primeira Batalha dos Guararapes. Esta comemoração evoca as crenças de que o Exército nasceu junto com a nação brasileira, é composto das “três raças formadoras da essência do povo brasileiro” e derrotou, através da guerrilha e emboscadas, um invasor estrangeiro, militarmente mais poderoso. A comemoração de Guararapes pode também ser associada à defesa da Amazônia e à “estratégia de resistência”.

### Simbologia

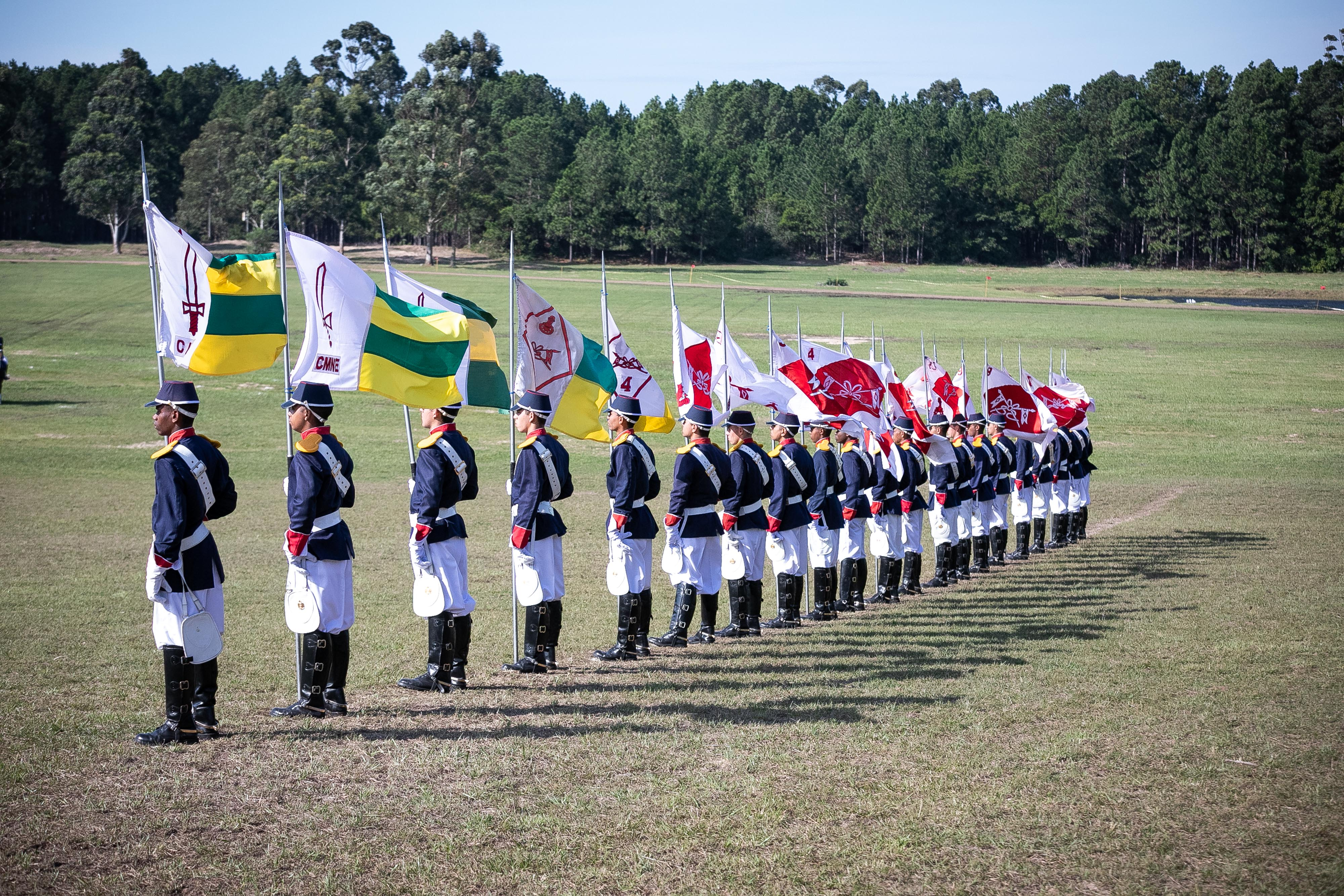
3.° Regimento de Cavalaria de Guarda exibe bandeiras-insígnia de comandos militares

O Exército tem símbolos visuais — brasões, bandeiras, estandartes e galhardetes — e auditivos — toques de tambores, cornetas e clarins, canções, gritos e refrões de guerra. Nos desfiles, seu gênero musical dominante é o dobrado, tocado por bandas militares e fanfarras. Existem hinos e canções do Exército, das armas, quadros e serviços, das organizações militares e canções tradicionais. Da mesma forma, tropas específicas têm seus próprios gritos de guerra. Os mais tradicionais são “Selva”, dos guerreiros de selva, e “Brasil acima de tudo”, originado entre os paraquedistas e depois disseminado. Na identidade visual, o Exército tem um símbolo, um brasão de armas e um estandarte no qual figura o brasão. O atual símbolo do “cocar elíptico” nas cores da bandeira nacional foi regulamentado para os uniformes em 1951. Ele foi usado nas viaturas a partir da década de 1990, substituindo o Cruzeiro do Sul inscrito num círculo, que era usado desde a Segunda Guerra.
Parte das organizações militares carrega estandartes, suas “bandeiras de guerra”, e todas têm distintivos. Comandantes, chefes e diretores são identificados por bandeiras-insígnias. Armas, quadros e serviços têm seus próprios símbolos e cores heráldicas. As organizações com estandartes têm “denominações históricas” referentes datas, locais ou personagens relacionados à história da organização ou de suas antecessoras, como o “5.° Batalhão de Infantaria Leve – Regimento Itororó”.

## Organização

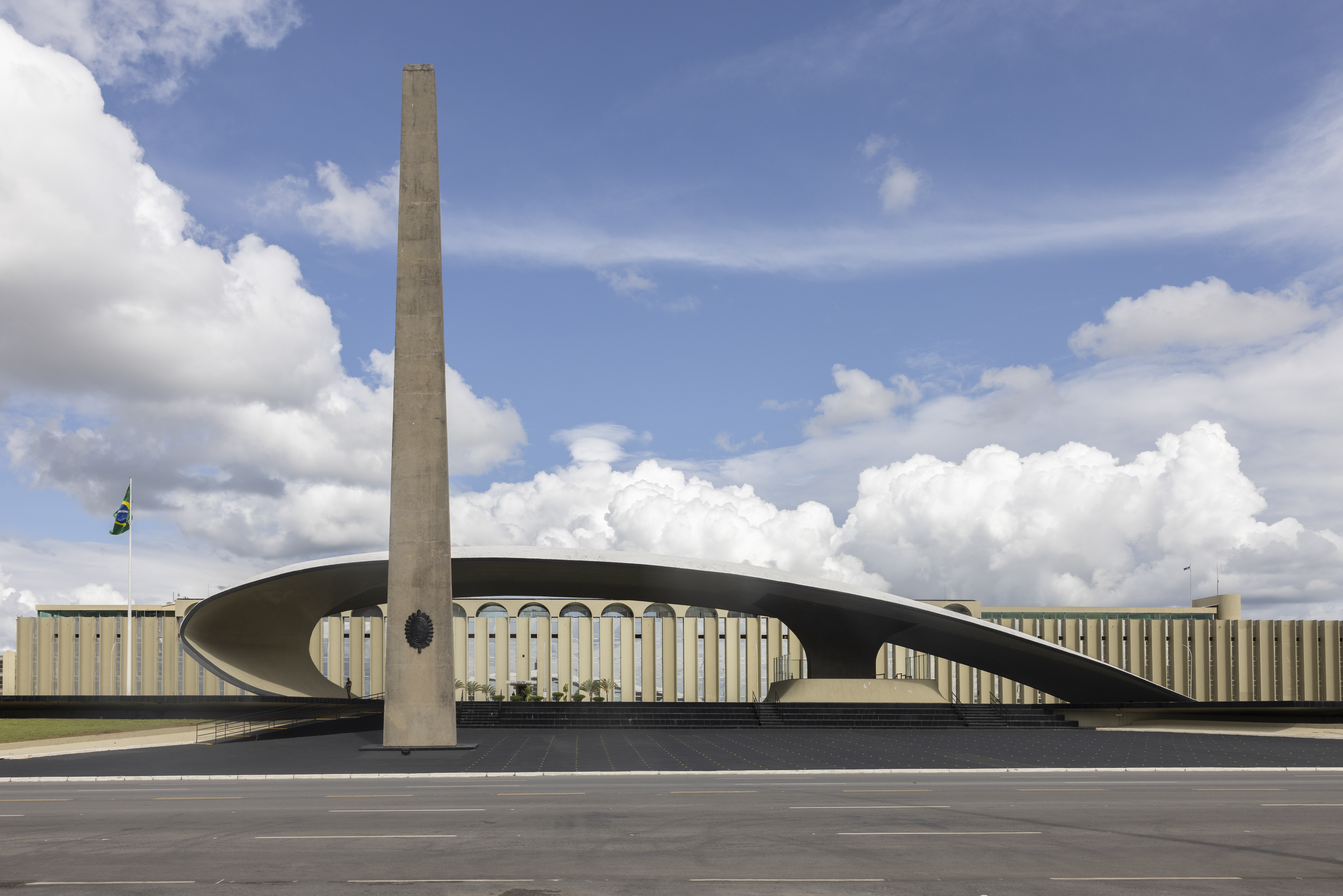
Quartel-General do Exército em Brasília

Como parte das Forças Armadas Brasileiras, o Exército Brasileiro tem sua direção superior exercida pelo Ministério da Defesa e seu Comandante Supremo é o Presidente da República, que nomeia um comandante do Exército indicado pelo ministro da Defesa. Sua estrutura, complexa e bem demarcada territorialmente, é centrada no Comando do Exército, que tem autonomia funcional. O Quartel-General do Exército fica no Setor Militar Urbano, em Brasília.
O Comando do Exército tem um Órgão de Direção Geral, o Estado-Maior do Exército (EME), quatro Órgãos de Assessoramento Superior, seis Órgãos de Assistência Direta e Imediata, um Órgão de Direção Operacional, o Comando de Operações Terrestres (COTER), e seis Órgãos de Direção Setorial (ODS).
O braço operacional do Exército é a Força Terrestre. O COTER, criado para desonerar o EME dos aspectos executivos das operações, avalia a capacidade operacional e instrução da Força Terrestre. O EME formula a doutrina militar, o planejamento estratégico e as diretrizes gerais de atuação. O Alto Comando do Exército (ACE), integrado pelos generais de exército, é somente um órgão de assessoramento superior, mas foi órgão de direção geral, coexistindo com o EME, até 2006. A Indústria de Material Bélico do Brasil (Imbel) é vinculada ao Comando do Exército.
Várias ODS têm vinculação técnica com unidades da Força Terrestre. O Departamento de Ciência e Tecnologia (DCT) é também vinculado à Indústria de Material Bélico do Brasil (Imbel) e tem na sua estrutura o Centro Tecnológico do Exército (CTEx), órgão de pesquisa responsável por projetos como o Radar Saber, ALAC e MSS-1.2.

### Comandos, divisões e regiões
A Força Terrestre é composta por oito Comandos Militares de Área, cada qual responsável por uma porção do território nacional. A subdivisão do território, quando criada, tinha certa semelhança com a regionalização do IBGE de 1969. Os Comandos Militares de Área evoluíram dos quatro Exércitos numerados e dois comandos de área existentes até 1985. Eles enquadram grandes comandos operacionais, as Divisões de Exército (DEs), e grandes comandos administrativos, logísticos e territoriais, as Regiões Militares (RMs). Algumas RMs comandam organizações militares combatentes, mas isto não é o padrão. As DEs são comandos de coordenação de brigadas e não possuem constituição fixa.
| Comandos Militares de Área, Divisões de Exército e Regiões Militares | Comandos Militares de Área, Divisões de Exército e Regiões Militares | Comandos Militares de Área, Divisões de Exército e Regiões Militares | Comandos Militares de Área, Divisões de Exército e Regiões Militares               |
| Comandos de Área                                                     | Divisões de Exército                                                 | Regiões Militares                                                    | Área de jurisdiação                                                                |
| -------------------------------------------------------------------- | -------------------------------------------------------------------- | -------------------------------------------------------------------- | ---------------------------------------------------------------------------------- |
| Comando Militar da Amazônia (CMA) - Manaus, AM                       |                                                                      | 12.ª - Manaus, AM                                                    | Amazonas, Acre, Roraima e Rondônia                                                 |
| Comando Militar do Norte (CMN) - Belém, PA                           |                                                                      | 8.ª - Belém, PA                                                      | Pará, Amapá, Maranhão e Bico do Papagaio                                           |
| Comando Militar do Nordeste (CMNE) - Recife, PE                      | 7.ª (Recife, PE)                                                     | 6.ª - Salvador, BA                                                   | Bahia e Sergipe                                                                    |
| Comando Militar do Nordeste (CMNE) - Recife, PE                      | 7.ª (Recife, PE)                                                     | 7.ª - Recife, PE                                                     | Alagoas, Pernambuco, Paraíba e Rio Grande do Norte                                 |
| Comando Militar do Nordeste (CMNE) - Recife, PE                      | 7.ª (Recife, PE)                                                     | 10.ª - Fortaleza, CE                                                 | Ceará e Piauí                                                                      |
| Comando Militar do Oeste (CMO) - Campo Grande, MS                    |                                                                      | 9.ª - Campo Grande, MS                                               | Mato Grosso do Sul e Mato Grosso                                                   |
| Comando Militar do Planalto (CMP) - Brasília, DF                     |                                                                      | 11.ª - Brasília, DF                                                  | Distrito Federal, Goiás, Tocantins (exceto o Bico do Papagaio) e Triângulo Mineiro |
| Comando Militar do Leste (CML) - Rio de Janeiro, RJ                  | 1.ª (Rio de Janeiro, RJ)                                             | 1.ª - Rio de Janeiro, RJ                                             | Rio de Janeiro e Espírito Santo                                                    |
| Comando Militar do Leste (CML) - Rio de Janeiro, RJ                  | 1.ª (Rio de Janeiro, RJ)                                             | 4.ª - Belo Horizonte, MG                                             | Minas Gerais, exceto o Triângulo Mineiro                                           |
| Comando Militar do Sudeste (CMSE) - São Paulo, SP                    | 2.ª (São Paulo, SP)                                                  | 2.ª - São Paulo, SP                                                  | São Paulo                                                                          |
| Comando Militar do Sul (CMS) - Porto Alegre, RS                      | 3.ª (Santa Maria, RS), 5.ª (Curitiba, PR), 6.ª (Porto Alegre, RS)    | 3.ª - Porto Alegre, RS                                               | Rio Grande do Sul                                                                  |
| Comando Militar do Sul (CMS) - Porto Alegre, RS                      | 3.ª (Santa Maria, RS), 5.ª (Curitiba, PR), 6.ª (Porto Alegre, RS)    | 5.ª - Curitiba, PR                                                   | Paraná e Santa Catarina                                                            |

### Brigadas e unidades
Conforme a doutrina do Exército, a brigada é a “grande unidade (GU) básica de combinação de armas”, “com capacidade de atuar independente e de durar na ação”. Seus principais componentes são batalhões de infantaria e regimentos de cavalaria, que são apoiados por elementos de comando, artilharia de campanha, logística, reconhecimento e segurança, artilharia antiaérea, engenharia de combate, comunicações e Polícia do Exército. Cada tipo de brigada tem uma constituição fixa, mas a constituição real pode divergir da doutrinária, e várias brigadas são incompletas. O efetivo de uma brigada pode ser inferior a 2 000 militares ou superior a 5 000.
As brigadas de Cavalaria Blindada e Infantaria Blindada são brigadas pesadas. Sua composição é idêntica, tendo como peças principais dois regimentos de carros de combate e dois batalhões de infantaria blindada. As brigadas de Cavalaria Mecanizada e Infantaria Mecanizada são brigadas médias; uma Brigada de Cavalaria Mecanizada tem dois regimentos de cavalaria mecanizada e um de cavalaria blindada, enquanto a Brigada de Infantaria Mecanizada, com três batalhões de infantaria mecanizada, pode ser comparada ao Stryker Brigade Combat Team do Exército dos Estados Unidos. As demais (Infantaria Motorizada, Infantaria Leve, Infantaria Paraquedista, Infantaria de Selva e Infantaria de Pantanal) são brigadas leves, compostas de três batalhões de infantaria de vários tipos.
As brigadas subordinam-se a uma Divisão de Exército ou a um Comando Militar de Área. Em situação equivalente, existem Artilharias Divisionárias, Grupamentos de Engenharia e comandos de emprego específico: de Aviação, de Operações Especiais, de Defesa Antiaérea, de Artilharia, de Comunicações e Guerra Eletrônica e de Defesa Cibernética.
Os batalhões (na infantaria, engenharia e comunicações), regimentos (na cavalaria), grupos (na artilharia), parques (no Material Bélico) e depósitos (na Intendência) são denominados “unidades”, compostos de uma única arma e comandados por um coronel ou tenente-coronel. Nas armas combatentes, as unidades têm de 500 a 900 militares. Delas fazem parte as “subunidades”: companhias (na infantaria, engenharia ou comunicações), esquadrões (na cavalaria), baterias (na artilharia) e esquadrilha (na aviação). Algumas subunidades são independentes, com administração própria.

### Distribuição geográfica

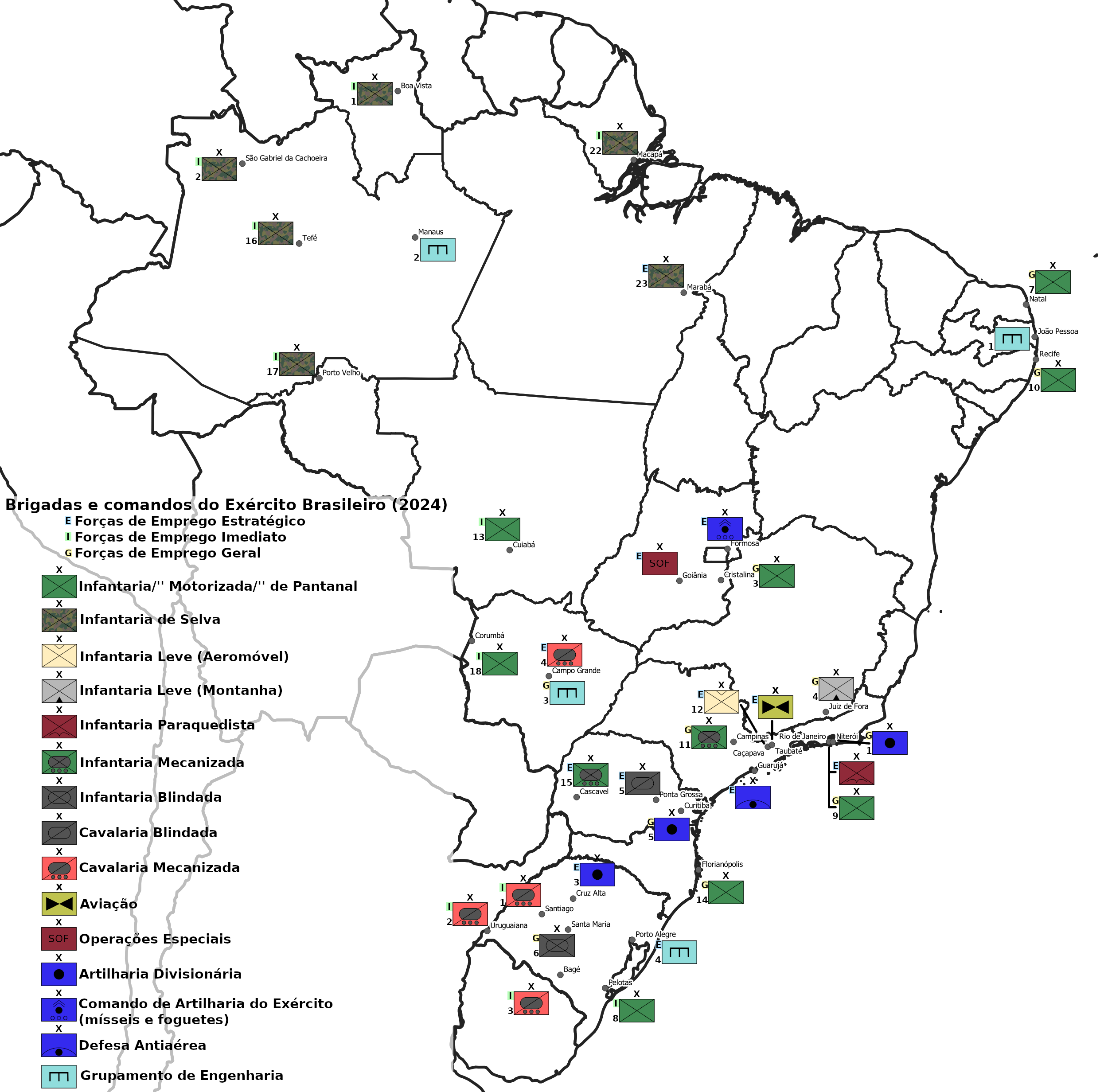
Localização das brigadas em 2024 e seus respectivos grupos de emprego

A distribuição da tropa no território nacional acompanha a estratégia, guardando resquícios das diretrizes passadas. O país é amplamente pontilhado de quartéis, até nas fronteiras mais remotas. Batalhões de engenharia de construção trabalham em vários eixos rodoviários e ferroviários. Ao longo da história, cada reorganização e aumento do efetivo preencheram mais espaços, conforme preconiza a “Estratégia da Presença”. Isto difere, por exemplo, do Exército Chileno, que desde os anos 1990 tornou-se compacto e móvel. Ainda assim, o Exército Brasileiro tem forças de reação estratégica no “núcleo central” do país, entre São Paulo, Rio de Janeiro e Brasília, de onde podem acessar qualquer outra região.
A maior concentração está no Centro-Sul, apesar da prioridade atribuída à Amazônia na defesa nacional. Os núcleos do poder político (Distrito Federal) e econômico (São Paulo e Rio de Janeiro) e alguns estados fronteiriços (Rio Grande do Sul, Paraná, Mato Grosso do Sul e Amazonas) têm maiores números de unidades de combate e apoio logístico e administrativo. Historicamente a guarnição mais politicamente importante era a do Rio de Janeiro, pois a capital esteve ali até 1960; além disso, as principais escolas militares estão naquele estado. A outra concentração histórica é no Sul, visando a fronteira com a Argentina, rival tradicional do Brasil no continente. O Rio de Janeiro perdeu várias brigadas a partir dos anos 1990, enquanto o Comando Militar do Sul manteve sua primazia. Em 2011 ele comandava 90% dos blindados, 100% da artilharia autopropulsada, 75% da engenharia e 75% da cavalaria mecanizada do Exército.

### Grupos de emprego e Forças de Prontidão
A Força Terrestre é dividida em três “grupos de emprego”: as Forças de Emprego Geral, que reforçam as demais, as Forças de Emprego Imediato, que atuam na faixa de fronteira, e as Forças de Emprego Estratégico, que se deslocam para qualquer parte do país, sendo “forças com poder de combate que possibilitam, em situações de crise/conflito armado, o desequilíbrio estratégico, por meio das estratégias dissuasão e ofensiva”. Existem ainda os módulos de apoio e as Forças Especializadas de Emprego Estratégico. Na distribuição de material e pessoal, a prioridade é das Forças de Emprego Estratégico e de algumas Forças de Emprego Geral.
Os grupos de emprego foram definidos em 2017 e substituem categorizações mais antigas, como as “Forças de Atuação Estratégica” e, antes delas, as “Forças de Ação Rápida Estratégica” (FAR Estrt), entendidas como a reserva estratégica do Exército, com grande mobilidade, completas em pessoal e com todos os treinamentos realizados. Uma série de companhias e batalhões eram designadas como FAR regionais. As demais forças, denominadas “Organizações Militares Operacionais”, teriam faltas maiores de pessoal e material, e seriam as principais responsáveis pela formação da reserva. Até os anos 1990, a Brigada de Infantaria Paraquedista era a única força de pronto-emprego estratégico.
As Forças de Emprego Estratégico, Forças Especializadas de Emprego Estratégico, Forças de Emprego Geral prioritárias e módulos de apoio compõem as Forças de Prontidão (FORPRON), que mantém um rodízio de efetivos profissionais. As FORPRON são compostas de uma tropa equivalente a uma unidade fornecida por cada uma das brigadas, com um efetivo total de 9 150 militares em 2023. O Exército planeja ter, ao todo, uma divisão composta de duas brigadas a partir das FORPRON. A partir das FORPRON, o Exército pode selecionar uma força expedicionária ou força de paz para enviar ao exterior.

### Componentes especializados

#### Operações Especiais

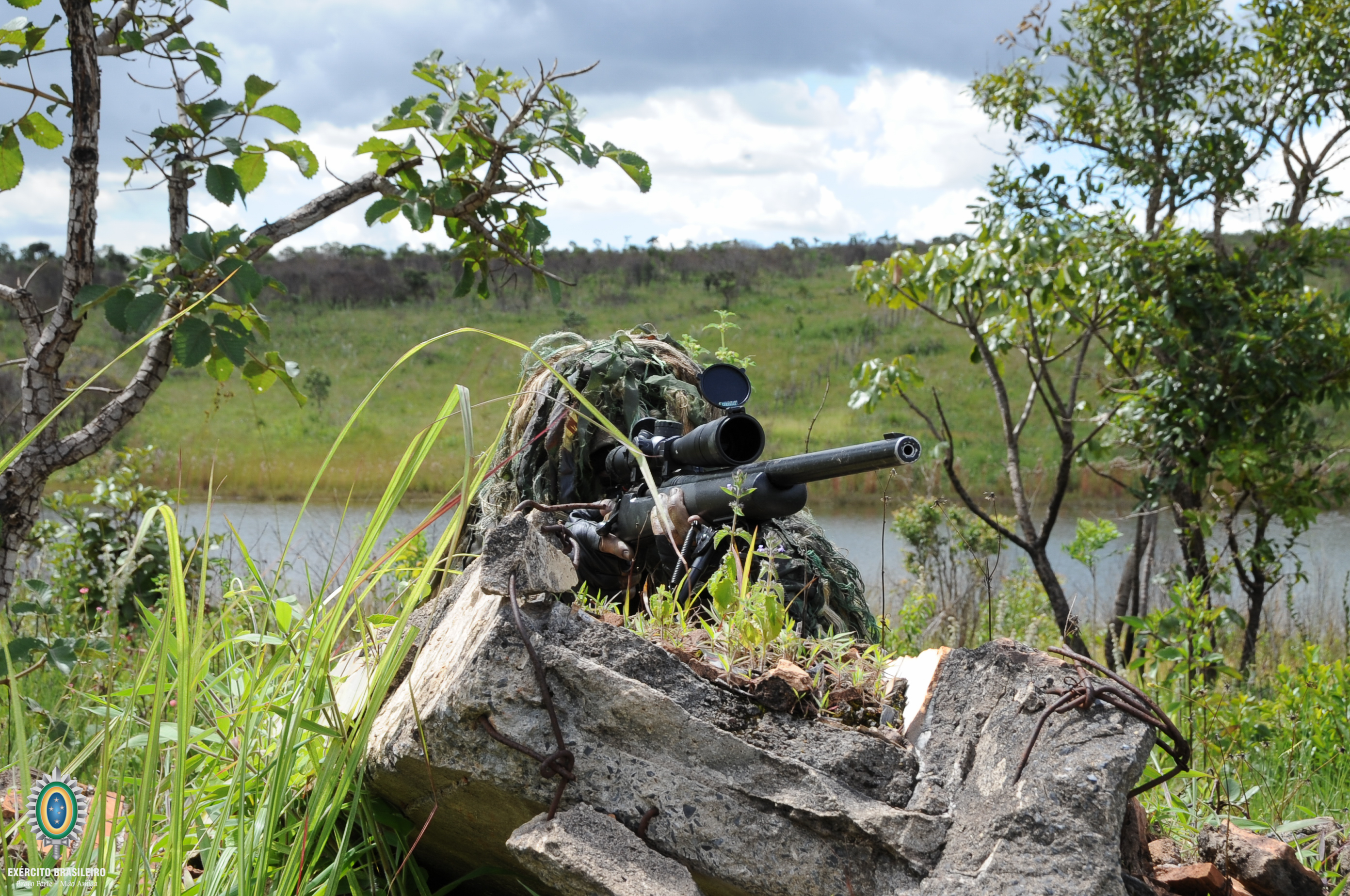
Atirador de elite das forças de operações especiais

As operações especiais do Exército envolvem um “adestramento altamente especializado do combatente, a utilização de armamentos e equipamentos não convencionais, missões com alta sensibilidade política, a aplicação heterodoxa dos princípios da guerra, e o aproveitamento de oportunidades limitadas”, em missões de guerra irregular, ação direta, reconhecimento estratégico, contraguerrilha, contraterrorismo, operações psicológicas, busca e salvamento e assistência humanitária. As forças encarregadas são enquadradas pelo Comando de Operações Especiais (C Op Esp), sediado em Goiânia e subordinado ao Comando Militar do Planalto, com vínculo de preparo e emprego ao COTER. A exceção é a 3.ª Companhia de Forças Especiais (Força 3), em Manaus, que é subordinada ao Comando Militar da Amazônia, mas vinculada ao C Op Esp.
Suas unidades principais são o 1.º Batalhão de Ações de Comandos (BAC) e 1.º Batalhão de Forças Especiais (BFEsp); ambos são unidades de elite, de difícil ingresso. Seus membros são chamados de "kids pretos". O treinamento dos militares do 1.º BFEsp, também chamados de “FEs” ou “fantasmas”, é comparável ao da Delta Force americana e inclui longas patrulhas na selva amazônica e estratégias de combate à criminalidade urbana.

#### Especializações por terreno
Presente em todos os biomas do Brasil, o Exército tem tropas especializadas para os ambientes de montanha, Pantanal, caatinga, selva (que, no contexto do Exército, refere-se à Amazônia), e urbano. Os cursos e estágios de especialização nesses ambientes são realizados em alguns batalhões ou em centros de instrução.
O adestramento para a selva ocorre em grande parte nas próprias organizações militares na Amazônia, mas existe um centro de treinamento especializado, o Centro de Instrução de Guerra na Selva (CIGS), em Manaus. Com exigências físicas e mentais extremas, ele é altamente concorrido e internacionalmente renomado. A infantaria de selva brasileira é caracterizada pela sobrevivência no ambiente hostil, frações descentralizadas, movimentos fluviais e aéreos e manobras de flanco. Os teóricos do Exército reconhecem que o Brasil não resistiria por meios convencionais à invasão da Amazônia por uma força militar superior, tal como a dos Estados Unidos. Inspirados na Guerra do Vietnã e em sua experiência no Araguaia, eles propõem uma guerrilha para desgastar a vontade do invasor, na chamada “Estratégia de Resistência”.
Essas forças especializadas compreendem as seis Brigadas de Infantaria de Selva desdobradas na Amazônia: a 1.ª em Boa Vista, 2.ª em São Gabriel da Cachoeira, 16.ª em Tefé, 17.ª em Porto Velho, 22.ª em Macapá e 23.ª em Marabá. Alguns de seus Batalhões de Infantaria de Selva (BIS) são designados “Comandos de Fronteira” e enquadram Companhias e Pelotões Especiais de Fronteira (CEF e PEF); embora fundamentais na vigilância, os pelotões têm poder militar muito limitado. Os recrutas nos postos de fronteira são em grande parte indígenas locais, mas existem tensões com as populações.
A instrução de montanhismo militar ocorre na 4.ª Brigada de Infantaria Leve de Montanha, de Juiz de Fora, e não inclui operações na neve, como em ambientes de montanha de outros países. Os Estágios de Operações no Pantanal são ministrados pelo 17.º Batalhão de Fronteira, de Corumbá. Empregando o transporte hidroviário e aéreo, ele patrulha continuamente a fronteira e é subordinado à 18.ª Brigada de Infantaria de Pantanal. O Centro de Instrução de Operações na Caatinga (CIOpC) é orgânico do 72.º Batalhão de Infantaria de Caatinga, de Petrolina, Pernambuco. Os combatentes da caatinga distinguem-se pelo uniforme reforçado de couro, para se proteger da vegetação espinhenta. O Centro de Instrução de Operações Urbanas integra o 28.º Batalhão de Infantaria Mecanizado, em Campinas.

#### Especializações por transporte aéreo
A Brigada de Infantaria Paraquedista e a 12.ª Brigada de Infantaria Leve (Aeromóvel) são as duas brigadas listadas pelo IISS na categoria de "manobra aérea", isto é, treinadas e equipadas para alcançar o campo de batalha por aviões de transporte e/ou helicópteros. Fora da brigada existe mais uma unidade aeromóvel, o 1.° Batalhão de Infantaria de Selva, em Manaus. A infantaria de montanha, por também ser infantaria leve, pode ser aerotransportada.
A brigada aeromóvel é especializada nas operações helitransportadas (junto com a Aviação do Exército), mas por ser leve em equipamentos e armamentos, pode também ser transportada em aviões da FAB ou meios civis como vans, ônibus, caminhões, trens e navios. Seu conceito operacional é focado na infiltração, exfiltração e assalto aeromóveis atrás das linhas inimigas, empregando os helicópteros da Aviação do Exército. Subordinada à 2.ª Divisão de Exército, a brigada é sediada em Caçapava, São Paulo, na região do eixo Rio-São Paulo, onde está próxima ao Comando de Aviação do Exército. A Aviação do Exército tem dois batalhões em Taubaté, um em Campo Grande, um em Manaus e um destacamento em Belém.
A brigada paraquedista, por sua vez, é focada no assalto aeroterrestre, embora nunca tenha realizado um salto paraquedista em massa fora de exercícios e manobras. Sua grande utilidade reside no transporte imediato de suas tropas, e suas situações recentes de emprego costumam ser em ambiente urbano. Sua missão oficial é “deslocar-se rapidamente [...] aerotransportada ou lançada de paraquedas”, chegando em até 48 horas a qualquer ponto no território. Os paraquedistas são tidos como uma tropa de elite dentro do Exército e uma “vitrine” da instituição. A Brigada recebe muito mais voluntários do que tem vagas, é mais rigorosa na seleção e cultiva uma “mística paraquedista” e uma identidade e valores próprios. Algumas tradições distinguem visualmente os paraquedistas, como os coturnos marrons, boina grená e brevê de asas de prata. Sediada no Rio de Janeiro, a brigada é subordinada ao Comando de Operações Terrestres e ao Comando Militar do Leste.

#### Defesa Química, Biológica, Radiológica e Nuclear

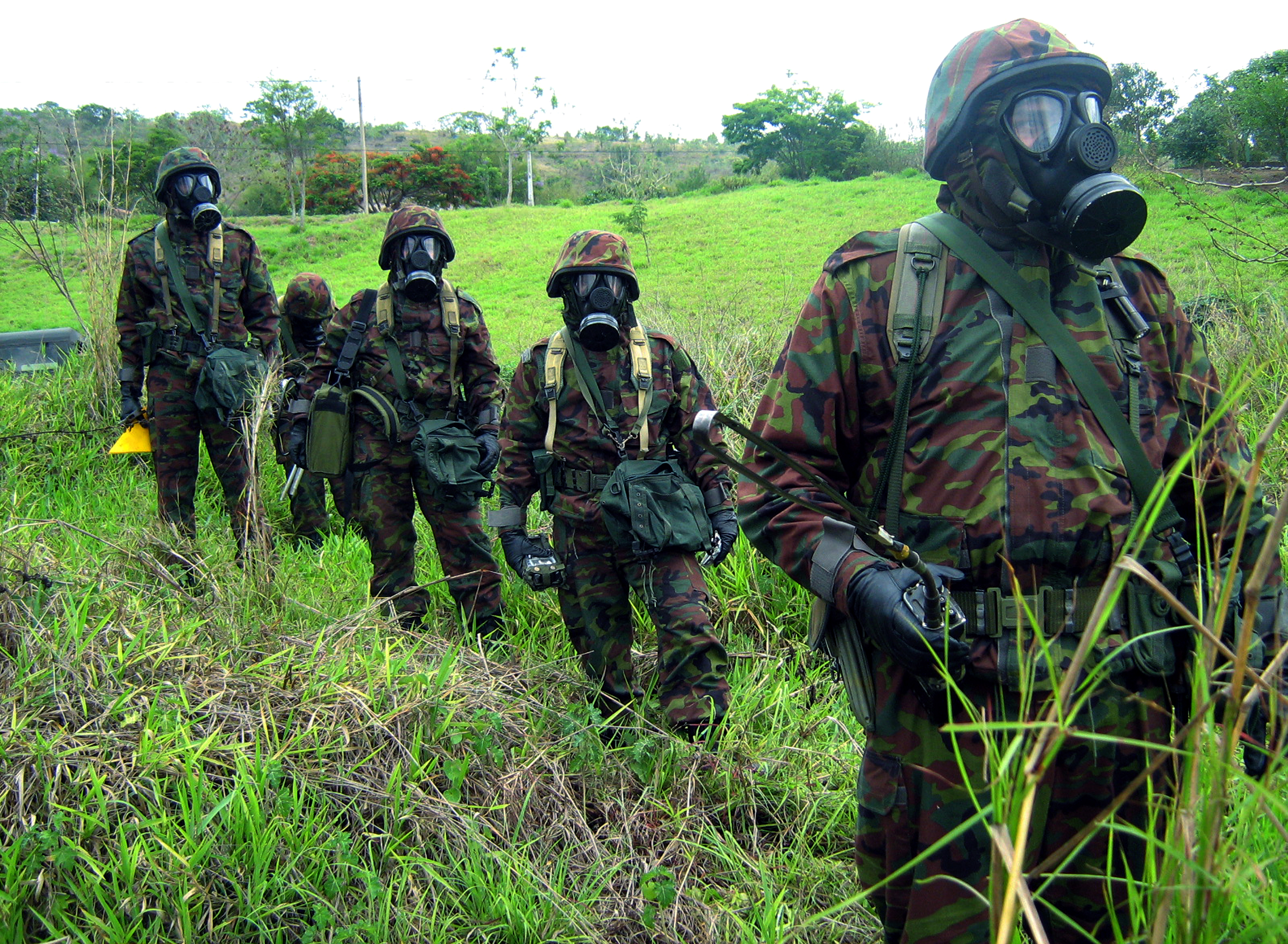
Tropa DQBRN

A defesa química, biológica, radiológica e nuclear (DQBRN) é de responsabilidade do 1.° Batalhão DBQRN (subordinado ao Comando Militar do Leste), a Companhia DQBRN (subordinada ao Comando de Operações Especiais), a Escola de Instrução Especializada e o Instituto DQBRN do Centro Tecnológico do Exército, em coordenação com seus correspondentes nas Forças Armadas, a Comissão Nacional de Energia Nuclear e organismos internacionais como a Agência Internacional de Energia Atômica e a Organização para a Proibição de Armas Químicas. Elas podem ser usadas em resposta a acidentes (seu primeiro emprego real foi no acidente radiológico de Goiânia, em 1987), ataques terroristas e em ambiente de guerra, para recuperar forças atacadas por essas armas de destruição em massa. Para tanto, elas realizam o reconhecimento, identificação e descontaminação das ameaças QBRN.

#### Polícia do Exército

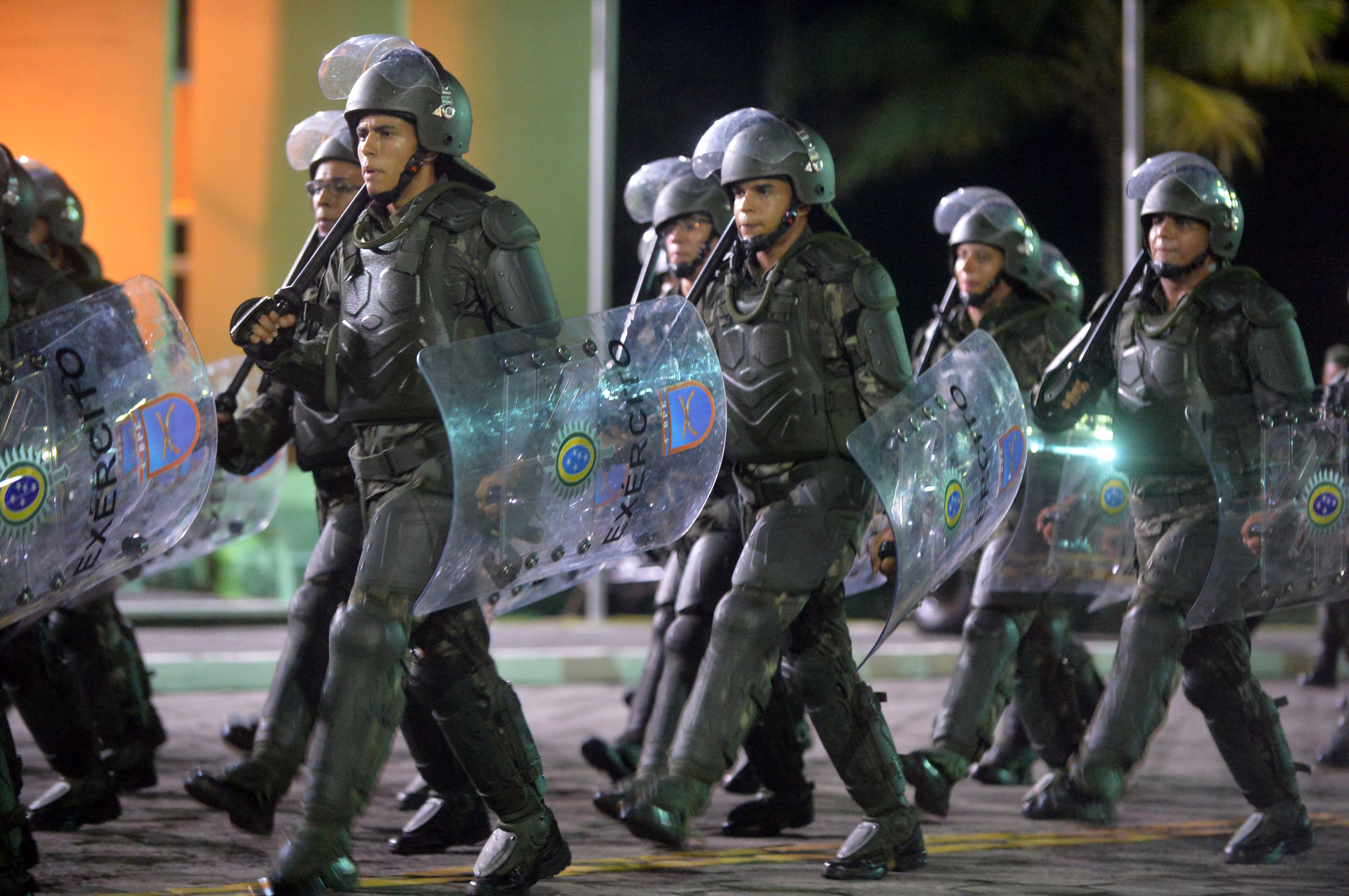
Tropa de controle de distúrbios da PE

A Polícia do Exército (PE) é, no sentido genérico, a polícia militar do Exército Brasileiro, e não deve ser confundida com as forças policiais estaduais. Seus militares são identificados por um braçal com as letras “PE”. Ela é uma tropa especializada de infantaria disponível a cada escalão de comando: os Comandos Militares de Área têm batalhões de PE, as divisões têm companhias e as brigadas têm pelotões. A PE fiscaliza a disciplina da tropa, previne e investiga o crime, faz a segurança de autoridades, custodia presos e patrulha instalações, entre outras atribuições. Ela é usada tanto em operações militares convencionais quanto no combate à criminalidade. A atual doutrina da PE reconhece uma atuação ampla e híbrida em “terrenos humanizados (urbanos ou rurais)”, nos quais existem “atores agindo em espaços que vão além do campo de batalha” e múltiplas dimensões — física, humana e informacional — do ambiente operacional.

#### Infantaria e cavalaria de guarda

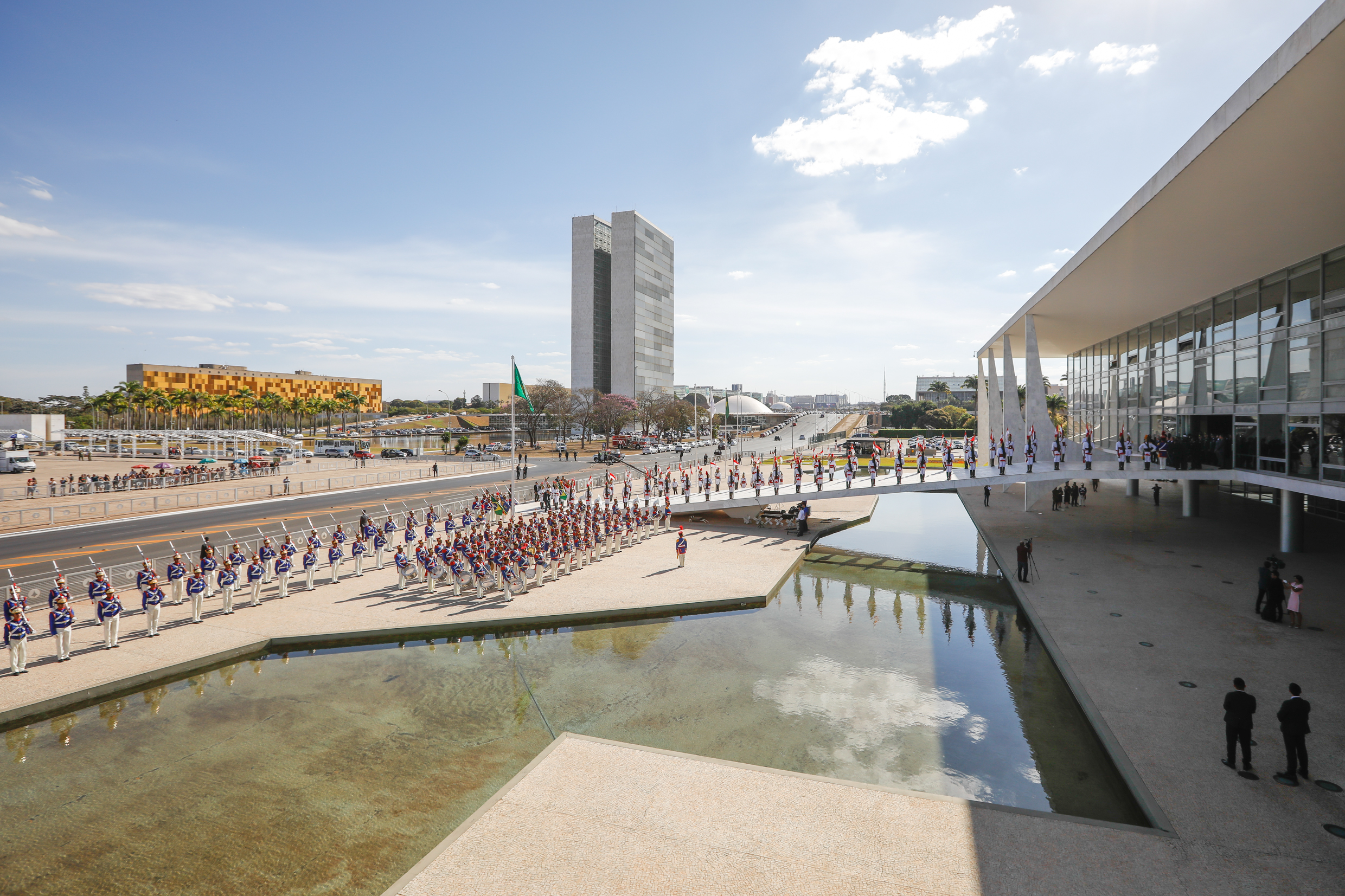
BGP e Dragões da Independência na troca da guarda do Palácio do Planalto

As “organizações militares de guarda” pertencem à infantaria e à cavalaria e são vocacionadas para a segurança e o cerimonial militar. Em operações de GLO, elas podem realizar a busca e apreensão, patrulhamento ostensivo e controle de distúrbios, entre outras atividades. Os três regimentos de cavalaria de guarda são os últimos ainda montados a cavalo.
Duas unidades de guarda alternam a guarda da rampa do Palácio do Planalto, local de trabalho do Presidente da República: o Batalhão da Guarda Presidencial (BGP) e o 1.º Regimento de Cavalaria de Guardas, os “Dragões da Independência”. O BGP é responsável pela guarda e cerimonial do presidente, de chefes de Estado e do corpo diplomático. Durante manifestações, ele atua como tropa de choque, armada com escudos, cassetetes, spray de pimenta e balas de borracha.

## Equipamento

### Blindados

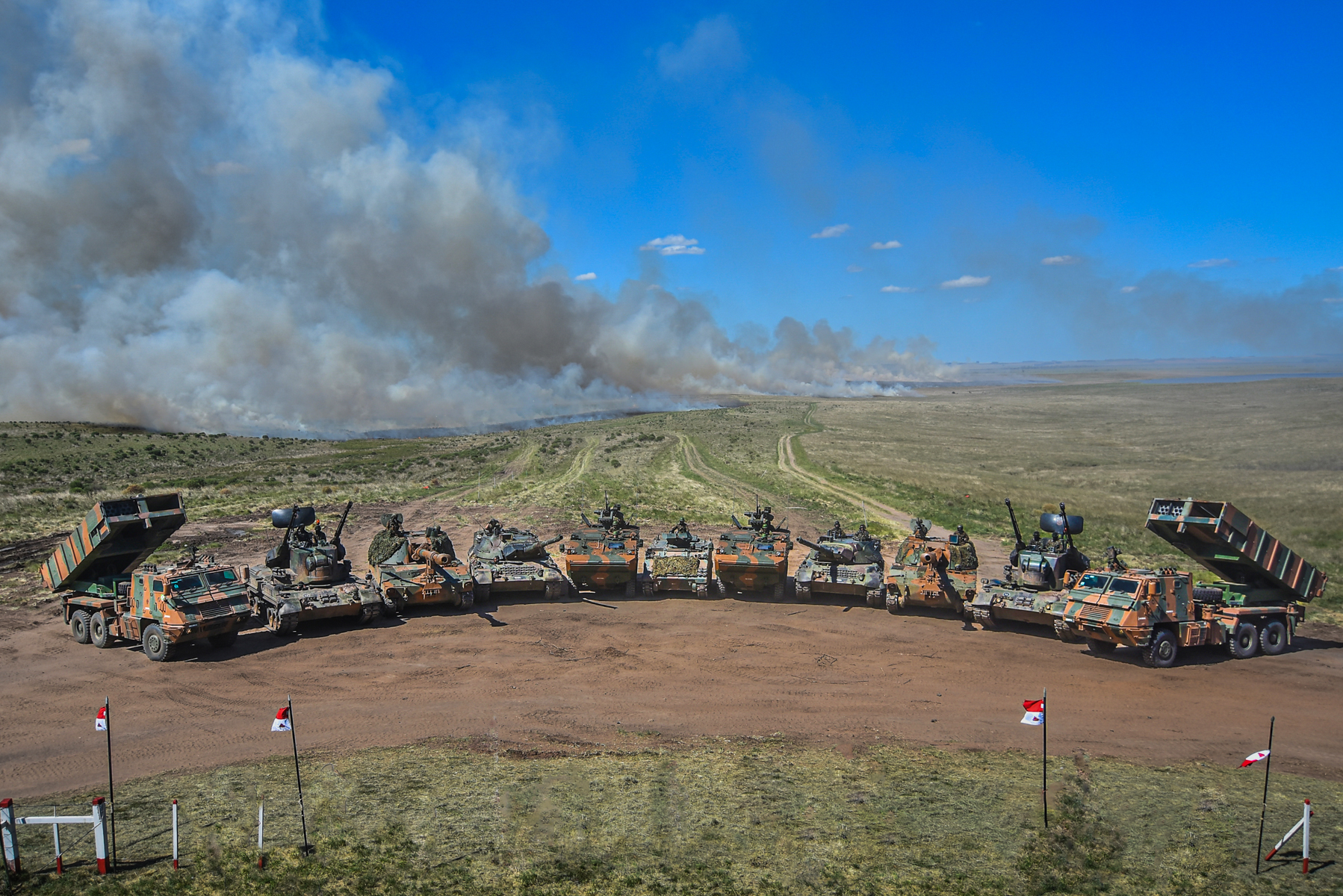
Da esquerda para a direita: ASTROS II, Gepard, M109, Leopard 1, VBTP-MR Guarani e M113

No Exército Brasileiro, as forças centradas em veículos blindados de combate são denominadas “blindadas”, se seus veículos movem-se sobre lagartas, e “mecanizadas”, se usam rodas. A “espinha dorsal” das forças blindadas e da Cavalaria é o Leopard 1A5 BR. Em 2024 o Exército operava 220 unidades desse modelo, 41 do Leopard 1A1 BE e 31 do M60 A3 TTS, para um total de 292 main battle tanks (MBTs, ou carros de combate). Eles são complementados por 660 veículos blindados de transporte de pessoal (VBTPs) sobre lagartas, de vários modelos de M-113 e do M-577 A2, pelo menos sete viaturas blindadas de engenharia, treze de socorro e cinco lança-pontes. As brigadas blindadas não usam viaturas blindadas de combate de infantaria (VBCIs).
As forças mecanizadas contam com cerca de 575 VBTPs Guarani e 46 EE-11 Urutu, 409 viaturas blindadas de reconhecimento EE-9 Cascavel e 32 viaturas leves Guaicurus. O IISS inclui 13 Guaranis equipados com canhões de 30 mm como as únicas VBCIs no arsenal brasileiro.
Quantitativamente, o Exército Brasileiro tem a maior frota de MBTs da América do Sul. Entretanto, somente o Exército Chileno tem MBTs modernos, conforme a classificação do IISS. A condição de vantagem numérica, em carros de combate e em blindados em geral, é a mesma observada em números dos anos 2000 e início dos 2010. Qualitativamente, os exércitos da região, exceto o chileno, operavam blindados projetados nas décadas de 1960 e 1970. O Leopard 1A5, por exemplo, é de tecnologia dos anos 1980, mas foi comprado pelo Brasil nos anos 2000. A disseminação de mísseis anticarro nos exércitos de países vizinhos já é uma ameaça às forças blindadas brasileiras. A Diretriz de Implantação do Subprograma Forças Blindadas, em 2020, reconheceu que a maior parte da frota de blindados já estava próxima ao fim do ciclo de vida.

### Artilharia
A Arma de Artilharia subdivide-se em grupos e baterias de Artilharia de Campanha, Artilharia de Mísseis e Foguetes e Artilharia Antiaérea. O IISS estimou uma quantia de 1 881 peças de Artilharia de Campanha e de Mísseis e Foguetes em 2023: 1 245 morteiros (1 168 de calibre 81 mm e os demais, 120 mm), 431 peças de artilharia rebocada (336 de 105 mm e 95 de 155 mm), 169 peças de artilharia autopropulsada de 155 mm e 36 lançadores de mísseis e foguetes. Entretanto, existem números menores para vários modelos. O número era parecido por volta de 2009, representando uma leve preponderância numérica no continente.
No quesito tecnológico, modernos lançadores de mísseis convivem com obuseiros fabricados na década de 1950, com uma média de alcance de dez a quinze quilômetros. Os sistemas mais sofisticados estão na Artilharia de Mísseis e Foguetes, com plataformas ASTROS II organizadas em dois Grupos de Mísseis e Foguetes, somando 78 veículos lançadores e de postos de comando, remuniciadores, radares, oficinas e meteorológicos. Eles estão sediados em Formosa, Goiás, e subordinados ao Comando de Artilharia do Exército. Esta é a artilharia estratégica do Exército, com os maiores alcances, podendo atingir alvos a 90 quilômetros com foguetes de sub munições ou 300 quilômetros com mísseis de cruzeiro, embora estes últimos ainda não estavam em serviço em 2023.
A Artilharia de Campanha autopropulsada, que apoia as brigadas blindadas, tem vários modelos dos obuseiros M109, de 155 mm, apoiados por remuniciadores M992 A2. O restante da Artilharia de Campanha usa obuseiros como o M101 e M102, de 105 mm, e o M114, de 155 mm. Os paraquedistas e a infantaria leve são apoiados pelos obuseiros aerotransportáveis Oto Melara M56 e L118, ambos de 105 mm. O morteiro raiado pesado M2, de 120 mm, é também importante.
O maior escalão da Artilharia Antiaérea do Exército Brasileiro é o Comando de Defesa Antiaérea do Exército. A Artilharia Antiaérea conta com 34 viaturas blindadas Gepard, distribuídas às brigadas blindadas. As demais baterias e grupos usam mísseis terra-ar portáteis (MANPADS) 9K338 Igla-S, RBS 70 e RBS NG. Todos são de baixa altura e alcance. O Exército Brasileiro não tem uma defesa antiaérea de média altura.

### Aviação

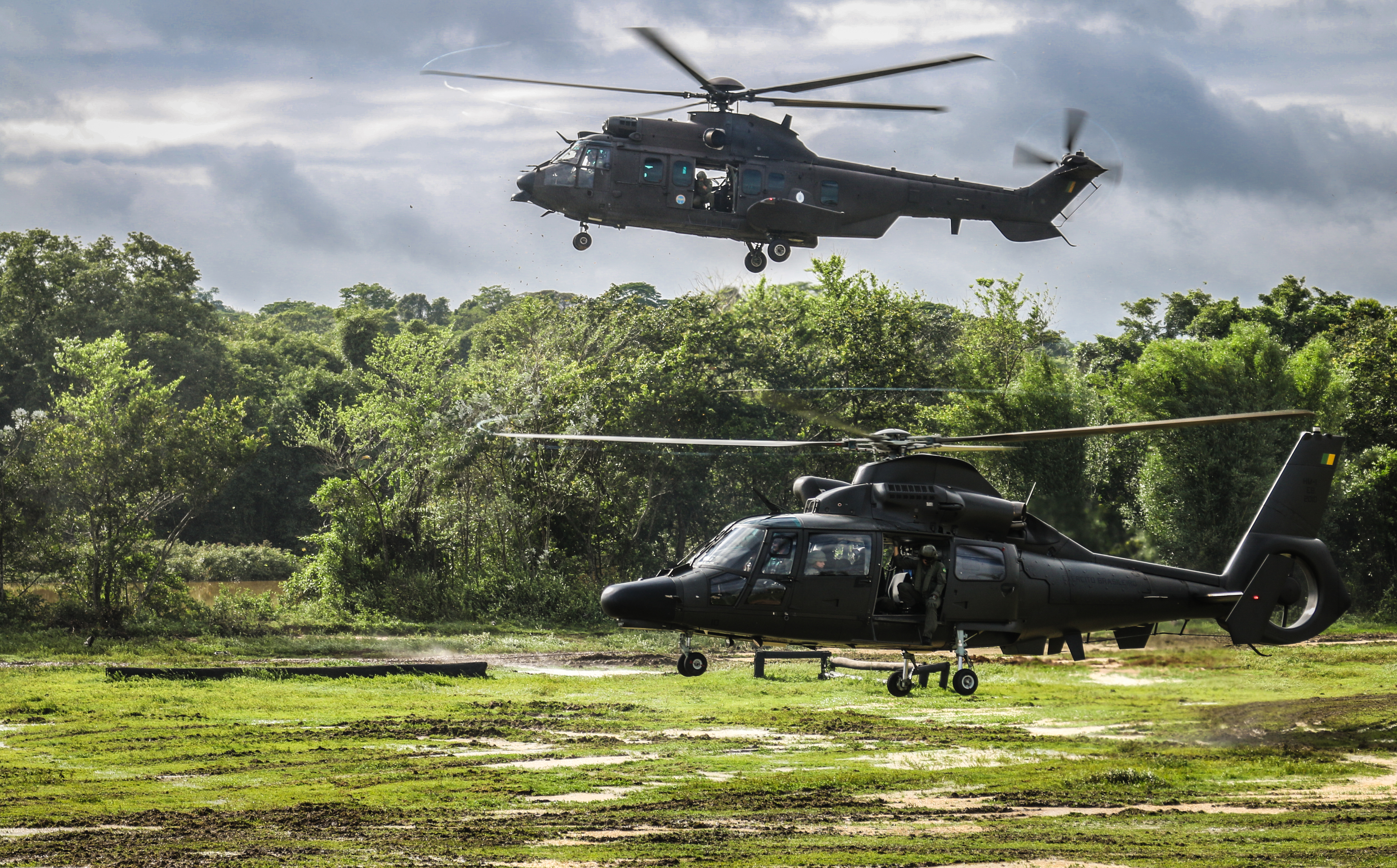
Helicópteros da Aviação do Exército

Em 2022 a Aviação do Exército operava 95 helicópteros de modelos HA-1 Esquilo, HM-1 Pantera, HM-2 Black Hawk, HM-3 Cougar e HM-4 Jaguar. No início dos anos 2000, a frota brasileira era a segunda maior entre os exércitos sul-americanos. Em comum com a maioria das aviações de exército regionais, ela foca em helicópteros de transporte e não tem helicópteros de ataque dedicados. A capacidade de transporte das aeronaves sediadas em 2020 na Base de Aviação de Taubaté, próximas à 12.ª Brigada de Infantaria Leve (Aeromóvel), não chega a ser suficiente para transportar um batalhão de infantaria inteiro.